# Frühchristliche Mosaiken in Rom

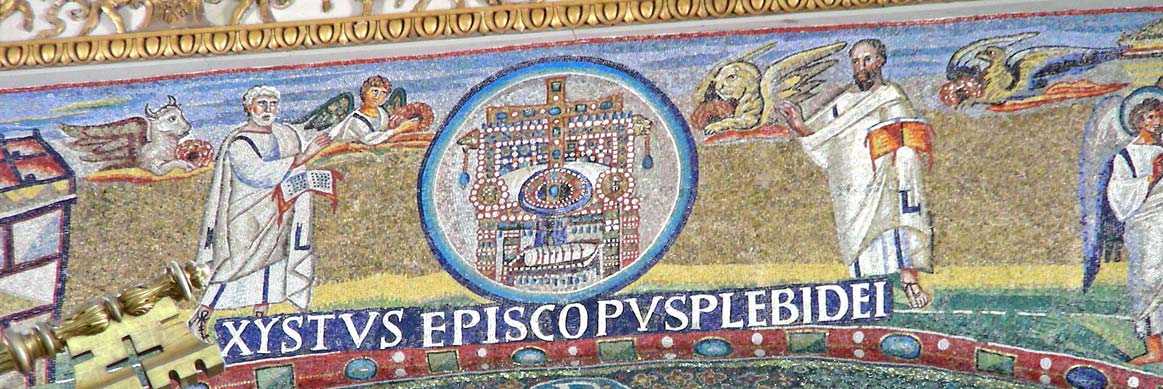
Mosaik am Triumphbogen von Santa Maria Maggiore

Die in der Antike häufig angewendete Kunstrichtung der Mosaiken erlangte seit dem 3. Jahrhundert in der frühchristlichen Kunst besondere Bedeutung.

## Frühchristliche Mosaiken
Mosaike waren eine beliebte Kunstform der römischen Antike. Der Begriff ist abgeleitet von lat. opus musivum („Musenwerk“), weil in der Spätantike Grotten und Nymphäen als Musenorte mit Mosaiken ausgeschmückt waren. Die Technik der Mosaikkunst in Rom hat Walter Oakeshott ausführlich beschrieben.
Bereits in frühchristlicher Zeit wurden in den Sakralbauten Mosaiken angebracht, vor allem in der Apsis und am Triumphbogen, in großen Basiliken auch an den Langhauswänden und in Seitenkapellen. Der Altarraum in der Apsis ist als liturgisch wichtigster Ort einer Kirche durch architektonische Mittel besonders hervorgehoben und damit auch für die Höhepunkte des Bildprogramms geeignet, z. B. mit der Darstellung des Christus als Pantokrator. Durch das Apsismosaik wurde gleichsam das heidnische Kultbild ersetzt. Bis heute erhaltene Mosaiken im Langhaus konnten für das 4. Jahrhundert nicht verlässlich nachgewiesen werden; umso wertvoller sind die 432 entstandenen Langhausmosaiken in Santa Maria Maggiore.
Da theologische Aussagen nur schwer in Bildern zu fassen waren, wurden bestimmte Sinnbilder und Symbole verwendet. Die Mosaikkünstler standen vor der Aufgabe, das Unsichtbare durch Sichtbares wenigstens vorstellbar zu machen und dem gläubigen Betrachter einen Einblick zu verschaffen in den überirdischen Kosmos und in eine himmlische Welt.
Die Motive der Mosaiken, die dargestellten Personen und Sinnbilder, aber auch die Farben, Größenordnungen und Zahlenverhältnisse konnten einem im Laufe der Zeit entwickelten Bilderkanon entnommen werden, der modischen Einflüssen und dem Zeitgeist weitgehend verschlossen war. Dieser Kanon kann heute ohne Kommentar kaum mehr verstanden werden und bereitet selbst ausgewiesenen Fachwissenschaftlern Probleme. „Kein Medium schien besser geeignet zur Materialisierung des Immateriellen als das Mosaik, das in besonderem Maße den Vorstellungen einer Ästhetik entgegenkam, die im Licht die höchste Manifestation der Schönheit und die Verkörperung des Göttlichen sah. (…) Schauplatz der Gotteserscheinung ist in den Apsisbildern kein diesseitiger, sondern ein jenseitiger Ort, der dem Betrachter oftmals durch einen grünen Wiesengrund, blühende Blumen, Palmen und die vier Paradiesflüsse als irdisches Paradies vor Augen geführt wird.“ (Joachim Poeschke)
Von den zahlreichen Mosaikdarstellungen in christlichen Sakralbauten sollen hier die frühchristlichen Mosaiken in der Stadt Rom (ohne die Bodenmosaiken) beschrieben und gedeutet werden. Sie bilden seit Mitte des 4. Jahrhunderts die prachtvollsten und vornehmsten Schmuckelemente für das Kircheninnere. Um die Beurteilung dieser Mosaiken zu erleichtern, werden sie in verschiedene Zeitabschnitte eingeordnet.

## Drittes Jahrhundert: Die Anfänge

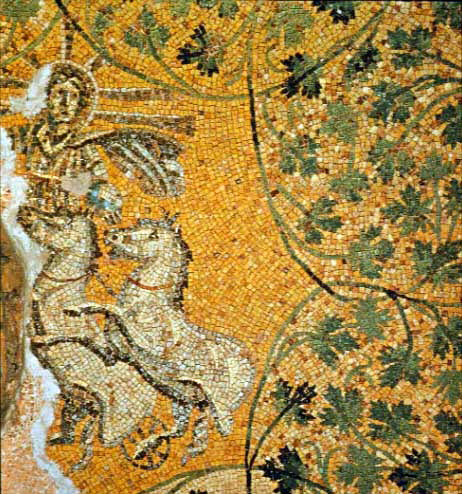
Christus als unbesiegter Sonnengott, Grabbau der Julier, Ende 3. Jh.

Das erste christliche Mosaik stammt vom Ende des 3. Jahrhunderts und befindet sich im Deckengewölbe des Grabhauses der Julier in der Vatikanischen Nekropole unter der konstantinischen Basilika S. Pietro in Vaticano. Auf Goldgrund und von Weinranken umrahmt ist Christus als unbesiegter Sonnengott (sol invictus) mit Nimbus und Strahlenkranz dargestellt, wie er stehend eine Quadriga mit galoppierenden Schimmeln lenkt. In seiner Linken hält er die Weltenkugel; sein flatternder Mantel deutet die Geschwindigkeit an, mit der das Gespann von Osten nach Westen gen Himmel rast. Dass es sich dabei um Christus und nicht um den Sonnengott Sol (griech. Ἥλιος) handelt, ergibt sich aus den zugehörigen Darstellungen an den Wänden, bei denen nach Abfallen der Mosaikteilchen (Tesserae) nur noch die Vorzeichnungen zu sehen sind: Guter Hirte und Fischer sowie Prophet Jona, der von einem Wal verschlungen wird (Jona 1, 15). Diese frühchristlichen Motive sollten zusammen mit den Weinranken die Hoffnung auf Auferstehung symbolisieren. Das große Loch neben der Hauptszene stammt von den Ausgräbern, die den Grabbau der Julier bei den Erkundungen von oben durch Zufall wiederentdeckt hatten.

## 300 bis 550: Klassische Periode

### Constantina-Mausoleum
In dem Mausoleum Santa Costanza an der Via Nomentana, das Constantina, die Tochter von Konstantin dem Großen, sich nach 337 errichten ließ, haben sich die ältesten Mosaiken der christlichen Monumentalarchitektur erhalten, und zwar im Tonnengewölbe des Umgangs (um 350) und in den beiden seitlichen Apsiden (um 370).

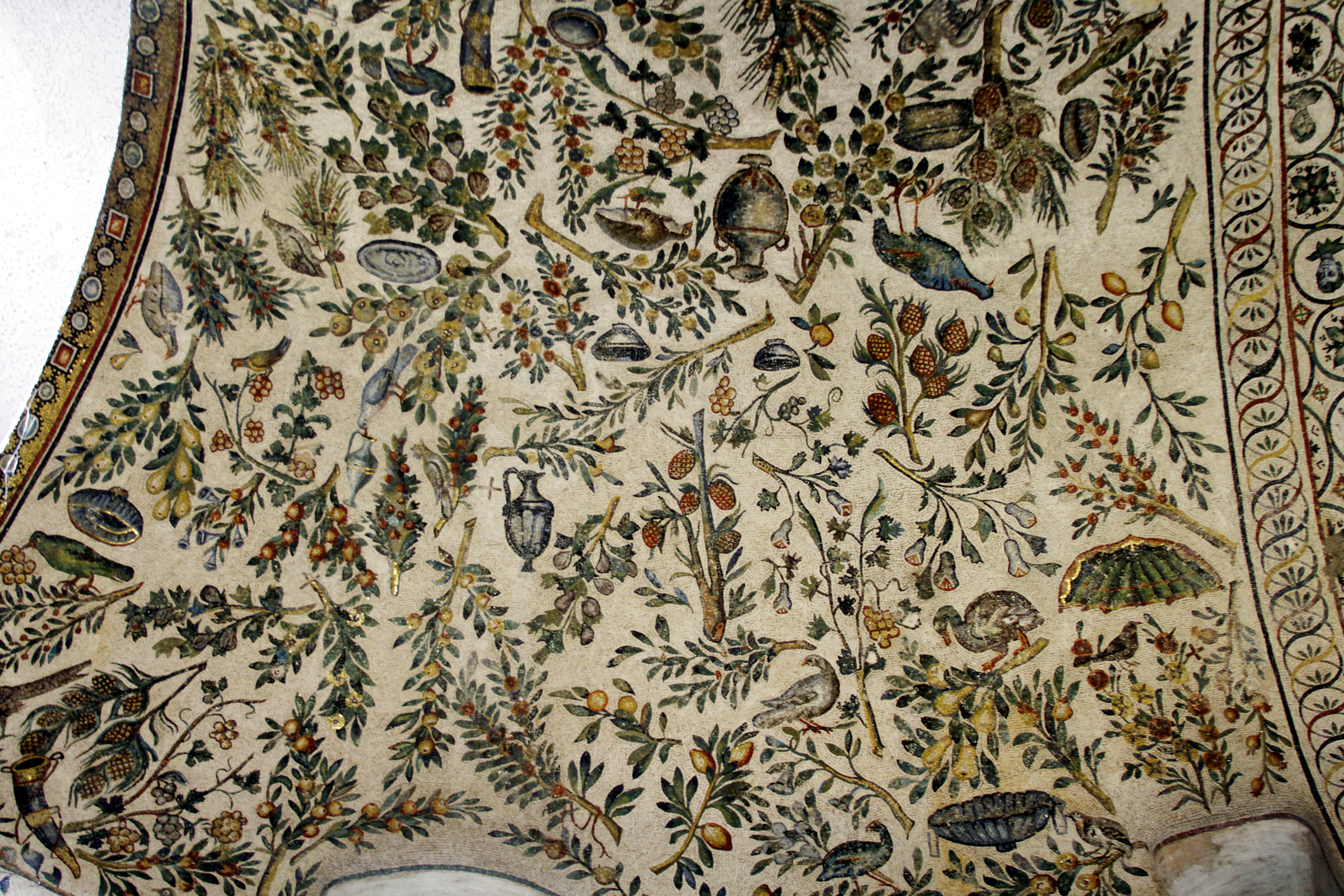
Mosaiken im Umgang des Mausoleums der Constantina, um 350
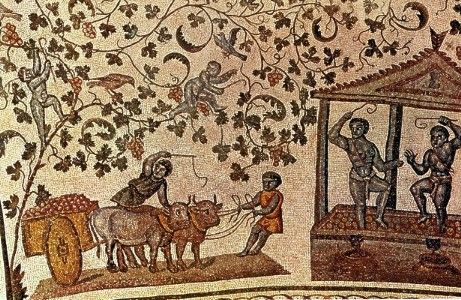
Traubenernte und Kelter, um 350
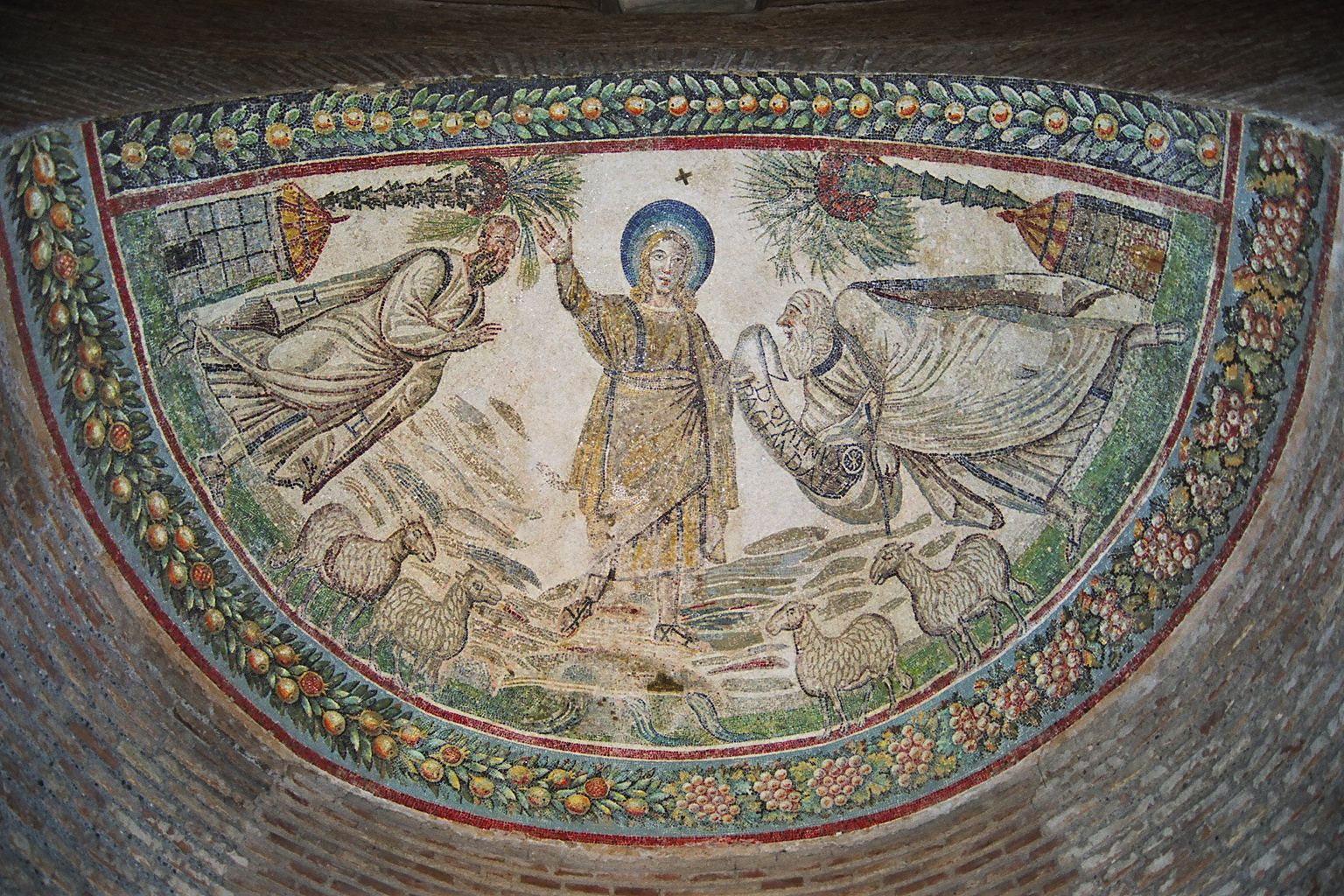
traditio legis, um 370
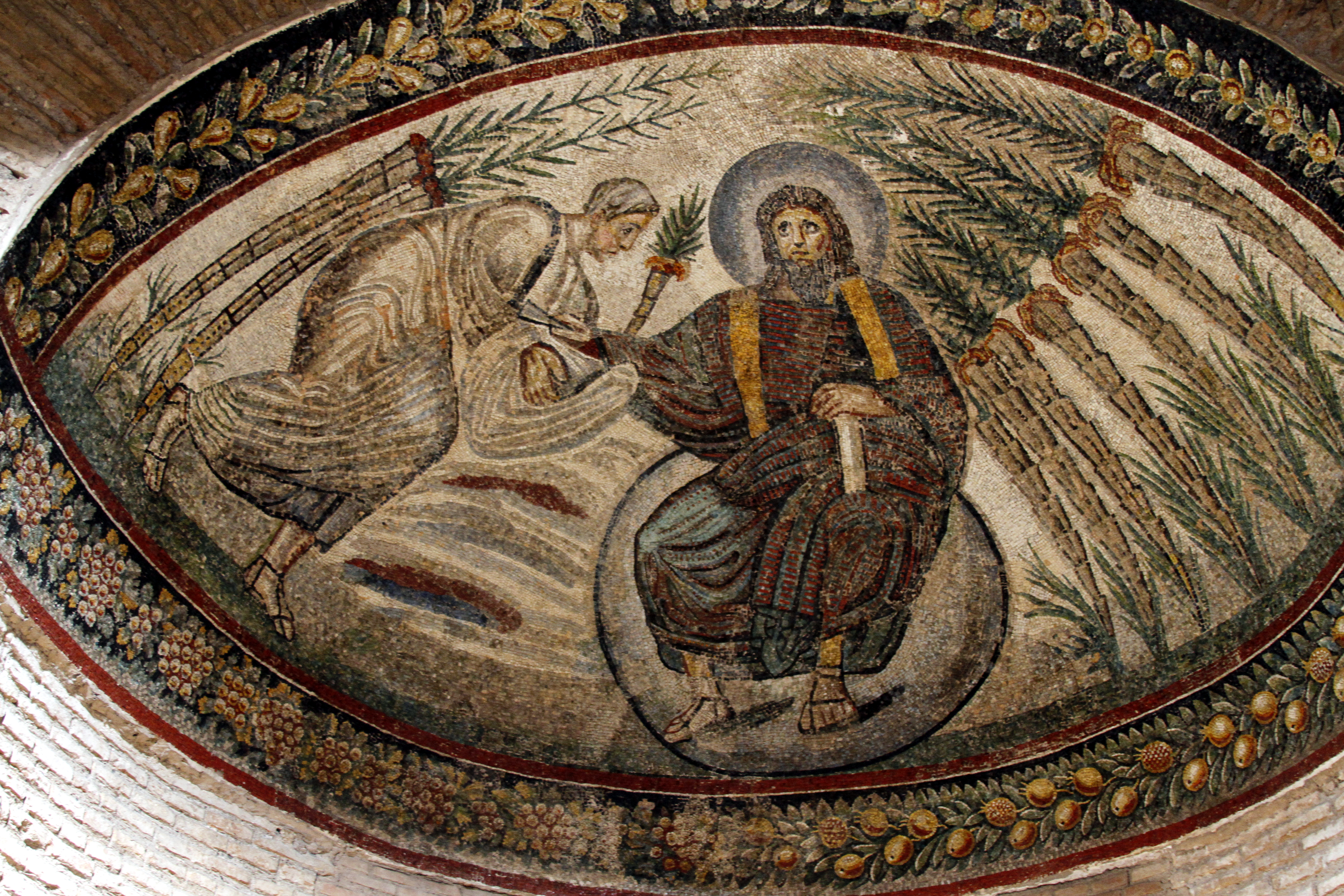
traditio clavis, um 370
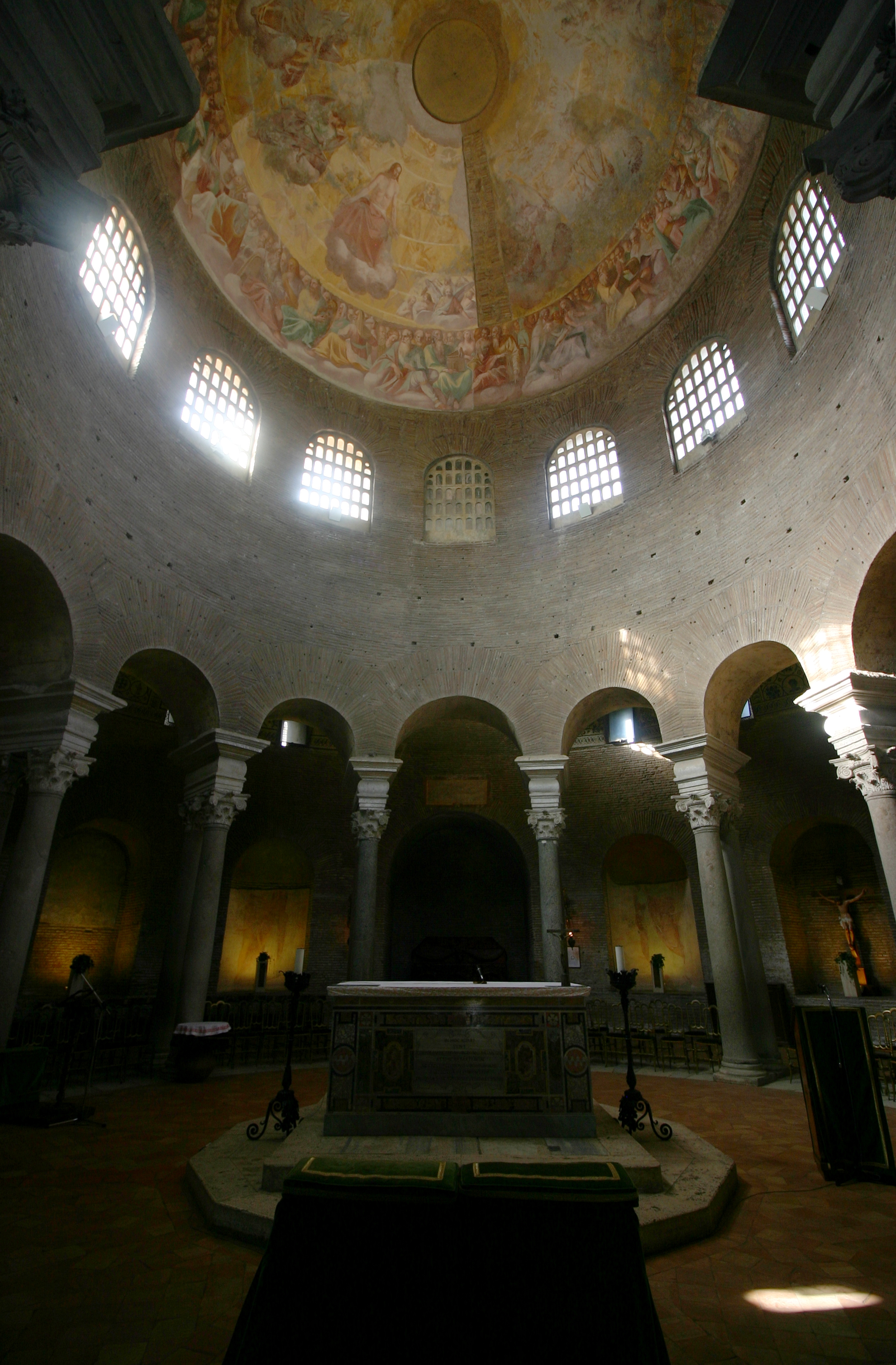
Kuppel mit Fresken als Ersatz der verlorenen Mosaiken

a) Im Umgang sind elf trapezförmige Gewölbeflächen in der Weise mit Mosaiken verziert, dass sich die christlichen und neutralen Szenen auf jeder Seite in ähnlicher Weise wiederholen (ca. 70 % ergänzt oder erneuert). Es beginnt am Eingang mit geometrischen Ornamenten und Kreisschlingenmustern sowie Streukompositionen mit Zweigen, Blumen, Früchten, Vasen, Vögeln usw. In der Querachse kommen beiderseits Motive der Weinlese vor: Weinranken mit Putten und Vögeln umgeben eine bisher nicht eindeutig zugeordnete Büste, an den beiden Rändern Szenen der Weinlese mit Ochsenkarren voller Trauben und mit dem Keltern der Trauben im Kelterhaus. Die Bildmotive setzen sich zusammen aus antiken, profanen und biblischen Vorbildern.
b) Linke Apsis mit der traditio legis. Im Gegensatz zu den Mosaiken im Umgangsgewölbe handelt es sich bei den Mosaiken in den beiden Seitenapsiden eindeutig um christliche Bildmotive. In der südöstlichen Apsis ist die Übergabe des Gesetzes (traditio legis) durch Christus an Petrus dargestellt: Christus – mit blauem Nimbus und goldfarbenem Gewand – schwebt über dem von Wolken umgebenen Paradiesberg, aus dem die vier Paradiesflüsse (als Symbol für die vier Evangelien) entspringen (nur noch drei Flüsse erhalten). Die rechte Hand ist hoch erhoben; mit der Linken überreicht er eine offene Schriftrolle (rotulus) an Petrus, der von rechts herangetreten ist und sie in ehrfürchtiger Haltung im Bausch seines Gewandes entgegennimmt. Petrus scheint in der linken Hand den Rest eines Hirtenstabes zu halten, dessen obere Hälfte der Restaurierung zum Opfer gefallen ist; auch die Köpfe von Christus und Petrus sowie der Paradiesberg sind 1843 erneuert und ergänzt worden (ursprünglich muss Christus, ebenso wie Petrus, langes Haar und Bart getragen haben wie auf dem gegenüberliegenden Mosaik). Die Schrift auf der Gesetzesrolle DOMINUS PACEM DAT („Der Herr gibt Frieden“) lautete ursprünglich wahrscheinlich DOMINUS LEGEM DAT („Der Herr gibt das Gesetz“). Das Christogramm ist der Schriftrolle wie ein Siegelabdruck hinzugefügt. Von Links nähert sich Paulus mit akklamierender Geste. Die Palmen am Bildrand sollen „Bäume des Lebens“ im Paradiesgarten darstellen; die davor stehenden Bauwerke symbolisieren die Städte Jerusalem und Bethlehem. Die von beiden Seiten zur Mitte laufenden Lämmer repräsentieren wohl die Apostel. Christus ist in göttlichem Glanz und mit herrscherlicher Geste dargestellt nach dem Vorbild der spätantiken kaiserlichen Triumphalkunst. Er schreitet als Weltenherrscher über einen Wolkenteppich zu den beiden Aposteln herab (Theophanie), die aus seiner Hand das neue Gesetz erhalten. Die farbig angelegten Wolken bilden die Trennungslinie zwischen himmlischer und irdischer Sphäre. Für die dargestellte Übergabe des Gesetzes durch Christus an Petrus gibt es keine Schriftstelle in der Bibel; mit diesem Motiv wird hier erstmals in der frühchristlichen Kunst kein biblischer Vorgang, sondern ein auf theologische Überlegungen zurückgehendes Bild Christi wiedergegeben. Der Prototyp einer tradito legis war vielleicht das untergegangene konstantinische Apsismosaik von Alt-St. Peter.
c) Rechte Apsis mit der traditio clavis. In der nordwestlichen Apsis ist Christus als Weltenherrscher (Pantokrator) dargestellt, der auf der Kugel des Kosmos (Sphaira) thront. Seine linke Hand stützt er auf die geschlossene Gesetzesrolle; mit der Rechten übergibt er einen schmalen dreieckigen Gegenstand an Petrus, der sich von links mit verhüllten Händen genähert hat. Bei dem überreichten Gegenstand muss es sich nach dem Evangelisten Matthäus um die beiden Himmelsschlüssel handeln (Mt 16, 19). Vor der Restaurierung soll Petrus graues Haar und einen Bart gehabt haben.
Bei der Gesetzesübergabe ist Christus stehend dargestellt, während er bei der Schlüsselübergabe auf der Weltkugel thront. Beide Darstellungsarten folgen damit den Vorbildern des kaiserlichen Hofzeremoniells: Bei der Repräsentation steht der Kaiser (Adlocutio), während er bei der Verteilung von Gaben sitzt (Largitio). Beide Mosaiken in den Apsiden sind mit einem teilweise restaurierten Fruchtkranz umgeben.
d) Kuppel des Zentralraums. Der im Jahr 1620 zerstörte Mosaikschmuck in der Kuppel des Mausoleums wurde von Besuchern als der kunstvollste und schönste von ganz Rom beschrieben. Er war durch ein Rankensystem innerhalb eines unteren und oberen Registers in zwölf Sektoren aufgeteilt, wie aus einer im Escorial verwahrten kolorierten Kopie von Francisco de Hollanda (1538) ersichtlich ist. Außer heidnischen Motiven mit einem Seeuferidyll sind in beiden Registern Szenen aus dem Alten und Neuen Testament dargestellt.

### San Pietro in Vaticano (Petersdom)
Zwischen 315 und 322 entstand auf dem rechten Tiberufer die von Kaiser Konstantin gestiftete Memorialbasilika San Pietro in Vaticano, die dann 1592 durch den Neubau des Petersdoms abgebrochen wurde. In dem konstantinischen Bau gab es nach überlieferten Augenzeugenberichten und Nachzeichnungen bereits Mosaiken in der Apsis und am Apsisbogen, die wahrscheinlich von Konstantin I. initiiert und unter seinem Sohn Constans vor 350 ausgeführt wurden. Das Langhaus der Basilika besaß keinen Mosaikschmuck, sondern war mit Fresken ausgemalt.

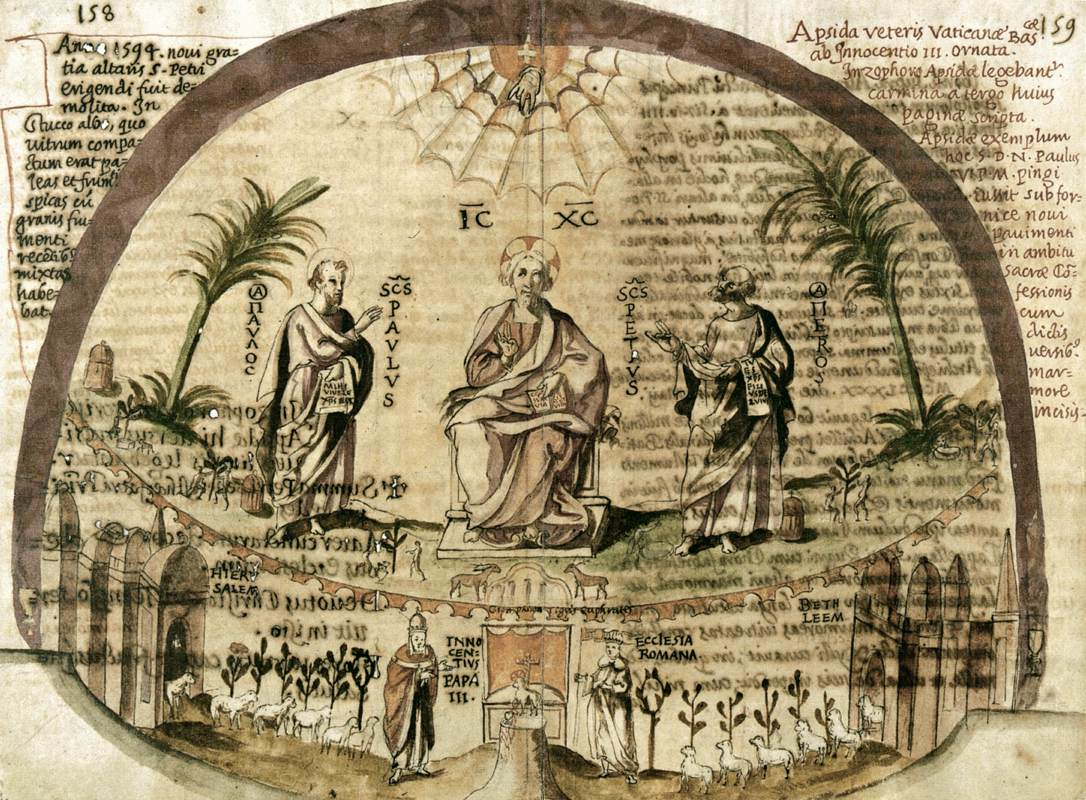
Ehemaliges Apsismosaik, Zeichnung von Giacomo Grimaldi, Rom 1605

a) Apsismosaik. Das durch eine farbige Nachzeichnung von Giacomo Grimaldi (Rom 1605) überlieferte Thema des Mosaiks in der Apsiskonche gibt zwar die Originalfassung um 350 wieder, enthält aber einige bei der Restaurierung unter Papst Innozenz III. (um 1200) vorgenommenen Einfügungen: Die Figur des Papstes im vollen Ornat sowie die Personifikation der Ecclesia Romana mit der Kirchenfahne (mit zwei Schlüsseln) neben dem Gotteslamm im unteren Register. Nach Maßgabe der aquarellierten Zeichnung vom Ende des 16. Jahrhunderts enthielt das Apsismosaik folgende Darstellungen:
Im oberen Register thront Christus in paradiesischer Landschaft über dem Berg mit den vier Flüssen (vgl. traditio legis im Mausoleum der Constantina), aus denen Hirsche trinken; über ihm ein fächerartiges Velarium mit der Hand Gottes. Seine Rechte hat er zum Redegestus erhoben, während er sich mit seiner linken Hand auf das Buch des Gesetzes stützt. Neben ihm stehen Petrus (rechts) und Paulus, jeder mit der Rechten akklamierend, was auf ihren Schriftrollen geschrieben steht (übersetzt: „Du bist Christus, der Sohn des lebendigen Gottes“ für Petrus und „Mir ist Christus das Leben“ für Paulus). Neben Christus stehen die griechischen Anfangs- und Endbuchstaben seines Namens ΙC ΧC (= ΙHΣΟΥΣ ΧΡΙΣΤῸΣ); neben den Aposteln verlaufen senkrecht gestellte Schriftzüge mit ihren Namen, und zwar zur Mitte hin lateinisch und außen in griechischer Sprache. Nicht endgültig entschieden ist bis heute die Frage, ob das Apsismosaik eine Darstellung der Majestas Domini (wie in der Zeichnung von Giacomo Grimaldi) darstellt oder ob die ursprüngliche Fassung eine Gesetzesübergabe war (unter Umständen auch im unteren Register enthalten). Für diese These sprechen vor allem die weite Verbreitung dieses Motivs im 4. Jahrhundert, z. B. bei dem Mosaik in der rechten Seitenapsis des Mausoleums der Constantina (um 370) und bei dem Relief auf dem Deckel des Elfenbeinkästchens aus Samagher bei Pula/Kroatien, das wahrscheinlich Mitte des 4. Jahrhunderts in Rom entstanden ist; auch bei dieser Darstellung überreicht Christus das Gesetz an Petrus (rechts mit Kreuzstab), während Paulus auf der linken Seite akklamiert, Palmen an beiden Seiten, darunter der Lämmerfries zwischen den Stadtsymbolen von Jerusalem und Bethlehem.
Im unteren Register sieht man den leeren Thron (Hetoimasia) mit dem Gemmenkreuz (als Hinweis auf die messianische Heilserwartung) und davor das göttliche Lamm, wiederum auf dem Hügel mit den vier Paradiesflüssen, dem sich von beiden Seiten je sechs Lämmer aus den Städten Jerusalem (links) und Bethlehem (rechts) nähern. Dabei stehen Jerusalem als jüdisches Zentrum für die Judenkirche (ecclesia ex circumcisione) und Bethlehem als erster Ort der Huldigung durch Vertreter der Heiden für die Heidenkirche (ecclesia ex gentibus).
Die Umrahmung des Mosaiks enthält in der Rundung Blattelemente und darunter einen lateinischen Hexameter mit einem Lobpreis der Basilika, dessen (später von Innozenz III. abgeänderte) ursprüngliche Fassung in Übersetzung gelautet hat: „Heimstatt der Gerechtigkeit, Haus des Glaubens und Hort der frommen Sitte ist diese Kirche, die du erblickst, und die stolz ist auf die Tugenden des Vaters (Konstantin I.) und des Sohnes (Konstans), den sie als Urheber in gleichem Maße ehrt wie den Vater.“
b) Mosaik am Triumphbogen. Zu dem ebenfalls verlorenen Mosaik am Triumphbogen sind keine Zeichnungen oder Augenzeugenberichte überliefert; es gibt nur den Hinweis des Kardinals Jacobacci, der 1503 Kanoniker in St. Peter war, man habe auf dem Triumphbogen den Kaiser Konstantin sehen können, wie er „mit goldenen Buchstaben dem Erlöser und dem seligen Apostel Petrus die von ihm gebaute Kirche selbst zeigte“. Demnach waren also neben Christus der Kirchenpatron Petrus und der Stifter Konstantin (mit Kirchenmodell) dargestellt.

### San Paolo fuori le mura

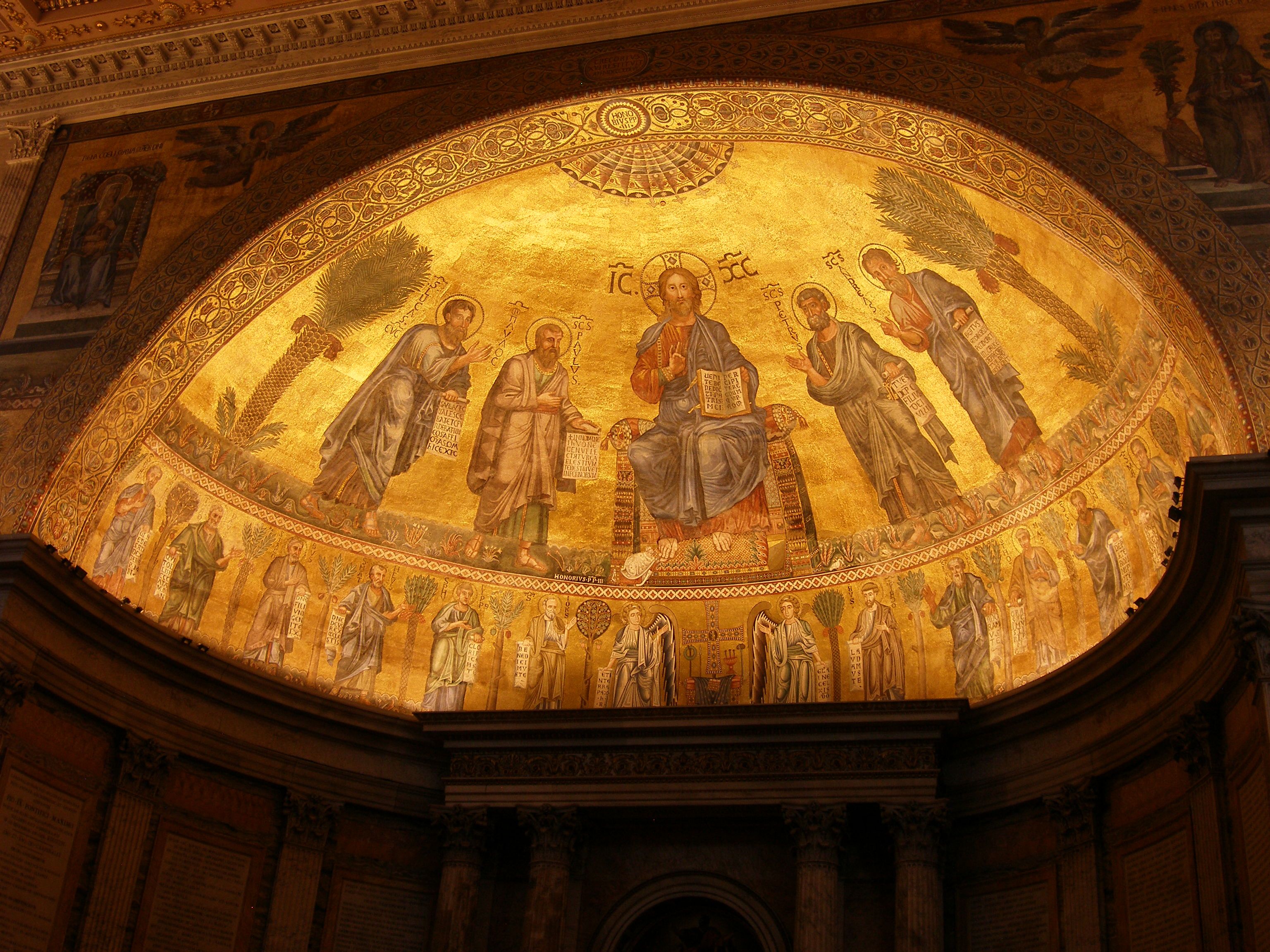
Apsismosaik von 1851

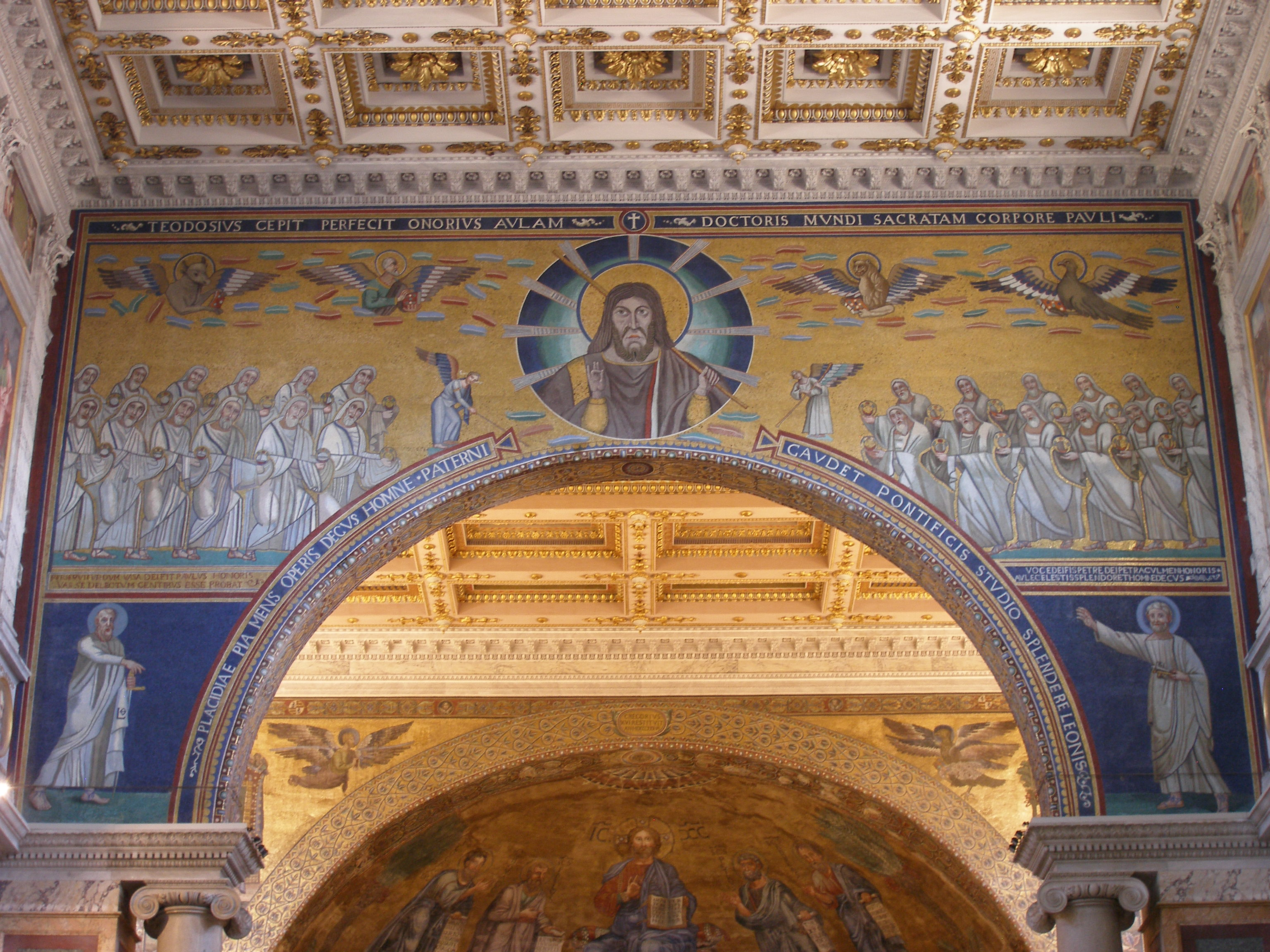
Mosaik am Triumphbogen

Die zwischen 384 und 395 entstandene sogenannte Drei-Kaiser-Basilika über dem Grab des Apostels Paulus an der Via Ostiense war – als letzte der kaiserlichen Kirchenstiftungen – reich mit Mosaiken, Malereien und Skulpturen geschmückt, die aber bereits 441 zum ersten Mal durch einen Brand zerstört und um 444 unter Papst Leo I. wiederhergestellt worden waren. Die von Papst Honorius III. vor 1226 gründlich erneuerten Mosaiken bestanden dann bis zu dem Großbrand von 1823, bei dem nur das Triumphbogenmosaik in wesentlichen Teilen erhalten blieb. Das Langhaus der Basilika besaß keinen Mosaikschmuck, sondern war unter Papst Leo I. mit biblischen Szenen ausgemalt worden, die um 1280 durch – ebenfalls nicht mehr erhaltene – Wandgemälde von Pietro Cavallini ersetzt wurden.
a) Apsismosaik. Das Motiv des ursprünglichen Apsismosaiks in der Fassung von ca. 444 ist nicht überliefert; wahrscheinlich war es ein thronender Christus zwischen Petrus und Paulus, vergleichbar dem ursprünglichen Mosaik in der Apsis von Alt-St. Peter. Das heutige Apsismosaik, das 1851 unter Verwendung einzelner Teile der mittelalterlichen Fassung erneuert wurde, enthält folgende Szenen:
Vor einem Goldgrund thront Christus – mit Segensgestus und aufgeschlagenem Buch sowie mit Kreuznimbus und Monogramm – zwischen Paulus und Lukas (links) sowie Petrus und Andreas (rechts). Alle haben ihre rechte Hand akklamierend erhoben und halten in der Linken geöffnete Schriftrollen. Sie stehen auf einem mit Blumen und Vögeln bedeckten Grünstreifen. Zu Füßen von Christus hat sich Papst Honorius III. (in kleiner Gestalt) niedergeworfen, um den Fuß zu küssen (Proskynese). Wie in Alt-St. Peter ist über Christus ein fächerartiges Velarium abgebildet sowie an beiden Seiten je eine Palme. Im unteren Drittel wird auch hier der leere Thron mit dem Gemmenkreuz dargestellt, allerdings mit den Leidenswerkzeugen als eigenwillige Zutaten der um 1226 tätigen venezianischen Mosaizisten, die Papst Honorius III. 1218 bei dem Dogen von Venedig angefordert hatte, wodurch die Abweichungen von der römischen Tradition und die byzantinischen Einflüsse zu erklären sind. Neben den beiden Engeln als Thronwächter sind die zwölf Apostel mit Akklamationsgeste und Schriftrolle dargestellt, jeweils zwischen ihrem senkrecht aufgeführten Namen und einer Palme stehend. An der Stirnwand der Apsis sollen sich Mosaiken mit Szenen aus dem Leben des Kirchenpatrons befunden haben.
b) Mosaik am Triumphbogen. Die heute sichtbaren Mosaiken am Triumphbogen gehen zurück auf die Stiftung von Kaiserin Galla Placidia (421–450) unter Papst Leo I., wie aus der Widmungsinschrift auf dem Triumphbogen zu entnehmen ist. Nach verschiedenen Restaurierungen und der Wiederherstellung nach dem Großbrand des 19. Jahrhunderts ist es zwar inhaltlich erhalten geblieben, weicht aber stilistisch und in Details vom Original ab. In der Literatur lautet das vernichtende Urteil, der Stil sei ein völlig anderer geworden; Christus hätte ursprünglich nicht derart „fratzenhafte Formen“ und keine „verkrüppelten Hände“ gehabt; auch der Stab sei ein Kreuzstab gewesen. Nur die Thematik ist weitgehend erhalten geblieben: Über dem Bogenscheitel erscheint Christus in Halbfigur mit einem Nimbus, von dem neun Strahlen ausgehen. Seine Rechte hat er zum Segensgestus erhoben; mit der Linken schultert er einen Stab. Vor dem Goldgrund des Himmels schweben die vier apokalyptischen Wesen zwischen bunt angelegten Wolken. In der unteren Hälfte nähern sich von beiden Seiten die 24 Ältesten mit Kränzen in verhüllten Händen. Auf den Bogenansätzen sind der Kirchenpatron Paulus (mit Schwert) und Petrus (mit Schlüsseln) dargestellt.

### Santa Pudenziana

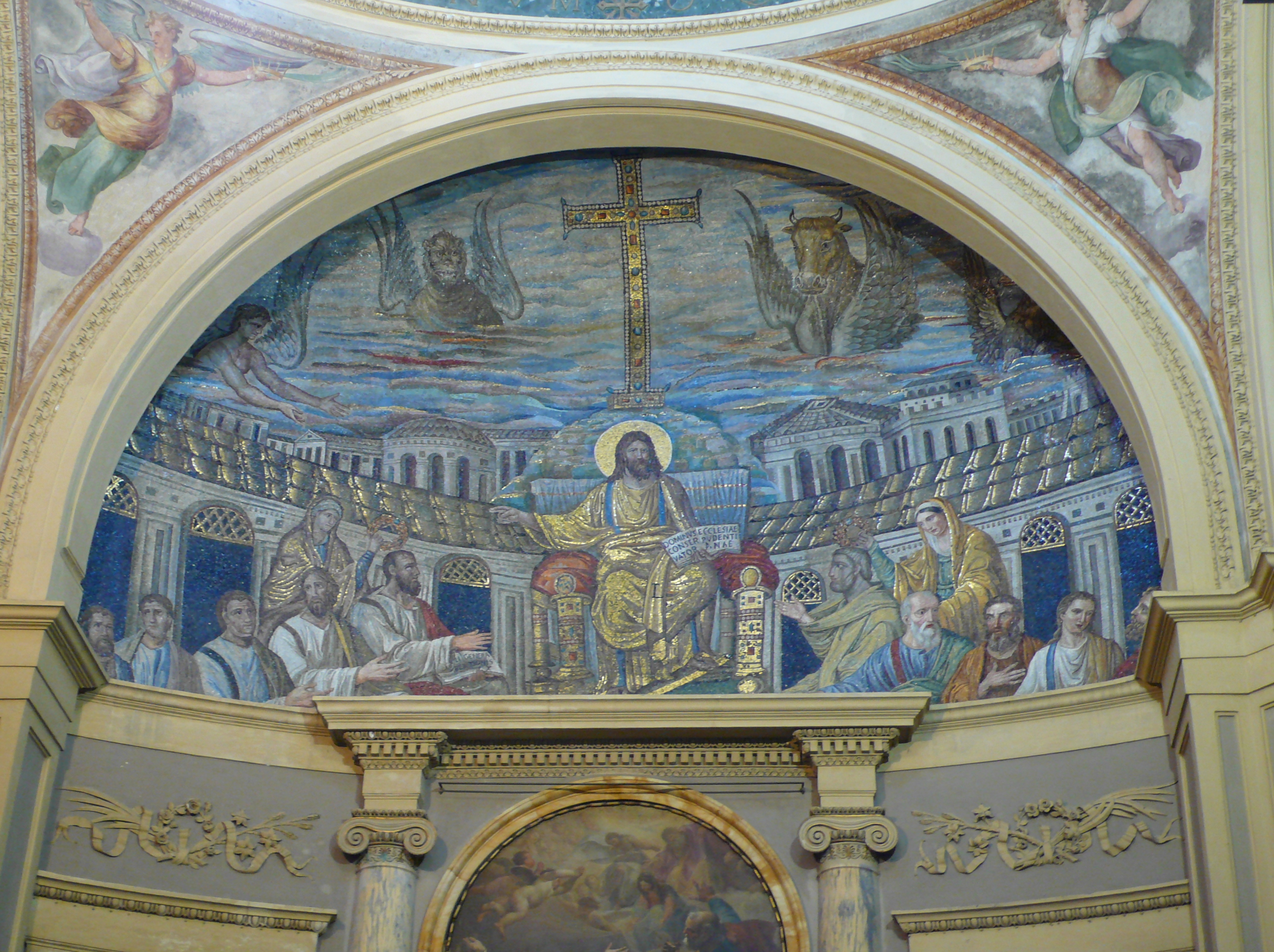
Apsismosaik, um 410
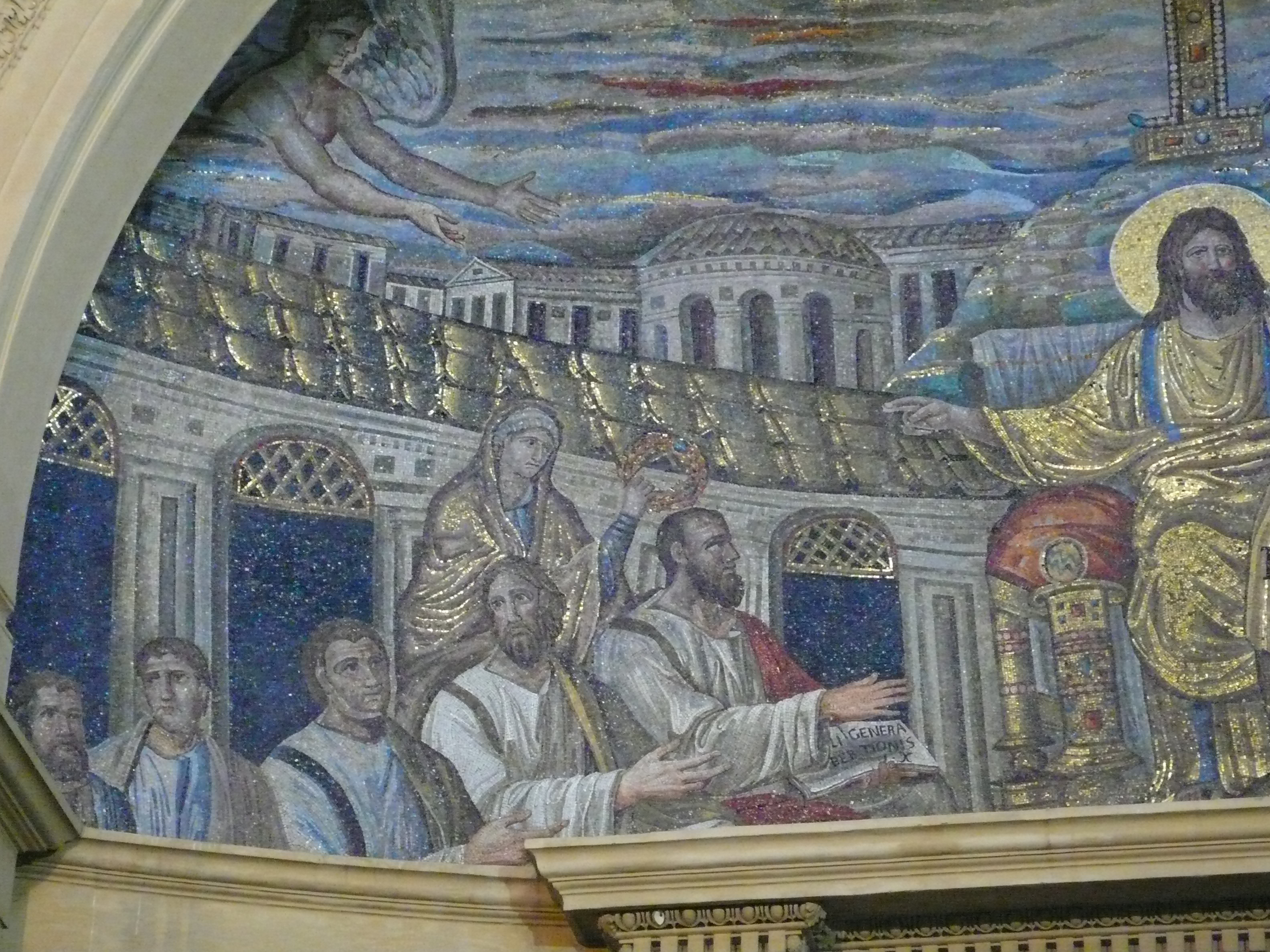
Gruppe mit Paulus
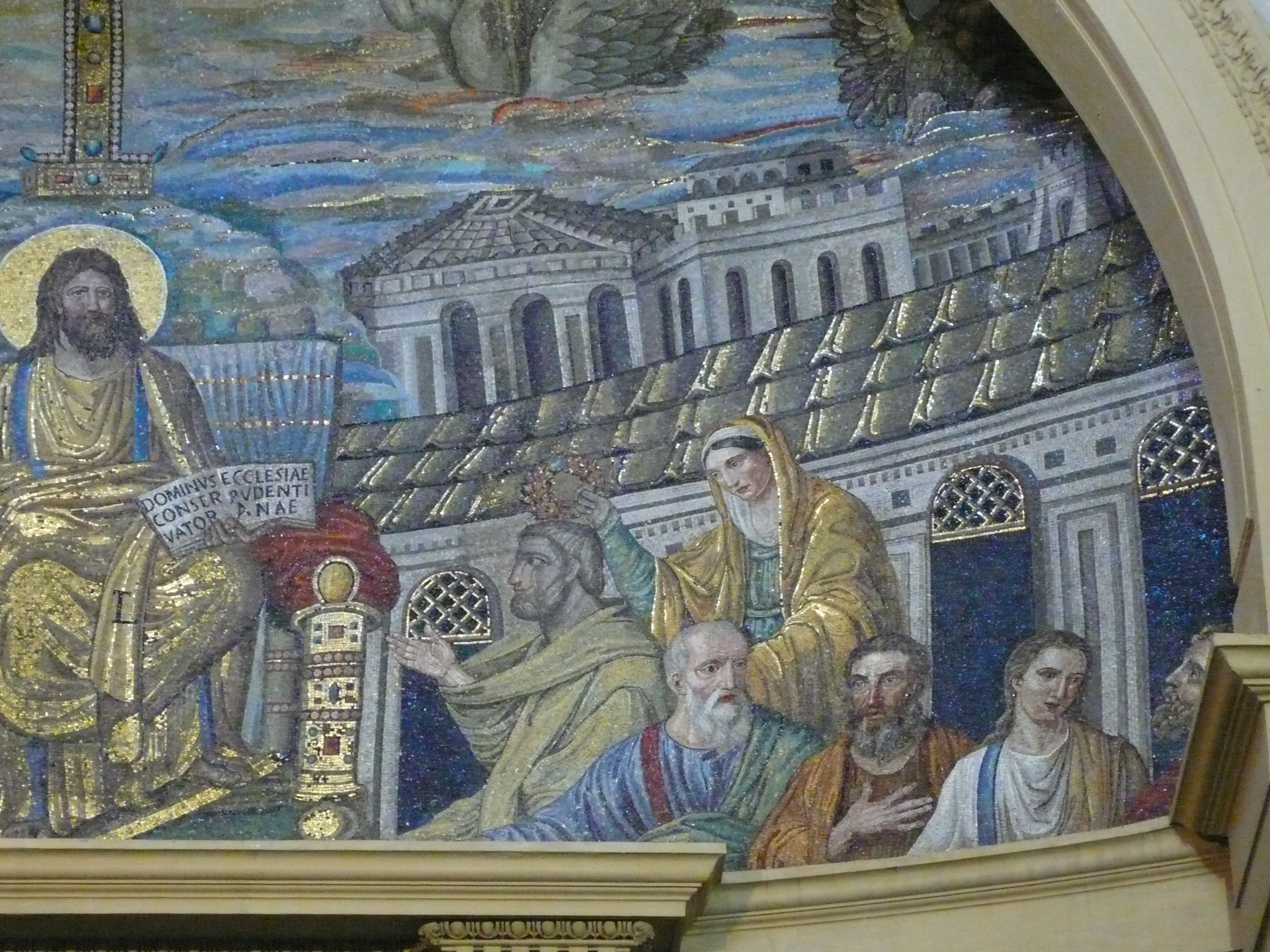
Gruppe mit Petrus
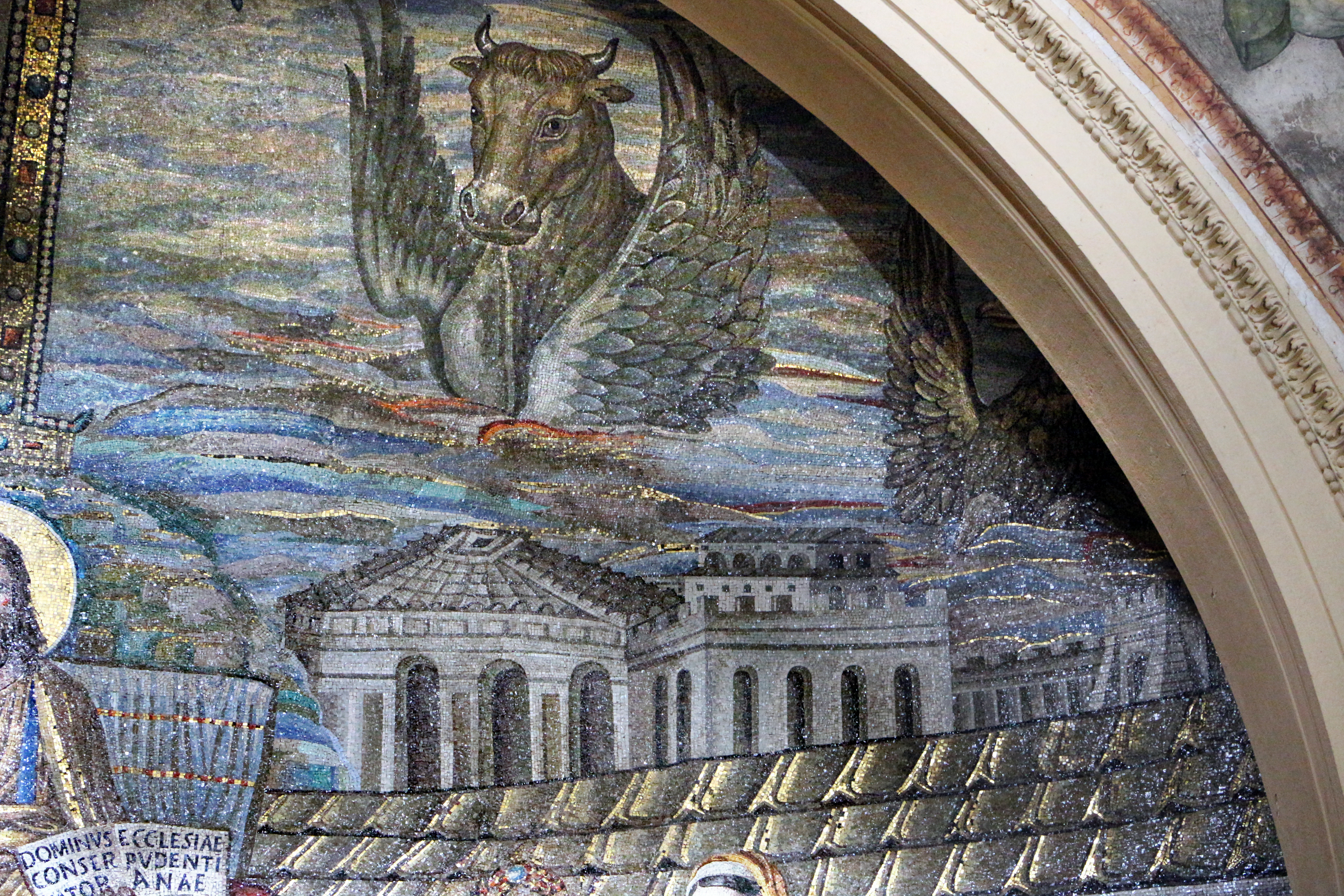
Geflügelter Stier

Das um 415 entstandene Mosaik in der Apsis der Basilika Santa Pudenziana hat trotz einengender Baumaßnahmen der Barockzeit und eingreifender Restaurierungen seine ursprüngliche Monumentalität behalten. Es ist nach den Mosaiken im Mausoleum der Constantina das älteste in einem römischen Sakralbau erhalten gebliebene Mosaik und gehört zu den bedeutendsten Werken der frühchristlichen Kunst. In Erweiterung der ersten Bildthemen wird Christus hier wie ein antiker Philosoph lehrend im Halbrund der Apostel dargestellt. Er thront wie ein Kaiser übergroß in der Bildmitte und verkörpert gleichzeitig den künftigen Weltenrichter, hier angedeutet durch das Gemmenkreuz (als Zeichen des Triumphs über den Tod und seiner Wiederkehr am jüngsten Tag) sowie durch die vier geflügelten Wesen (Mensch, Löwe, Stier und Adler) als apokalyptische Vision.
Christus hat seine rechte Hand im Lehrgestus erhoben und hält in der Linken ein geöffnetes Buch. Neben ihm sitzen die mit erhobenen Händen diskutierenden Apostel (durch architektonische Eingriffe nicht mehr alle zu sehen). Paulus (links) und Petrus sind in Halbfigur im Profil dargestellt. Hinter ihnen stehen zwei Frauen, die ihnen goldene Lorbeerkränze über den Köpfen halten: bei Petrus für die Bekehrung der Juden (ecclesia ex circumcisione) und bei Paulus für seine Mission unter den Heiden (ecclesia ex gentibus). Der halbkreisförmige, mit vergoldeten Ziegeln gedeckte Portikus und die Stadt im Hintergrund sollen das himmlische Jerusalem andeuten.
Durch den Einbau einer Chorkuppel im 16. Jahrhundert wurden Teile des Apsismosaiks zerstört oder verdeckt; aus einer Zeichnung von Alfonso Ciacconio von 1588 ist zu ersehen, dass insbesondere die beiden äußeren apokalyptischen Wesen und die äußeren Apostelfiguren, Teile der Fußbank vor dem Thron und die Geisttaube darunter, das Agnus Dei sowie die Lämmerprozessionen aus den Stadttoren von Jerusalem und Bethlehem beeinträchtigt sind. Stark restauriert wurden vor allem Teile der um Petrus versammelten Personengruppe.

### San Giovanni in Laterano

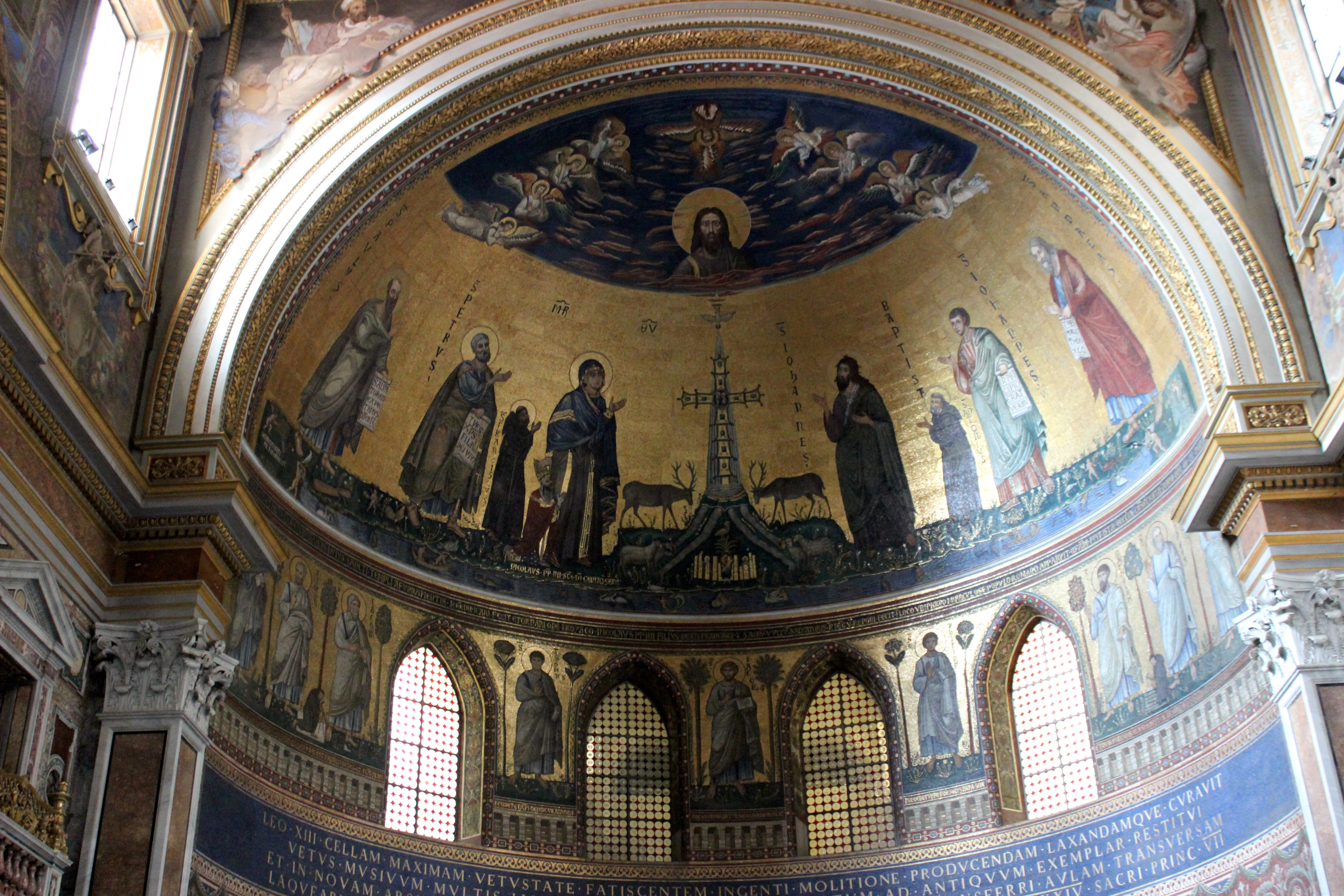
Apsis mit Fensterzone
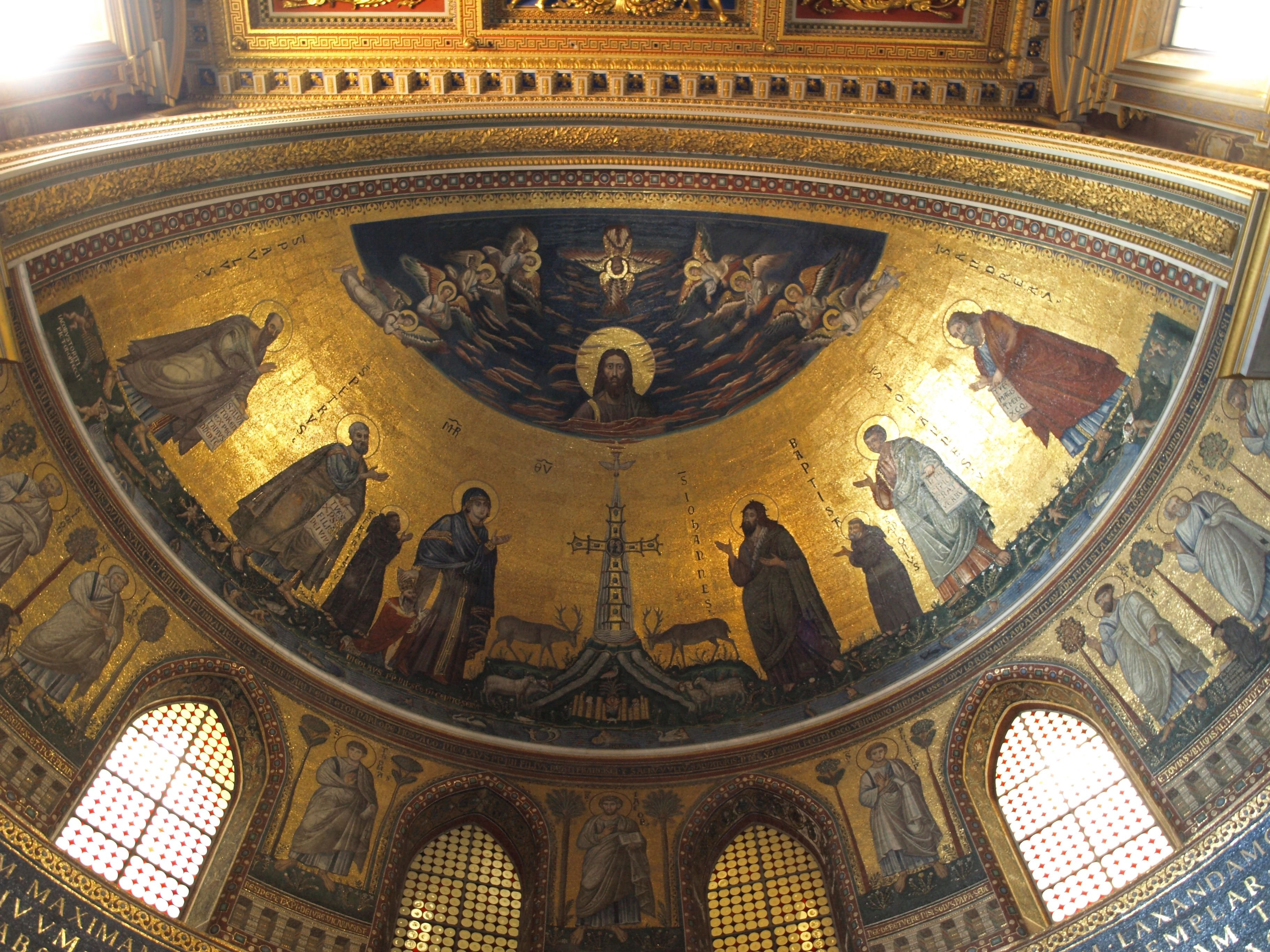
Apsismosaik
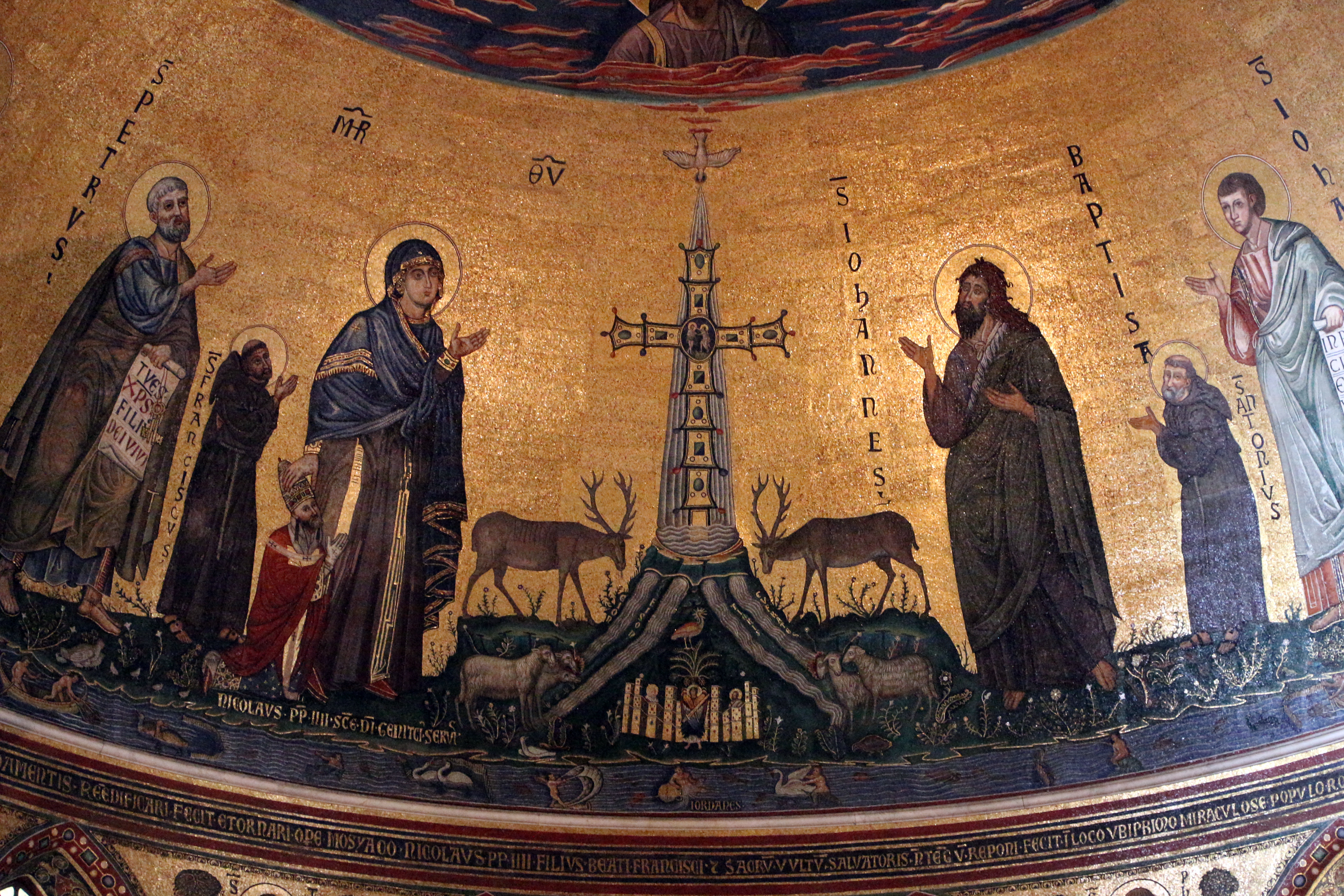
Gemmenkreuz und mittlere Personengruppe
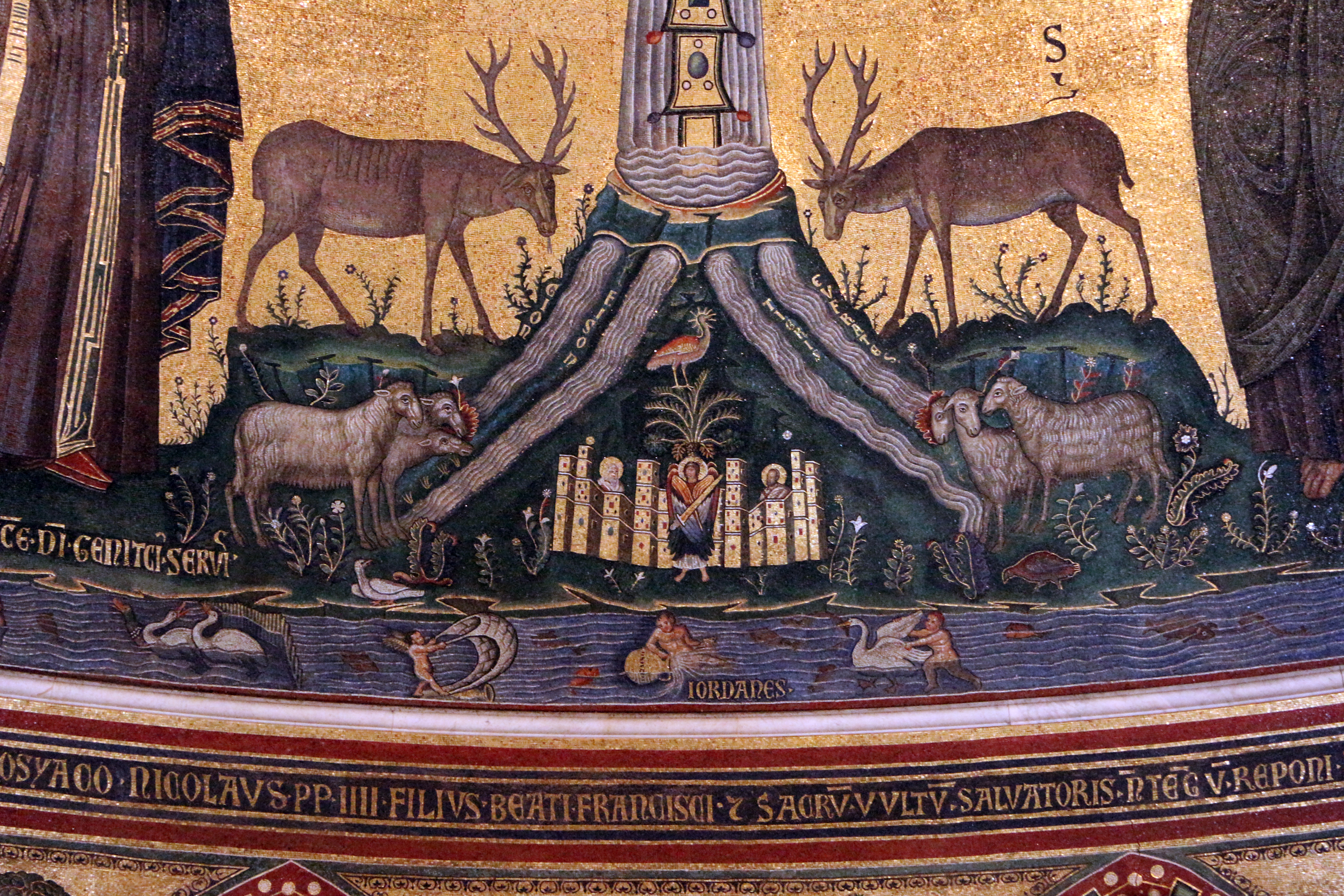
Paradiesflüsse, Hirsche, Lämmer und der Jordanfluss
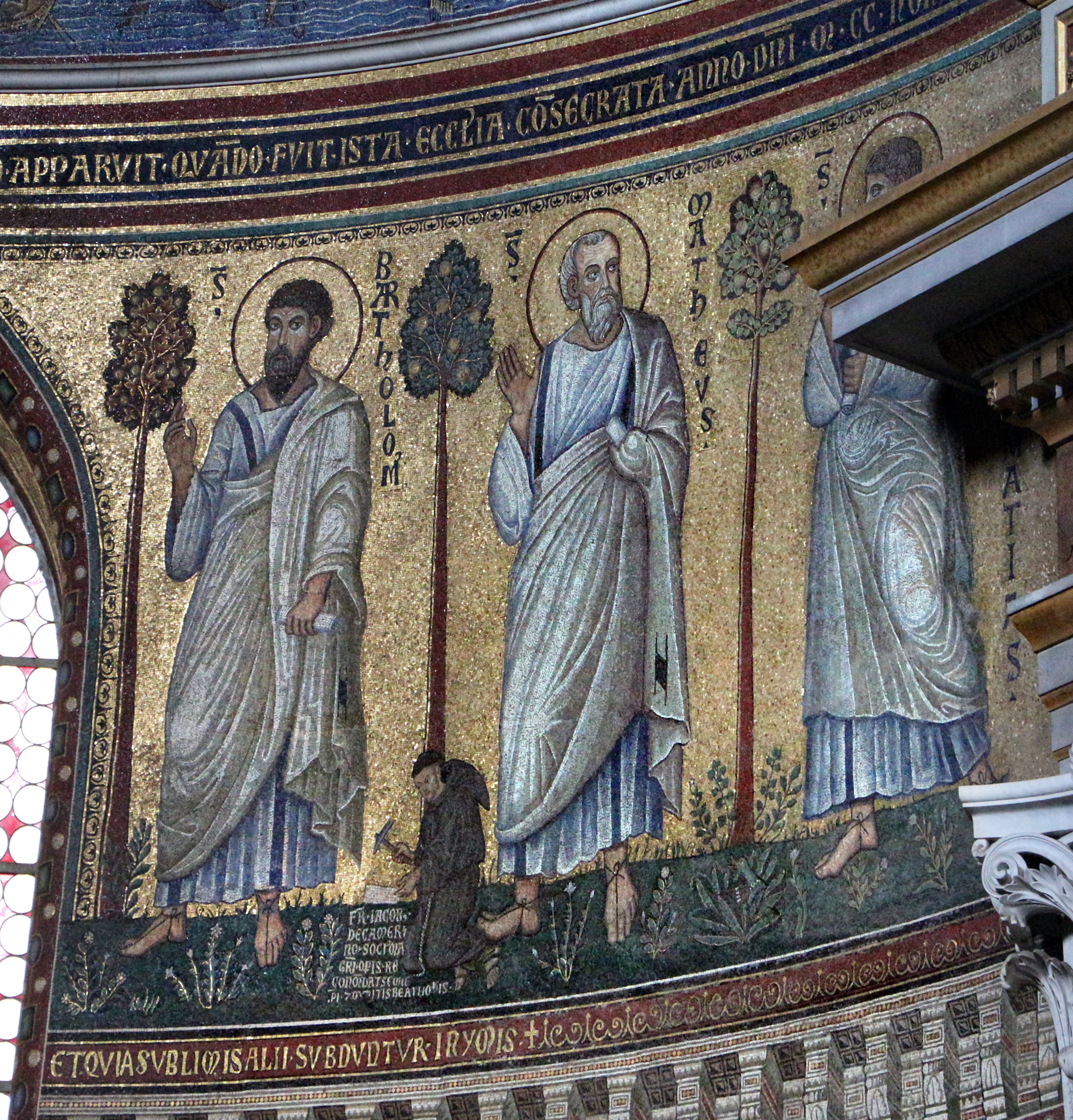
Jacopo da Camerino (Franziskaner) zwischen Bartholomäus und Matthäus am Boden kniend

Die erste von Kaiser Konstantin in Rom gestiftete Lateranbasilika wurde zwischen 313 und 318 errichtet und wurde im Jahr 324 zunächst Christus dem Erlöser geweiht (Ecclsesia Sanctissimi Salvatoris), unter dessen Zeichen Konstantin 312 seinen Rivalen Maxentius besiegt hatte. Ob der konstantinische Bau bereits mit einem Apsismosaik geschmückt war und welche Thematik es enthielt, ist nicht gesichert. Nachweislich entstand um 430 ein Mosaik in der Apsis, das der Konsul Flavius Felix und seine Frau Padusia gestiftet hatten und das um 455 unter Papst Leo I. vollendet wurde. Aus schriftlichen Quellen und vergleichenden Untersuchungen konnte die frühchristliche Komposition erschlossen werden:
In der oberen Apsiswölbung war ein Brustbild Christi dargestellt, mit diaphanem Nimbus und von Wolken umgeben; darunter soll vor Goldgrund ein großes Kreuz zu sehen gewesen sein, das durch seine Formgebung an einen Palmenstamm erinnert hat; seitwärts könnten Apostel gestanden haben. Dieses Bildnis Christi hat man sehr früh als „Heiliges Antlitz des Erlösers“ verehrt; deshalb blieb es auch bei allen späteren Restaurierungen erhalten.
Das gesamte Mosaik wurde 1291 unter Papst Nikolaus IV. zusammen mit der konstantinischen Apsis abgebaut und innerhalb des vergrößerten Presbyteriums als neue Fassung unter Verwendung alter Teile von Jacopo Torriti eingearbeitet. Bei der zweiten Vergrößerung des Chorraums um 1884 unter Papst Leo XIII. hat man auch das Torriti-Mosaik abgenommen und durch eine weitgehend getreue Kopie ersetzt. Der heutige Zustand lässt sich wie folgt beschreiben:
Über dem „Heiligen Antlitz des Erlösers“, wo früher wahrscheinlich die Hand Gottes mit dem Lorbeerkranz zu sehen war, schweben in der blauen Sphäre des Himmels zwischen farbigen Wolken ein Cherub und je vier adorierenden Engel. Unter der Christusbüste kommt die Taube des Heiligen Geistes vom Himmel herab und sendet Strahlen auf das mächtige Kreuz, in dessen Mitte die Taufe Jesu in einem Medaillon dargestellt ist. Auf dem Hügel unter dem Kreuz entspringen die vier Paradiesflüsse (Gion, Fison, Tigris und Eufrates), in denen die von der Taube ausgehenden Strahlen münden; deshalb werden die Flüsse als die vier Evangelien gedeutet, aus denen die Hirsche und Lämmer (die Gläubigen) trinken. Die sich teilenden Flüsse umschließen die edelsteinbesetzten Mauern des himmlischen Jerusalem, dessen Pforte von einem Cherub mit Schwert bewacht wird und hinter deren Zinnen die Köpfe der Apostel Petrus und Paulus auftauchen; dahinter ein Phönix mit Strahlennimbus, der auf einer Palme sitzt. Den unteren Abschluss bildet eine Jordanlandschaft mit Blumen, Fischen und Wasservögeln, Putten in Barken. Vor dem Goldgrund des unteren Teils der Apsis stehen (im Großformat) links Maria mit Petrus und Paulus sowie rechts Johannes der Täufer, Johannes der Evangelist und Andreas (Apostel); dazwischen in kleinerem Format Papst Nikolaus IV. (als Auftraggeber) sowie Franz von Assisi und Antonius von Padua.
In dem Fenstergeschoss unterhalb der Apsiswölbung sind die übrigen Apostel dargestellt (von links): Judas, Simon, Jakobus d. Ä., Thomas, Jakobus d. J., Philippus, Bartholomäus, Matthäus und Matthias. Ihrer Bedeutung entsprechend kleiner reihen sich Meister Jacobo Torriti (mit Winkelmaß und Zirkel, zwischen Simon und Jakobus) sowie sein Gehilfe Jacobo da Camerino (mit Hammer, zwischen Bartholomäus und Matthäus kniend) ein. Neben Meister Torriti steht seine Signatur: IACOBVS TORITI PICTO(r hoc) OP(us) FECIT („Jacob Toriti, der Maler, hat dieses Werk geschaffen“). Damit sind auf dem Mosaik sowohl die franziskanischen Heiligen Franz von Assisi und Antonius von Padua als auch die ebenfalls dem Franziskanerorden angehörenden Papst Nikolaus IV., Jacobo Torriti und Jacobo da Camerino abgebildet. Unter der Fensterzone hat Leo XIII. eine Bauinschrift anbringen lassen, in der er sich für die Zerstörung der alten Apsis und des programmatischen Mosaiks rechtfertigt.

### Santa Maria Maggiore
Die ab 432 unter Papst Sixtus III. auf dem Esquilin errichtete Marienkirche Santa Maria Maggiore besaß reichen Mosaikschmuck aus der Erbauungszeit in der ursprünglichen Apsis und am Triumphbogen (dem früheren Apsisbogen) sowie an den Langhauswänden und an der inneren Eingangswand. Bei dem Umbau von 1292 blieben nur die frühchristlichen Mosaiken am (heutigen) Triumphbogen und im Mittelschiff erhalten.

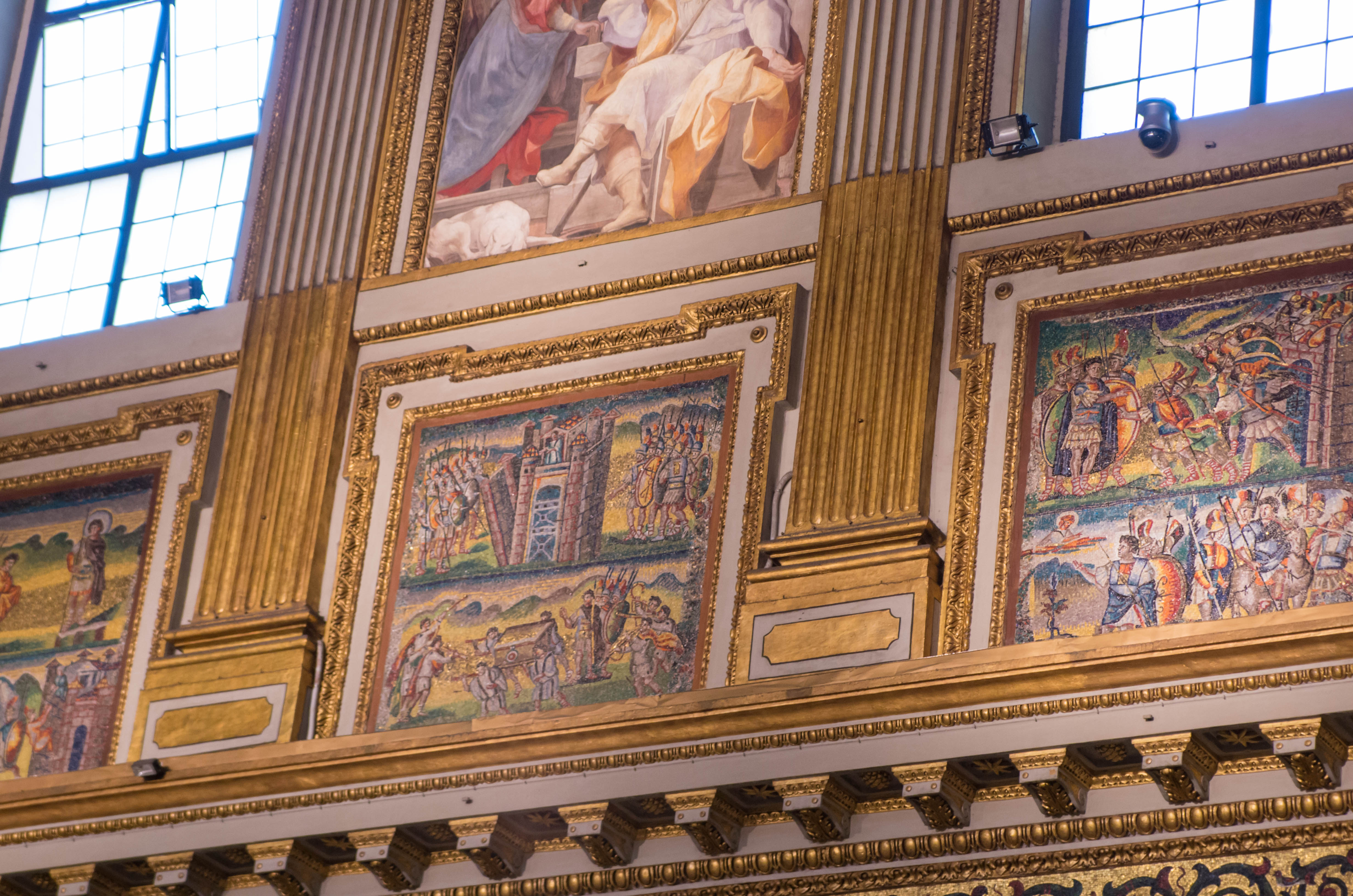
Bilder aus dem Alten Testament auf der rechten Seite
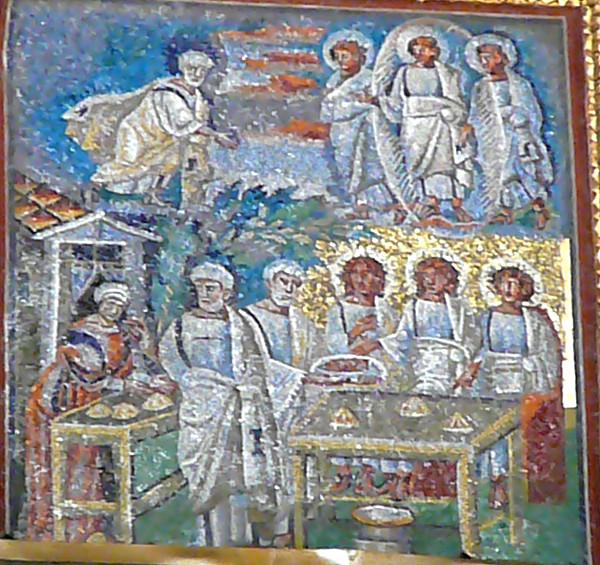
Gastfreundschaft Abrahams
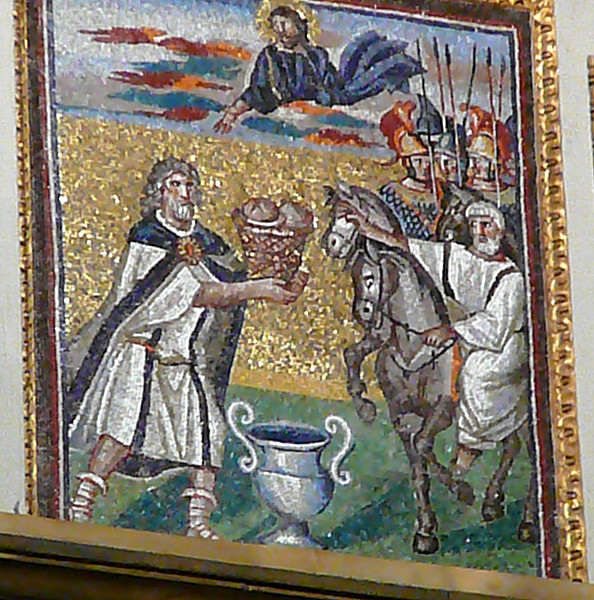
Das Opfer Abrahams

a) Mosaiken an den Wänden des Langhauses. Im Mittelschiff befinden sich über den Säulen des Langhauses und unterhalb der Fenster Darstellungen aus dem Alten Testament: Auf der linken Seite Szenen aus dem Leben der Patriarchen Abraham, Isaak und Jakob sowie auf der rechten Seite Szenen aus dem Leben von Mose und Josua; das Bildprogramm beginnt auf der linken Seite am Altar und setzt sich auf der rechten Seite fort. Von den ursprünglich 42 Mosaikbildern sind heute noch 30 weitgehend erhalten. Als Besonderheit ist hervorzuheben, dass sich jeweils Vollbilder mit Zweizonenbildern abwechseln. „Der alttestamentliche Langhauszyklus … steht am Anfang der Entwicklung einer zyklischen, bildlichen Kirchendekoration. … Der entwerfende Künstler hatte offenbar die Szenen nach dem ihm vom Klerus vorgegebenen Programm neu zu fassen und bediente sich dazu der traditionellen Bildkomposition und des Formenschatzes, den ihm die zeitgenössische Kunst bot. Eine umfangreiche christliche Tradition für eine solche Bildkunst hat es zu diesem Zeitpunkt noch nicht gegeben, sicher auch nicht als Illustrationen von Bibelhandschriften. … Die Bilder sind daraufhin angelegt, eine Botschaft zu vermitteln, eine Idee oder die Aussage des dahinter stehenden Textes zu verdeutlichen. … Die Mosaiken sind von beachtlicher künstlerischer und handwerklicher Qualität.“

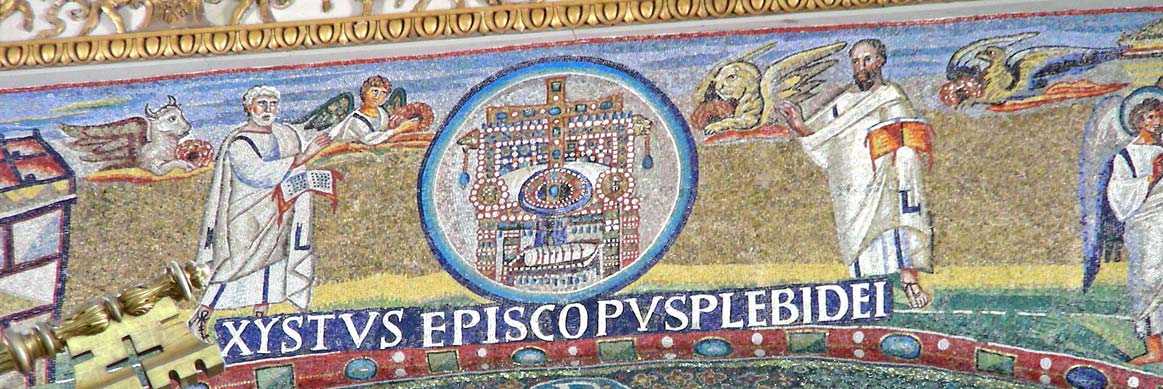
Der leere Herrscherthron Christi, Petrus und Paulus, darüber die vier apokalyptischen Wesen
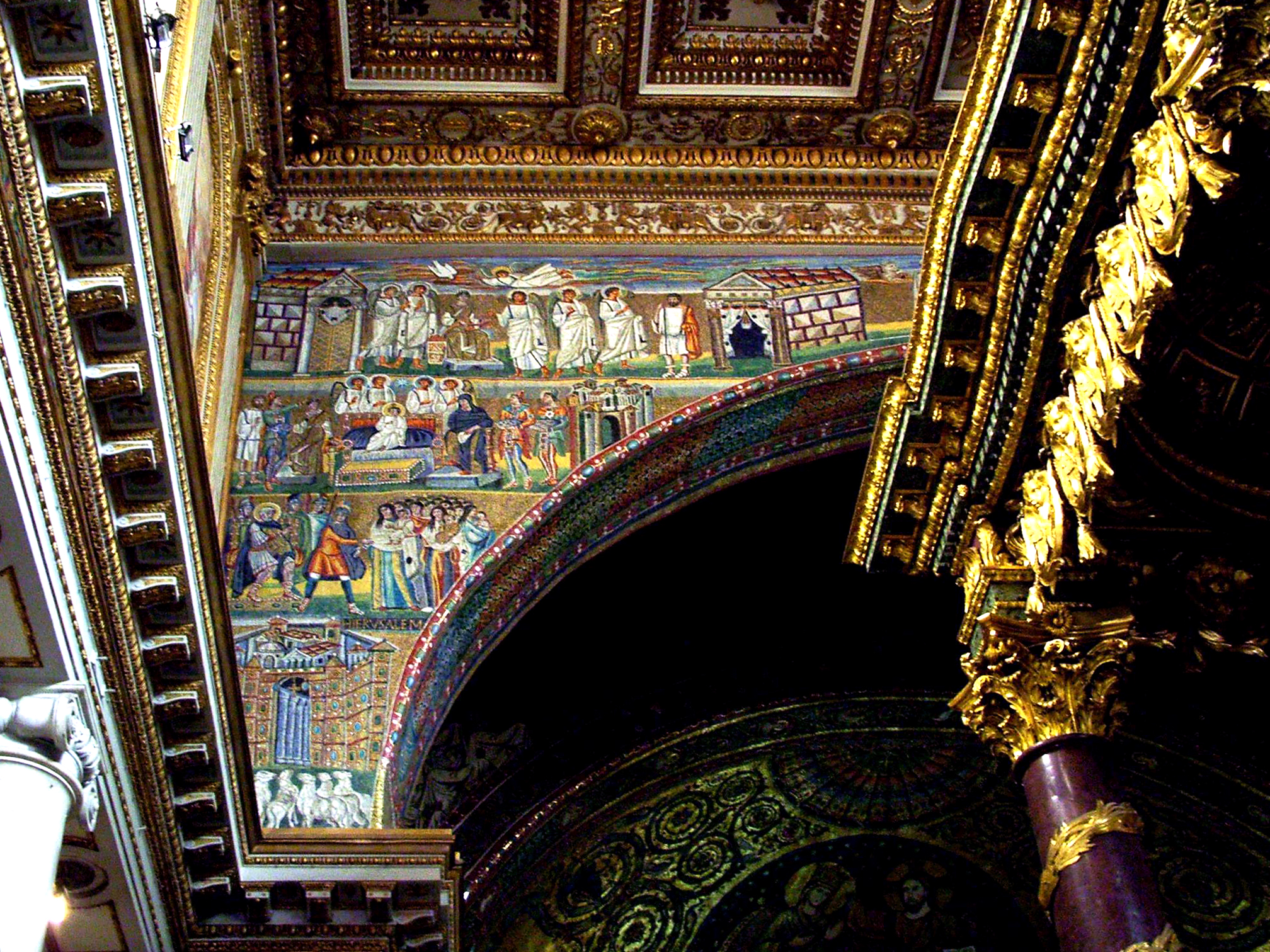
Linke Seite des Triumphbogens
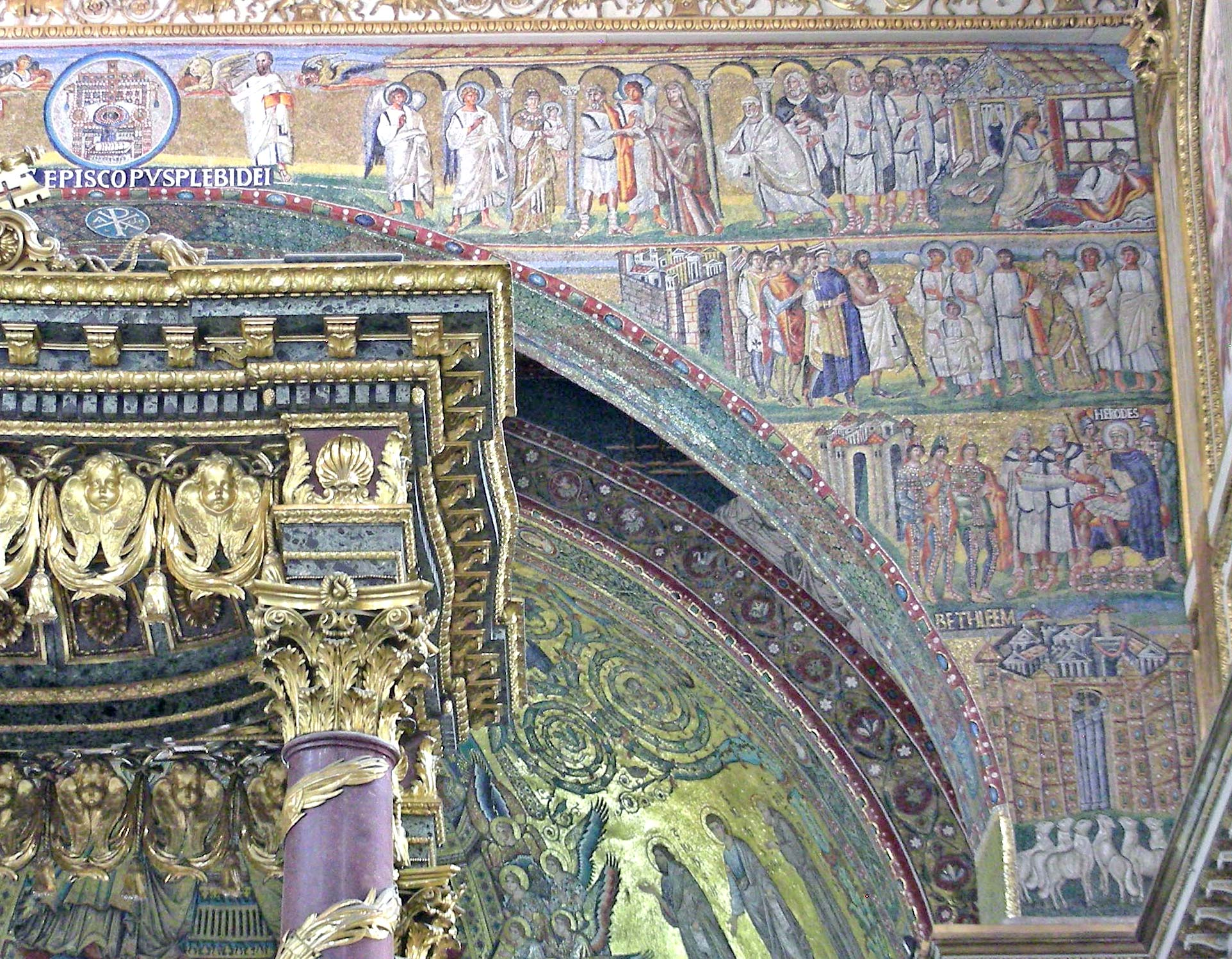
Rechte Seite des Triumphbogens
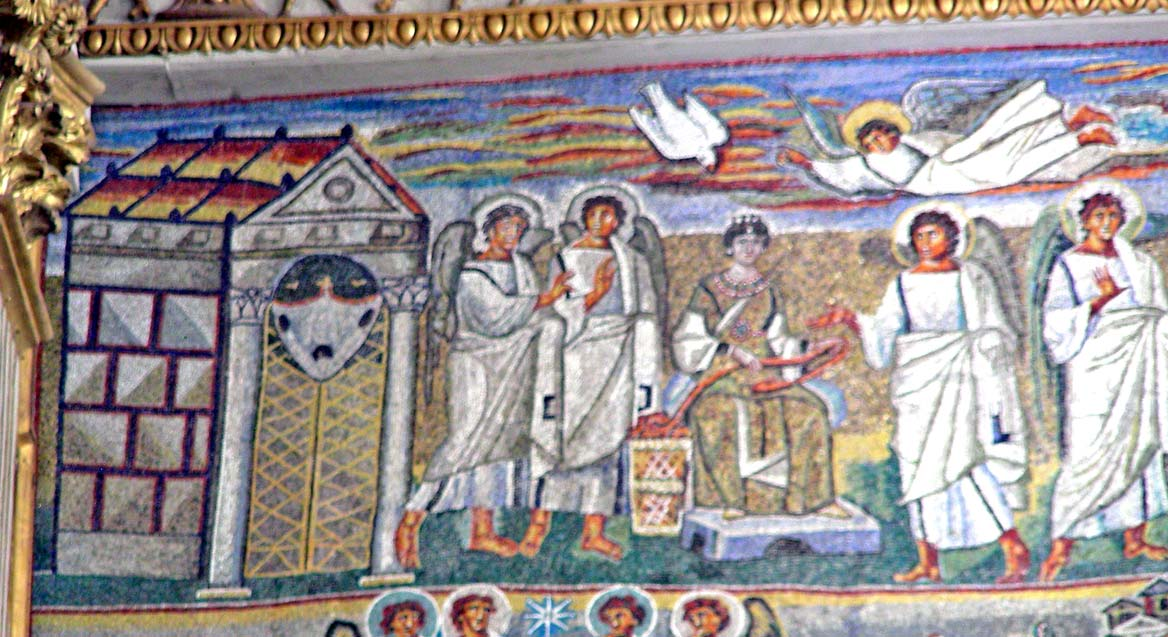
Verkündigung an Maria
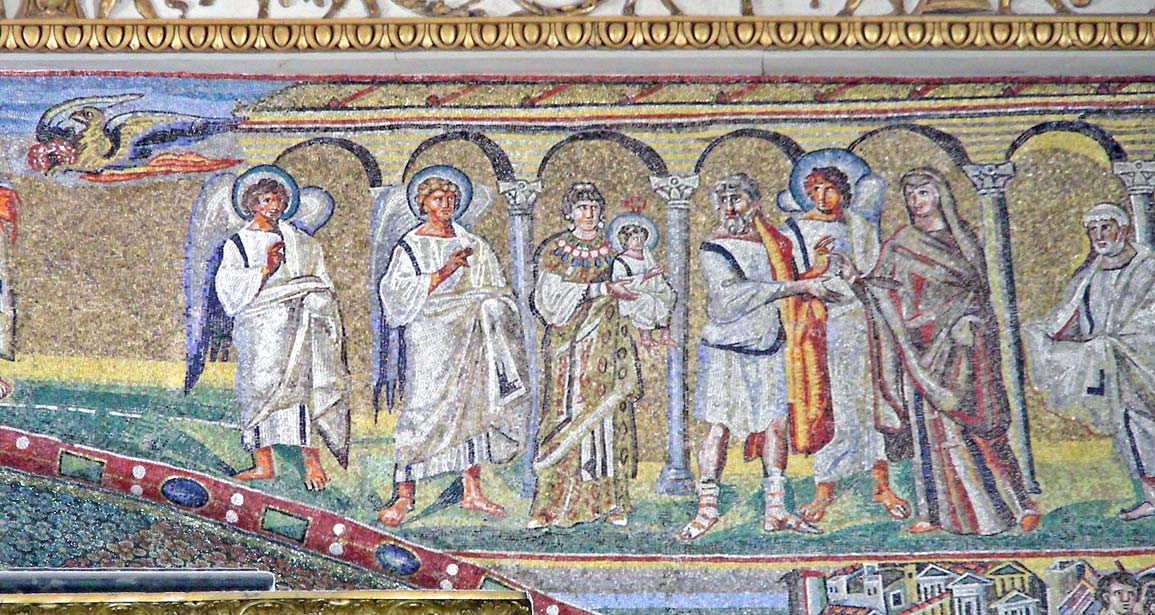
Darbringung Jesu im Tempel
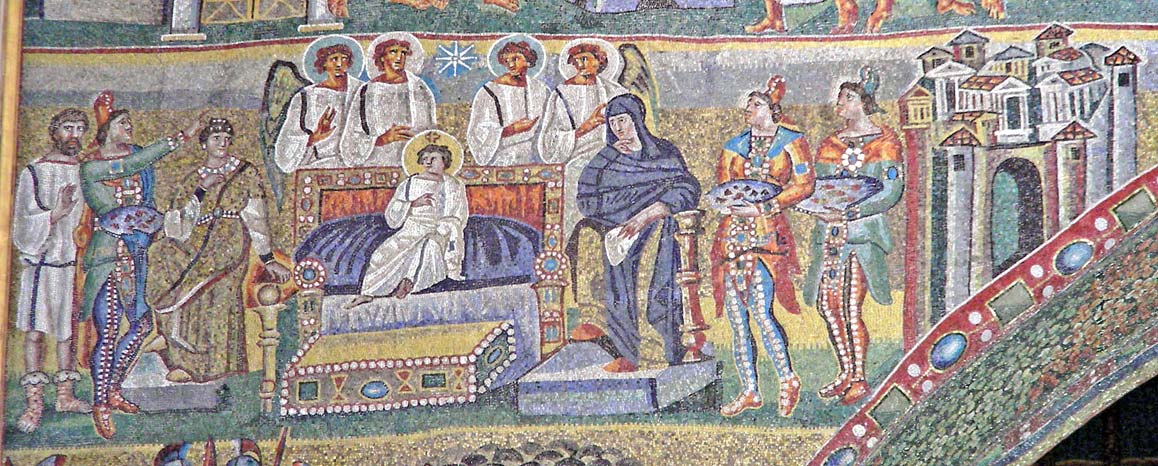
Huldigung der Drei Weisen
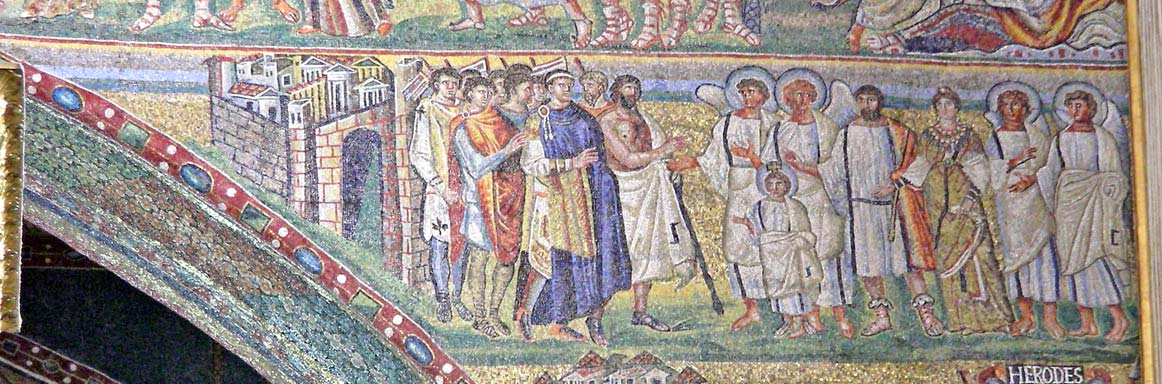
Huldigung des Statthalters in Sotinen
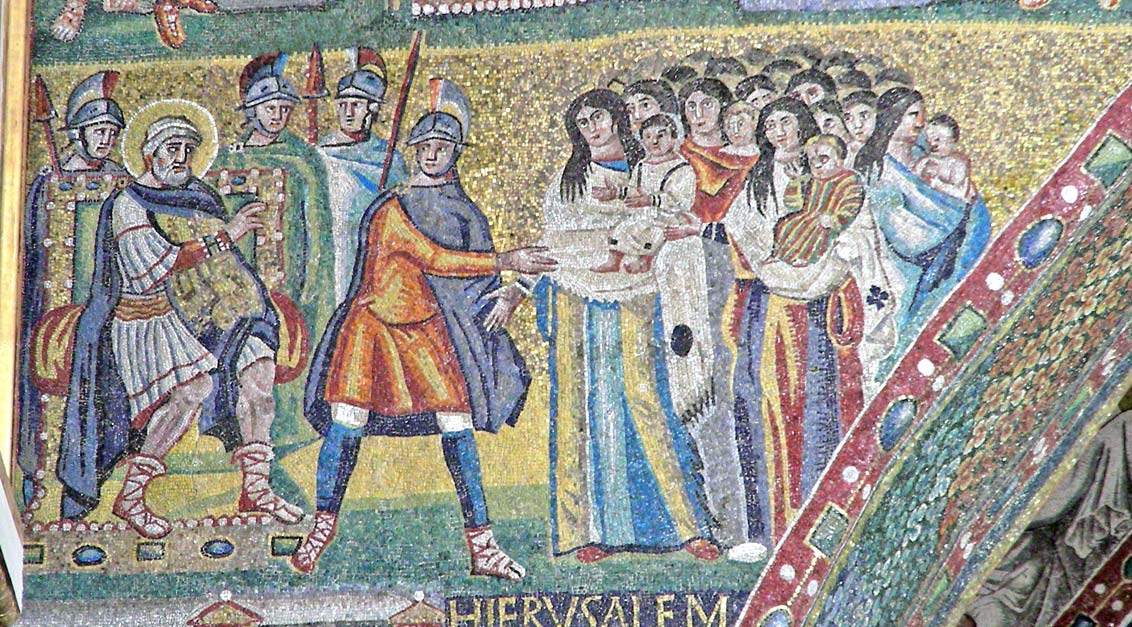
Kindermord in Bethlehem
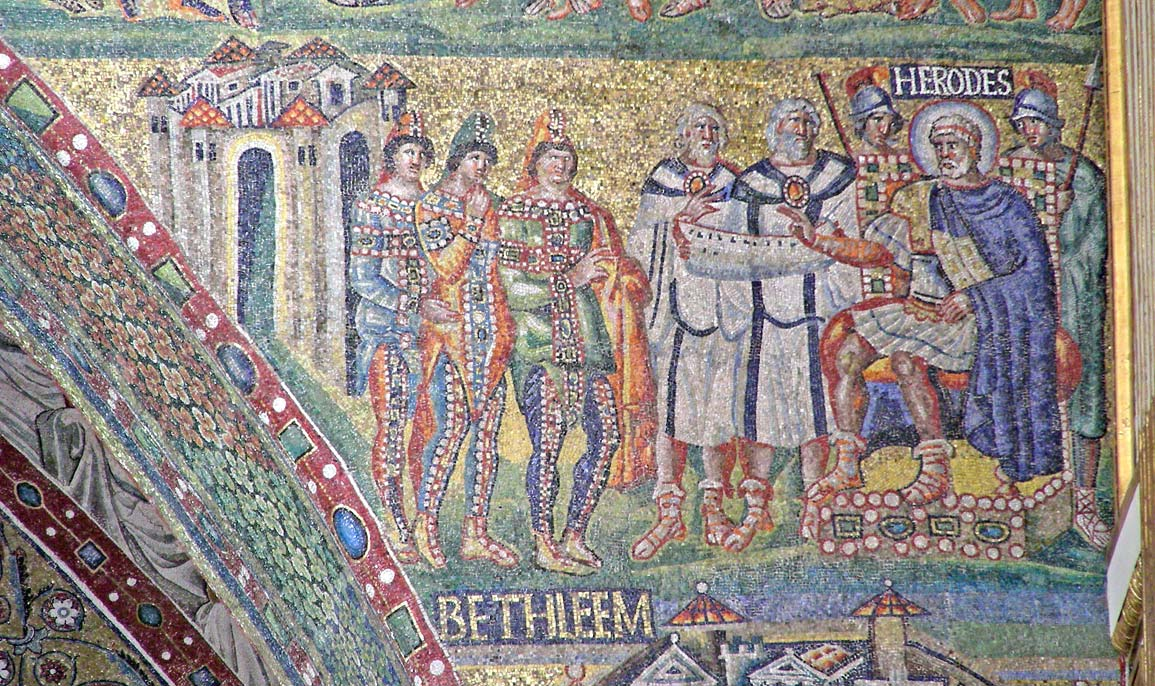
Die Drei Weisen vor König Herodes
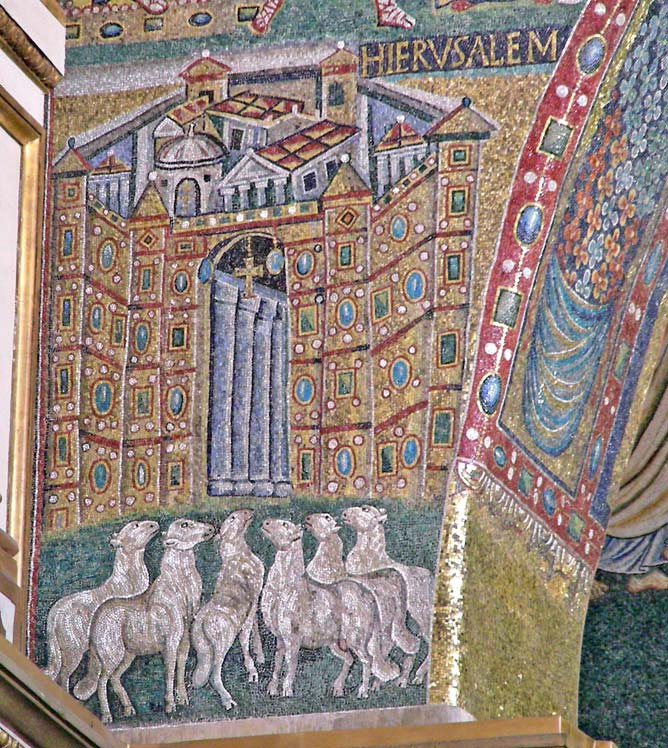
Stadt Jerusalem
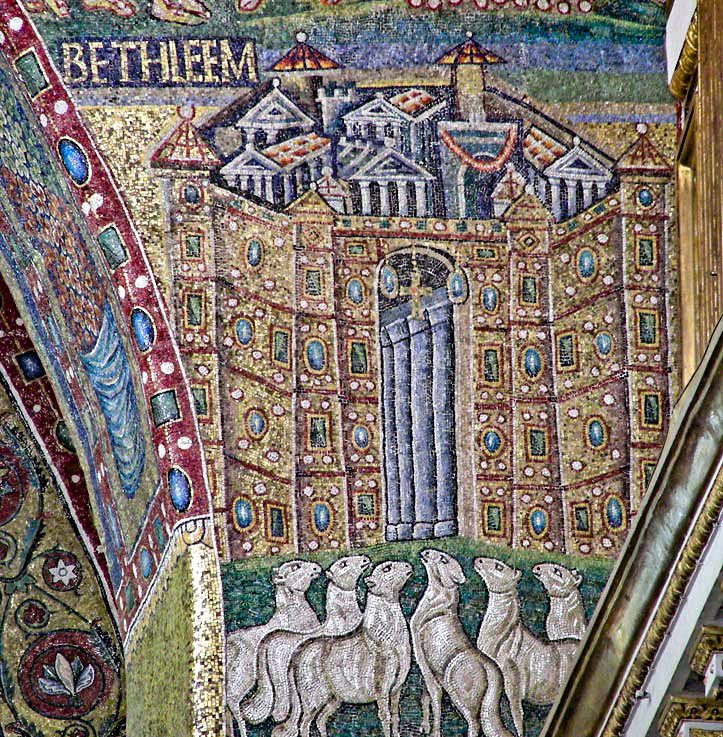
Stadt Bethlehem

b) Mosaik am Triumphbogen. Die weitgehend erhaltenen Mosaiken am (heutigen) Triumphbogen aus der Zeit um 432 bilden Fortsetzung und Höhepunkt der alttestamentlichen Bilder an den Langhauswänden. Sie enthalten Szenen aus der Kindheitsgeschichte Jesu, um die Erscheinung des neuen Herrschers auf Erden (Erscheinung des Herrn / Epiphanie) und die Rolle der Gottesgebärerin Maria aufzuzeigen, wie das auf dem Konzil von Ephesos (431) verkündet worden war. Die einzelnen Bilder werden in vier von links nach rechts verlaufenden Registern in thematischer, nicht streng chronologischer Folge dargestellt:
1. Reihe: Verkündigung an Maria – Aufklärung der Zweifel Josephs – Apokalyptischer Thron – Darbringung Jesu im Tempel – Aufforderung Josephs zur Flucht. Der leere Herrscherthron mit dem Gemmenkreuz und die siebenfach versiegelte Buchrolle auf der Fußbank gelten als Hinweis auf die Vollendung der Heilsgeschichte am Ende aller Tage (Offb 4–5). Neben dem Thron akklamieren Petrus und Paulus als Vertreter der Juden- und der Heidenkirche, über ihnen die vier apokalyptischen Wesen. Die den Stifter benennende Inschrift (deutsch: „Bischof Sixtus dem Volk Gottes“) steht unter dem für den Weltenrichter vorbehaltenen Thron und über dem Medaillon mit dem Christogramm und den Buchstaben Alpha und Omega.

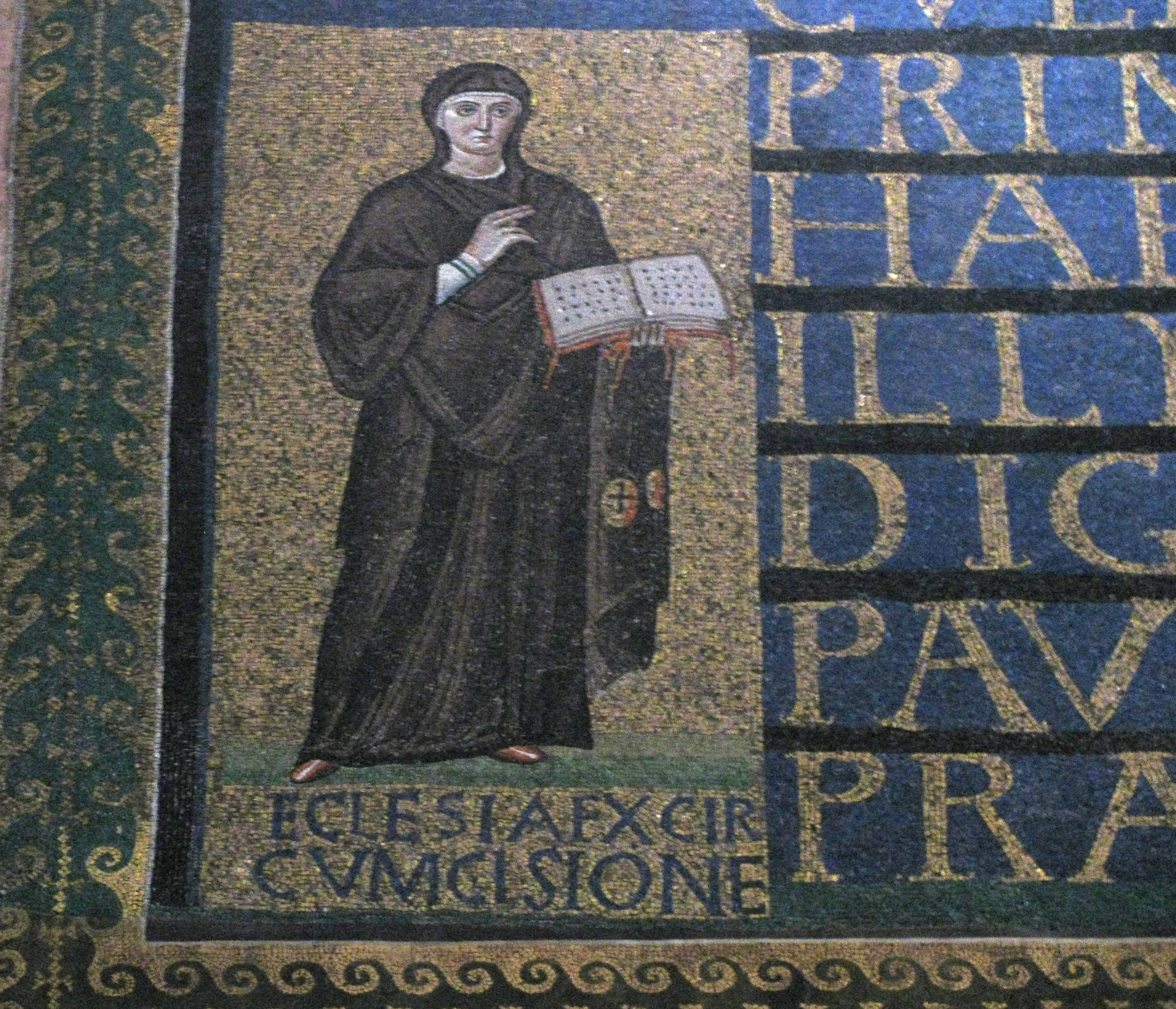
Eingangswand von S. Sabina: Judenkirche

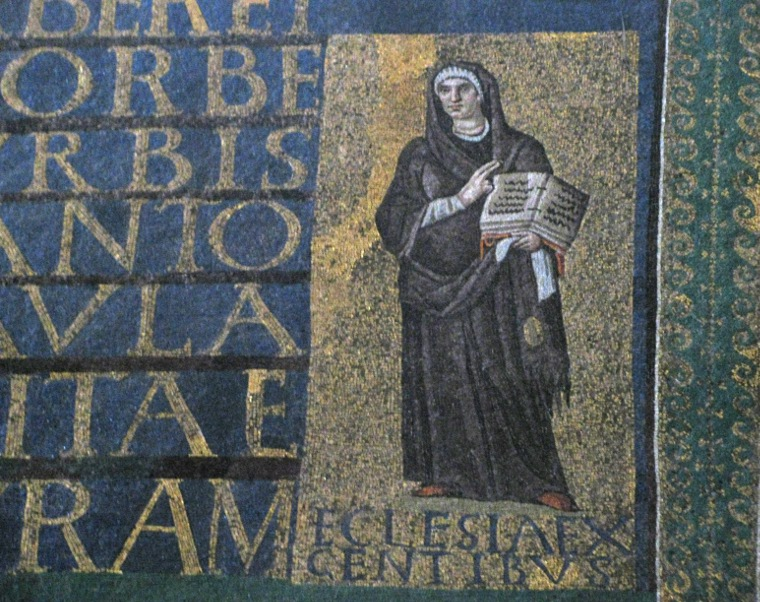
Eingangswand von S. Sabina: Heidenkirche

2. Reihe: Huldigung der Magier aus dem Orient – Ankunft in Sotinen und Huldigung des Aphrodisius.
3. Reihe: Kindermord in Bethlehem – Die Magier vor Herodes und den Schriftgelehrten.
4. Reihe: Architekturmetaphern von Jerusalem und Bethlehem.
Einzelheiten sind u. a. bei Wilpert / Schumacher erläutert.

### Santa Sabina
Die durch Papst Sixtus III. im Jahr 432 geweihte Basilika Santa Sabina auf dem Aventin war ursprünglich mit einem Mosaik in der Apsis und mit Mosaikbildern an der inneren Eingangswand geschmückt. Auf dem Apsismosaik soll Christus auf dem Paradiesberg und darunter der Zug der Lämmer dargestellt gewesen sein; dieses Mosaik wurde im 16. Jahrhundert im Stil der Zeit übermalt. Auf der Stirnwand der Apsis waren frühchristliche Darstellungen von Christus und seinen Jüngern zwischen den Städtebildern von Jerusalem und Bethlehem.
Das heute noch sichtbare Mosaik an der Eingangswand zeigte ursprünglich außer den Frauengestalten und der Widmungsinschrift auch noch Petrus als den Apostel der Juden und Paulus als den Apostel der Heiden sowie in den Zwickeln der Fensterbögen die vier Evangelistensymbole. Die beiden reich gekleideten Frauen, mit Stola und offenem Buch vor dem Goldgrund stehend, repräsentieren die Juden- und die Heidenkirche, wie sich aus der Beschriftung ergibt.

### Lateran-Baptisterium (San Giovanni in Fonte im Lateran)
Das Baptisterium neben der Lateranbasilika ist das älteste Taufhaus der Christenheit und gilt als Prototyp aller Baptisterien. Um 315 ließ Kaiser Konstantin für die römische Bischofskirche zunächst ein mehrgeschossiges Taufhaus auf rundem Grundriss errichten, das Papst Sixtus III. ab 432 zu einem Oktogon umbaute. Gleichzeitig wurde eine Vorhalle für den damaligen Haupteingang errichtet und mit Mosaiken ausgestattet. Während die gesamte Ausstattung des Oktogons verloren ging, blieb das Vorhallen-Mosaik der östlichen Seitenapsis (um 440) erhalten. Die Mosaiken der im 5. Jahrhundert an das Oktogon angebauten Kapellen für Johannes den Täufer und Johannes den Evangelisten sowie der Kapelle des Heiligen Kreuzes sind ebenfalls verloren. Nur das Mosaik in dem um 645 angebauten Oratorio di San Venanzio hat sich erhalten (siehe unten).

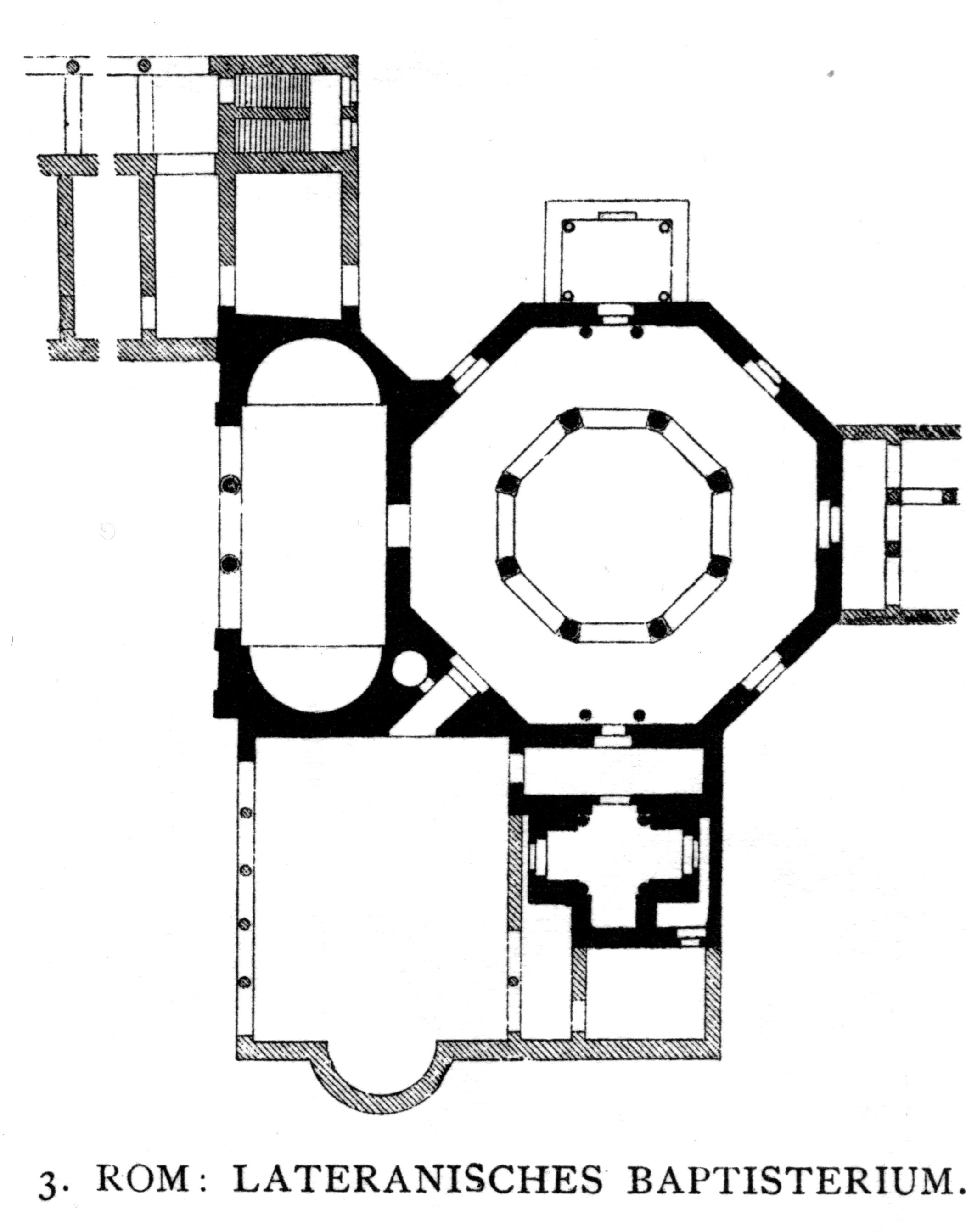
Grundriss des Baptisteriums mit den Anbauten
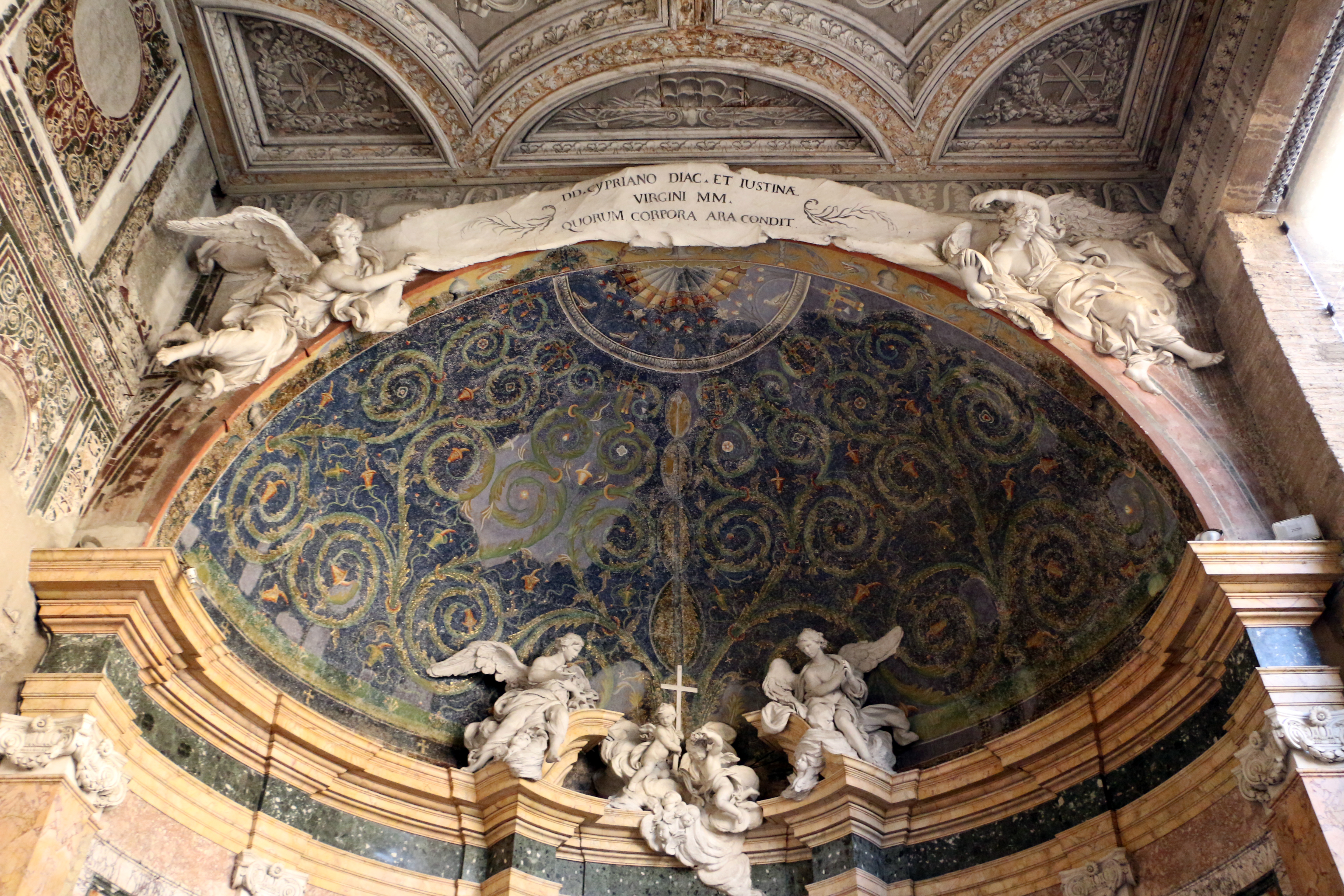
Östliche Seitenapsis in der Vorhalle
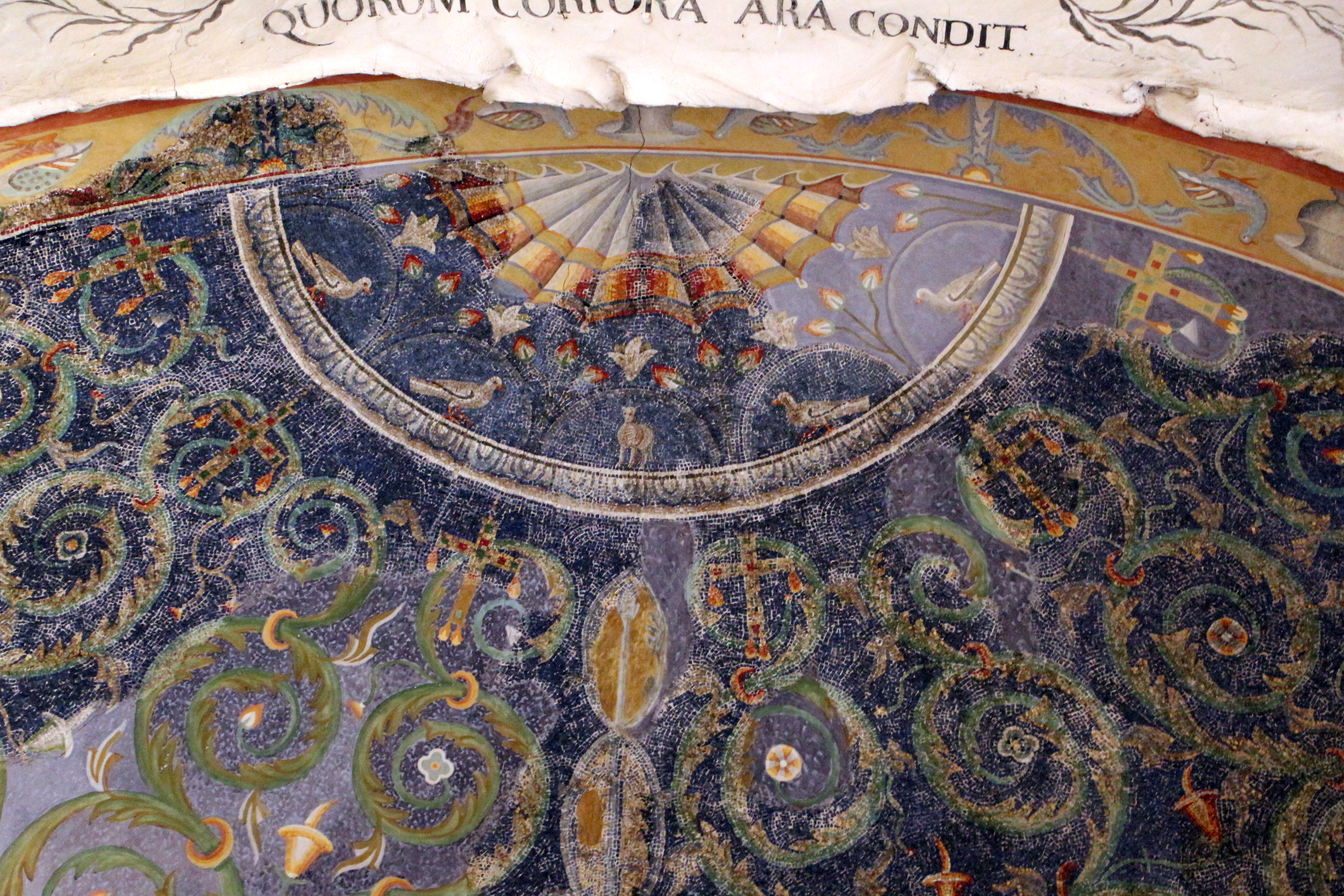
Obere Hälfte der Apsis
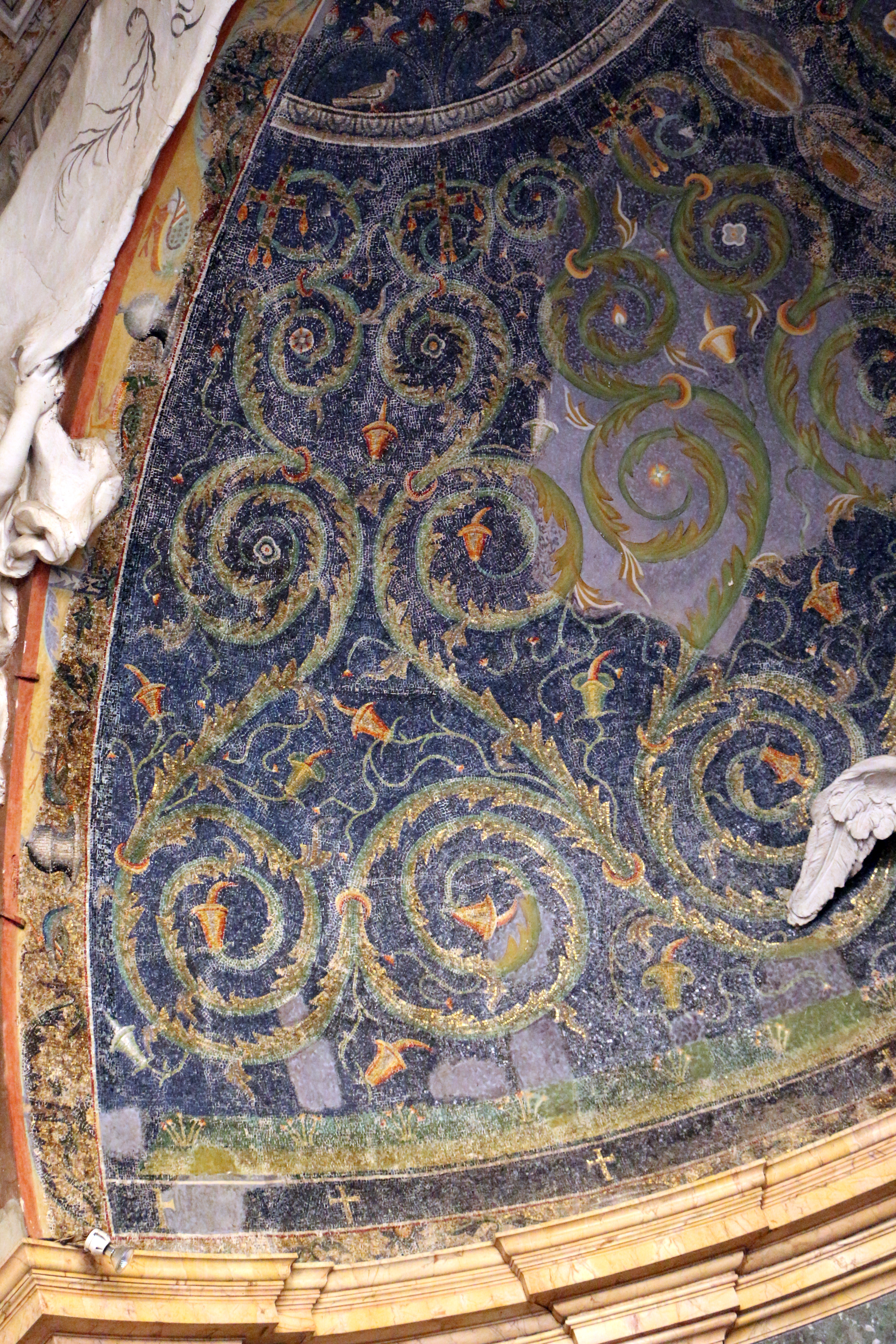
Linke Seite
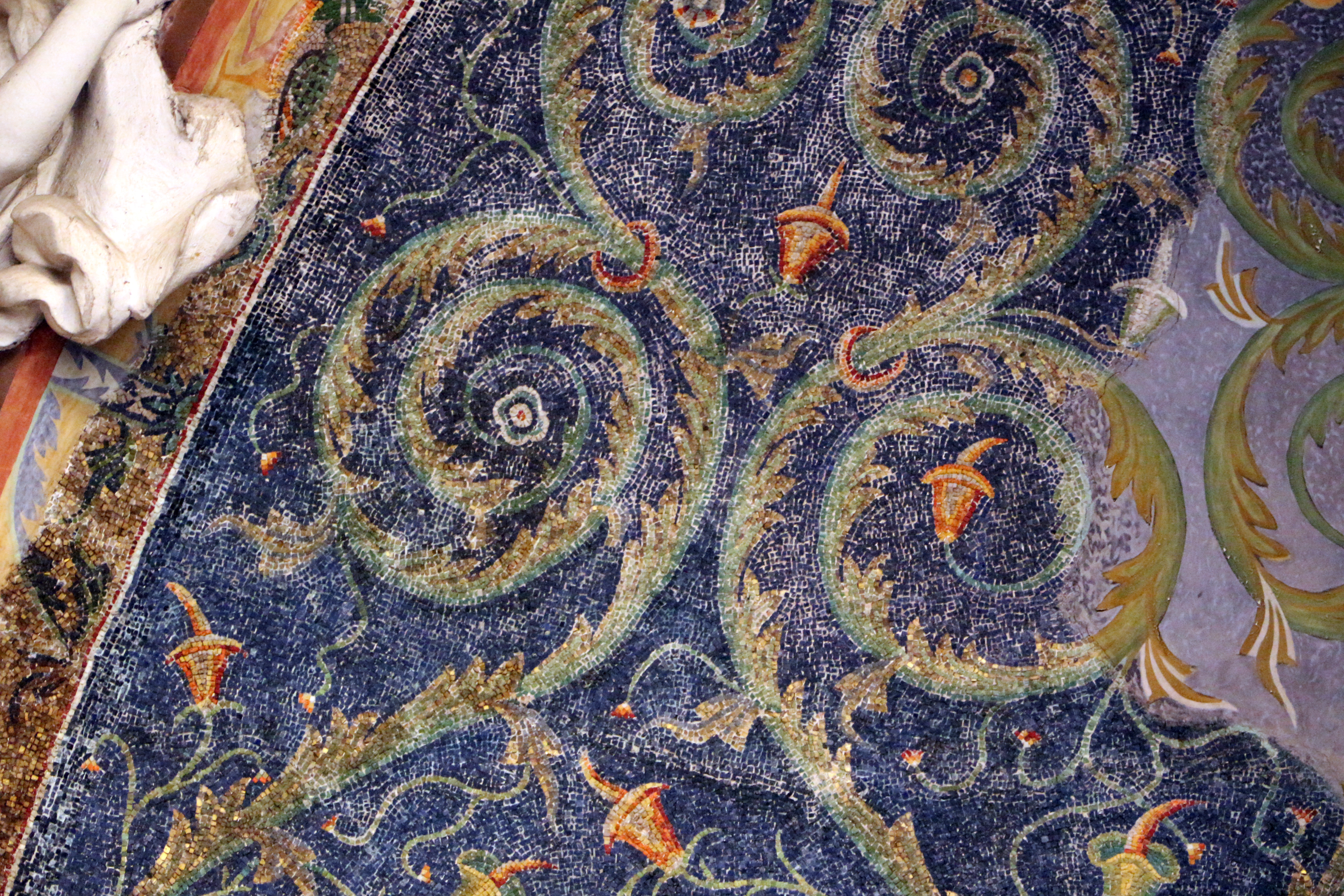
Detail mit Ranken
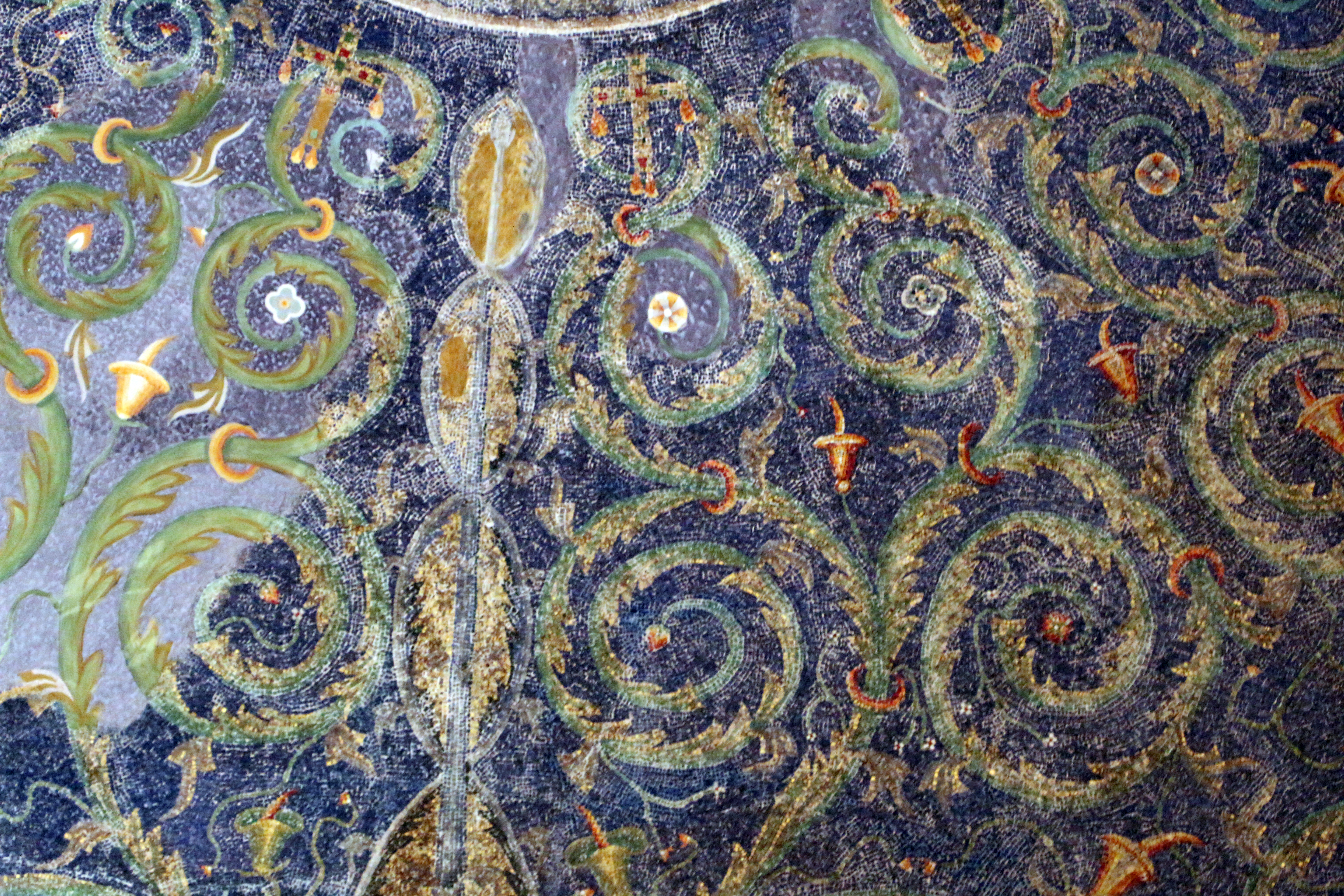
Detail mit Kreuz

Mosaik in der Vorhalle. Die ursprünglich offene Vorhalle war um 1154 zu einer Kapelle umgebaut worden unter Beibehaltung der östlichen Apsis mit dem Mosaik von ca. 440, das wegen seines Alters und des vergleichsweise guten Erhaltungszustands von unschätzbarem Wert ist. Es besteht aus ornamentalen Motiven und symbolischen Zeichen: Auf tiefblauem Grund wachsen aus einer Akanthusstaude acht grüne und goldene Ranken spiralförmig nach oben. Im oberen Teil ist in einem Halbkreis mit fächerartigem Velarium ein Himmelsparadies dargestellt, mit dem göttlichen Lamm und Tauben zwischen Blumen und Ranken. Unterhalb des Frieses hängen sechs Gemmenkreuze und in deren Mitte die Spitze der Heiligen Lanze; neun weitere goldene Kreuze (drei sind verloren) befinden sich in dem blauen Streifen unter der Rasenfläche. Als Deutung des Mosaiks am Eingang des Baptisteriums bietet sich an: Dem Eintritt in das christliche Leben durch die Taufe entspricht der Eintritt in das jenseitige Leben durch den Tod.

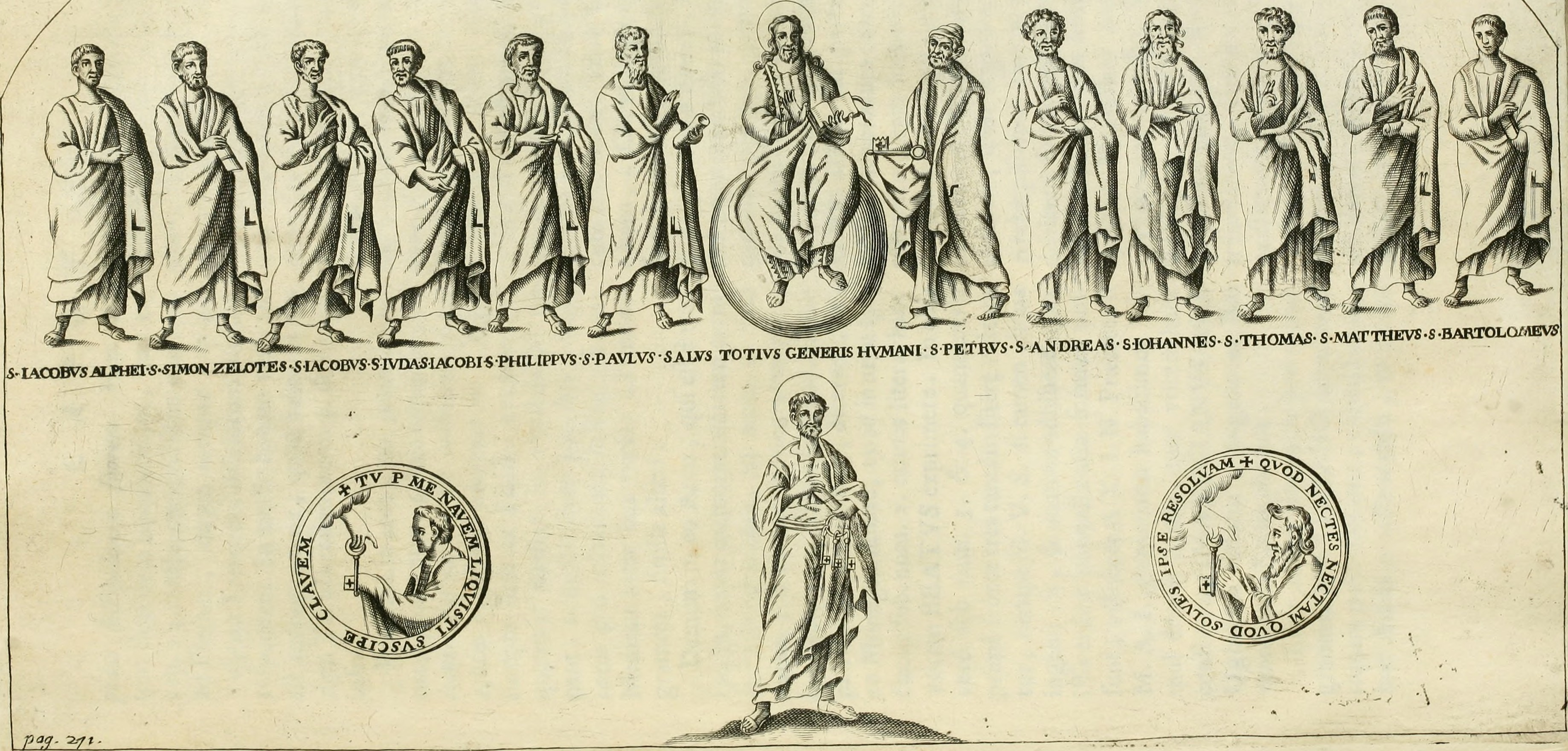
Das verlorene Apsismosaik von 470, Zeichnung von Giovanni Ciampini, Rom 1690

### Sant’Agata dei Goti
In der Apsis der Basilika Sant’Agata dei Goti befand sich ein Mosaik aus der Zeit um 470, das beim Einsturz der Apsis 1589 vernichtet wurde. Aus historischen Beschreibungen und der Zeichnung von Giovanni Ciampini ist die Thematik bekannt: Christus thront auf der Weltenkugel, mit Redegestus und dem geöffneten Buch, auf beiden Seiten umgeben von den zwölf Aposteln, angeführt von Petrus (mit Schlüssel) und Paulus (mit Schriftrolle).

### Santi Cosma e Damiano

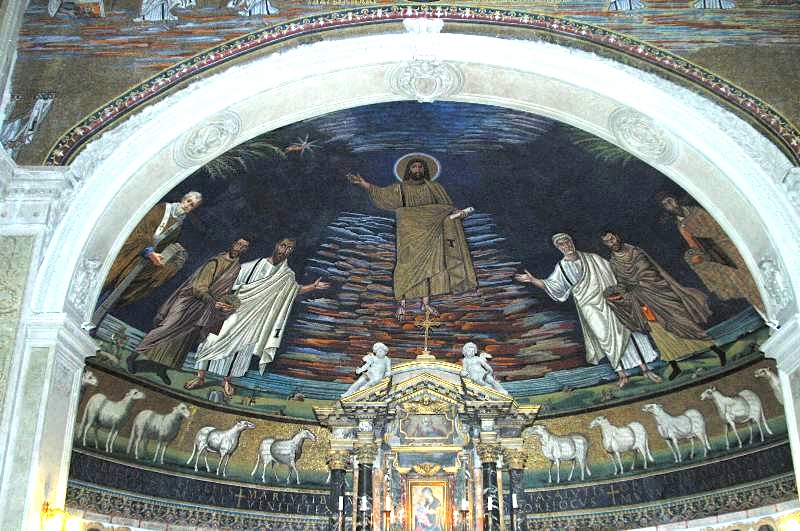
Apsismosaik, um 527

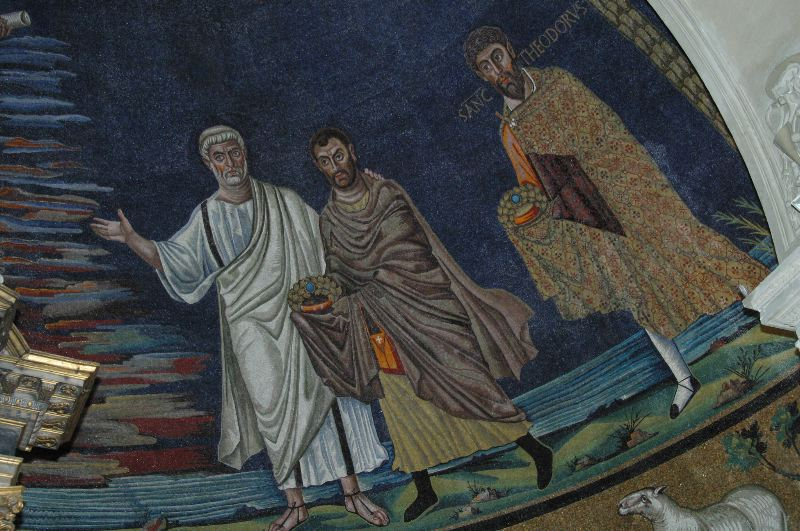
Petrus mit Kosmas und Theodor auf der rechten Seite

Diese Kirche Santi Cosma e Damiano wurde unter Papst Felix IV. (526–530) in die zum antiken Templum Pacis gehörende „Flavische Halle“ eingebaut unter Beibehaltung der Innenausstattung, insbesondere der kostbaren Wandverkleidung. Hinzugefügt wurden die besonders qualitätvollen Mosaikbilder mit christlichen Themen in der Apsis und an der Stirnwand der Apsis.
a) Apsismosaik. Das Mosaik in der – antiken – Apsis entstand um 527 und zählt zu den bedeutendsten Kunstwerken der frühchristlichen Zeit in Rom. Es ist in wesentlichen Teilen bis heute erhalten geblieben, wurde aber durch den 1638 errichteten Altaraufbau und die Verengung des Apsisbogens (1669) sowie durch Restaurierungen stark beeinträchtigt. Als Stifter des Mosaiks preist sich Papst Felix IV. in der Widmungsinschrift am unteren Rand der Apsisrundung.
Thema des Mosaiks ist die Wiederkunft Christi als Weltenrichter (Mt 24, 30): Christus schwebt über einen bunten Wolkenteppich, der Himmel und Erde verbindet, aus der himmlischen Sphäre herab. Die aus dem Blau des Himmels kommende Wolkenbahn verbreitert sich nach unten; die zunächst blau-weißen Wolkenstreifen nehmen überwiegend rötliche Farbtöne an (irdische Morgenröte) und fließen dabei ineinander. Christus, in ganzer Gestalt und mit Nimbus, trägt Tunika und Pallium; die Rechte hat er in triumphaler Gebärde hoch erhoben und in der Linken hält er die Gesetzesrolle. Bemerkenswert ist die Feinheit der Gestaltung vor allem des Kopfes von Christus; das dunkle Inkarnat wird durch Glanzlichter und Schraffuren aufgehellt mit plastischer Wirkung.
Von beiden Seiten geleiten Petrus (rechts) und Paulus (links) die beiden Kirchenpatrone, die Ärzteheiligen Kosmas und Damian (mit goldenen Märtyrerkränzen in Händen) zu Christus. Kosmas trägt die mit einem Kreuz verzierte rote Arzttasche; die Tasche von Damian ist nur teilweise sichtbar. Vom rechten Rand nähert sich der heilige Theodor (mit Märtyrerkranz), als byzantinischer Würdenträger gekleidet, während auf der linken Seite Felix IV. als Stifter mit Kirchenmodell im päpstlichen Ornat abgebildet ist. Die Komposition wird von zwei Palmen gerahmt; auf der linken Palme sitzt ein Phönix mit Strahlennimbus als Symbol der Unsterblichkeit. Alle Personen stehen auf einem Grünstreifen mit Blumen und Steinen neben dem mit Namen bezeichneten Jordan. Den unteren Abschluss bildet ein Sockelfries mit dem Christuslamm auf dem Paradiesberg und den zwölf Lämmern.
Ein Erdbeben im Jahr 1600 brachte den ehemaligen Campanile zum Einsturz, wobei auch das Apsismosaik zum Teil zerstört wurde. Bei der von Papst Urban VIII. (1623–1644) veranlassten Restaurierung wurden vor allem die Figuren des Damian und des Stifterpapstes Felix IV. vollständig erneuert. Bei Felix IV. ersetzte man die bisherigen Attribute Tiara und Schlüssel durch das Kirchenmodell. Außerdem hat der damalige Mosaizist die drei typischen Bienen aus dem Wappen Urbans VIII. kunstvoll in den (ebenfalls zerstörten) Grünstreifen mit Blumen zwischen Felix IV. und Damian aufgenommen, der damals gängigen Übung folgend, bei den von Urban VIII. gestifteten Kunstwerken die drei Bienen einzufügen (so auch bei der 1632 in SS. Cosma e Damiano eingebauten Kassettendecke). Dieses Vorgehen des Mosaizisten muss vor dem Hintergrund der Geschichte des päpstlichen Wappens dieses Papstes mit dem bürgerlichen Namen Maffeo Barberini gesehen werden. Das Wappen seiner Familie, die ursprünglich Tafani hieß, hatte drei Pferdebremsen (ital. tafani) in ihrem (sprechenden) Wappen. Weil Urban VIII. dieses Wappen nach seiner Wahl zum Papst nicht mehr als standesgemäß ansah, ersetzte er kurzerhand die Pferdebremsen durch Bienen in seinem päpstlichen Wappen.
b) Mosaik an der Apsiswand. Das Mosaik auf der Stirnwand der Apsis ist wahrscheinlich gleichzeitig mit dem Apsismosaik entstanden und nicht erst unter Papst Sergius I. (um 690). Da nur der mittlere Teil erhalten geblieben ist, wird hier der alte Zustand beschrieben, wie er durch eine Zeichnung von ca. 1630 überliefert ist. Das apokalyptische Lamm liegt auf dem Gemmenthron mit dem Kreuz, davor die Schriftrolle mit den sieben Siegeln. Das Ganze ist umgeben von einer blauen Aureole, an die sich rechts und links die sieben (brennenden) Leuchter der Apokalypse und je zwei Engel anschließen. Von den ursprünglich vier Evangelistensymbolen sind nur noch der geflügelte Mensch des Matthäus und der Adler des Johannes erhalten. Auf dem goldenen Hintergrund sind blau-weiße und rote Wolkenstreifen zu sehen. In den Zwickeln waren die vierundzwanzig Ältesten dargestellt, von denen nur noch einige verhüllte Hände mit Kronen zu erkennen sind.

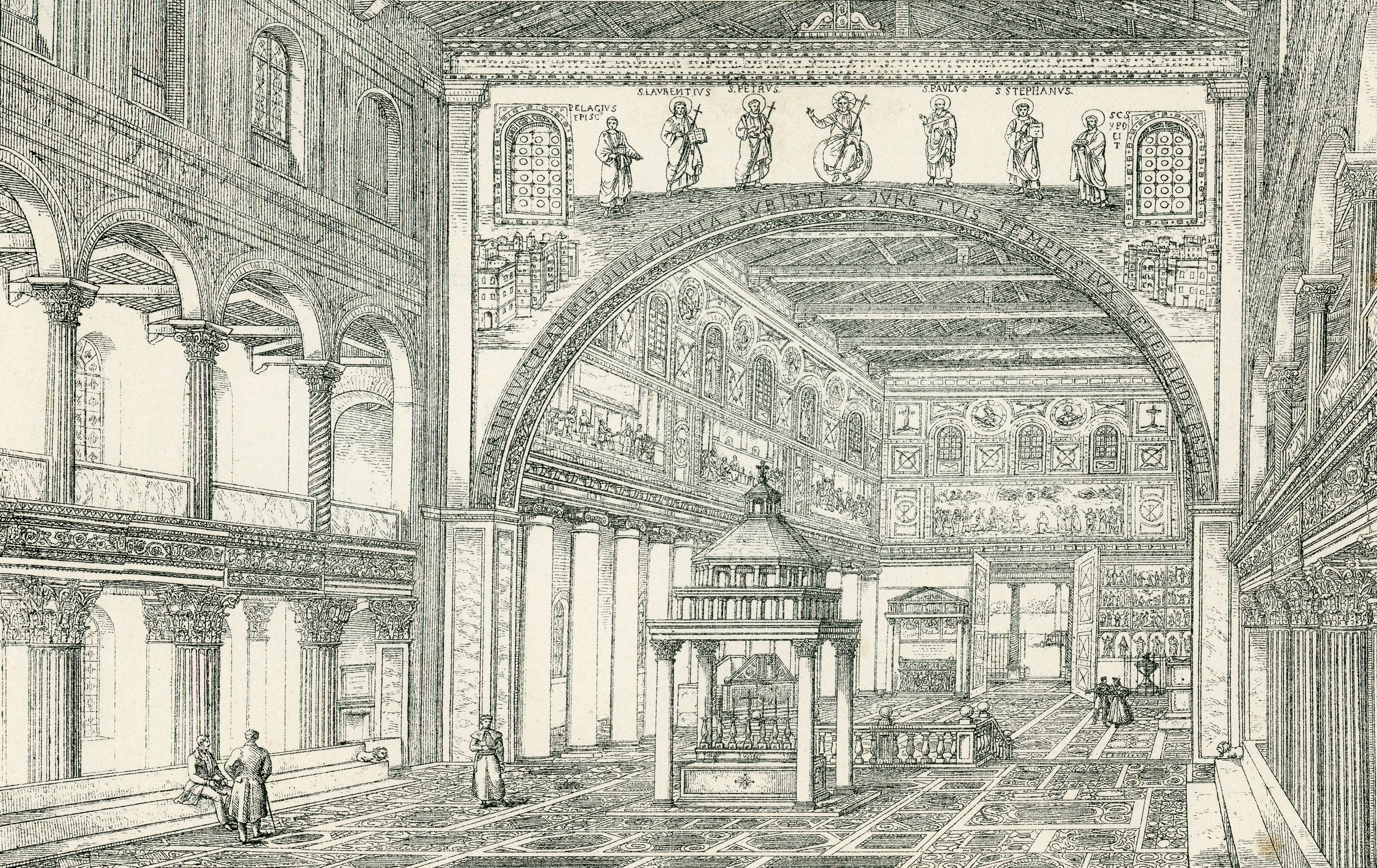
Pelagius-Bau (um 580) und Honorius-Bau (um 1220)

## 550 bis 750: Byzantinische Einflüsse

### San Lorenzo fuori le mura

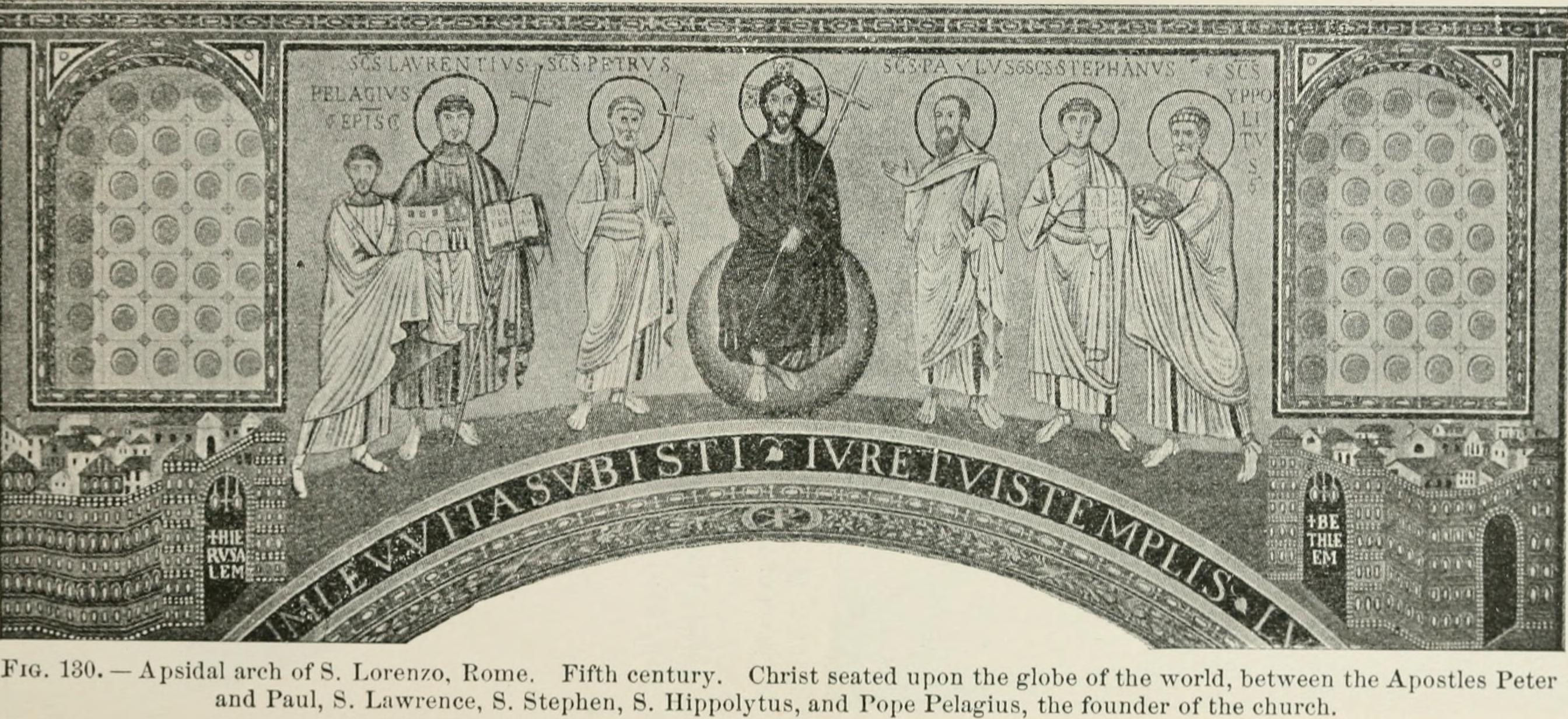
Mosaik am ehemaligen Apsisbogen (heute Rückseite des Triumphbogens)

Die Basilika Sankt Laurentius vor den Mauern besteht heute aus zwei unterschiedlichen Bauteilen: Um 580 wurde unter Papst Pelagius II. eine dreischiffige Emporenbasilika (mit Apsis im Westen) unmittelbar über dem Grab des Märtyrers Laurentius von Rom errichtet („Pelagius-Bau“); Anfang des 13. Jahrhunderts ließ Papst Honorius III. (1216–1227) die bisherige Apsis abbrechen und ein neues dreischiffiges Langhaus mit Vorhalle und Eingang im Westen anbauen („Honorius-Bau“) unter gleichzeitiger Verlegung des Presbyteriums mit dem Hauptaltar in den bisherigen östlichen Teil. Dabei wurde das von Pelagius II. gestiftete frühchristliche Apsismosaik zerstört, während das Mosaik am ehemaligen Apsisbogen erhalten blieb, allerdings heute nur von der jetzigen Chorpartie aus zu sehen.
Vor goldenem Grund thront Christus (mit Kreuznimbus) auf der Weltkugel, die rechte Hand erhoben, in der linken den Kreuzstab haltend. Von links führt Petrus den Kirchenpatron Laurentius (mit Buch) und den Stifter Bischof Pelagius (mit Kirchenmodell) an Christus heran; von rechts nähern sich Paulus mit dem Märtyrer Stephanus (mit Buch) und dem von Laurentius bekehrten römischen Wachsoldaten Hippolytus (mit Märtyrerkrone in verhüllten Händen). Hinsichtlich der künstlerischen Gestaltung ist festgestellt worden, dass die Figuren von Laurentius und Pelagius wahrscheinlich einem Mosaizisten der byzantinischen Hofkunst zuzuschreiben sind. In den Bogenzwickeln sind die Stadtsilhouetten von Jerusalem und Bethlehem abgebildet; beide Städte und alle Personen haben lateinische Namensbeischriften. Am Bogen entlang verläuft die Widmungsinschrift, auf der Unterseite eine besonders sorgfältig gearbeitete Girlande aus Blumen, Früchten und Blattwerk.

### St. Theodor am Palatin

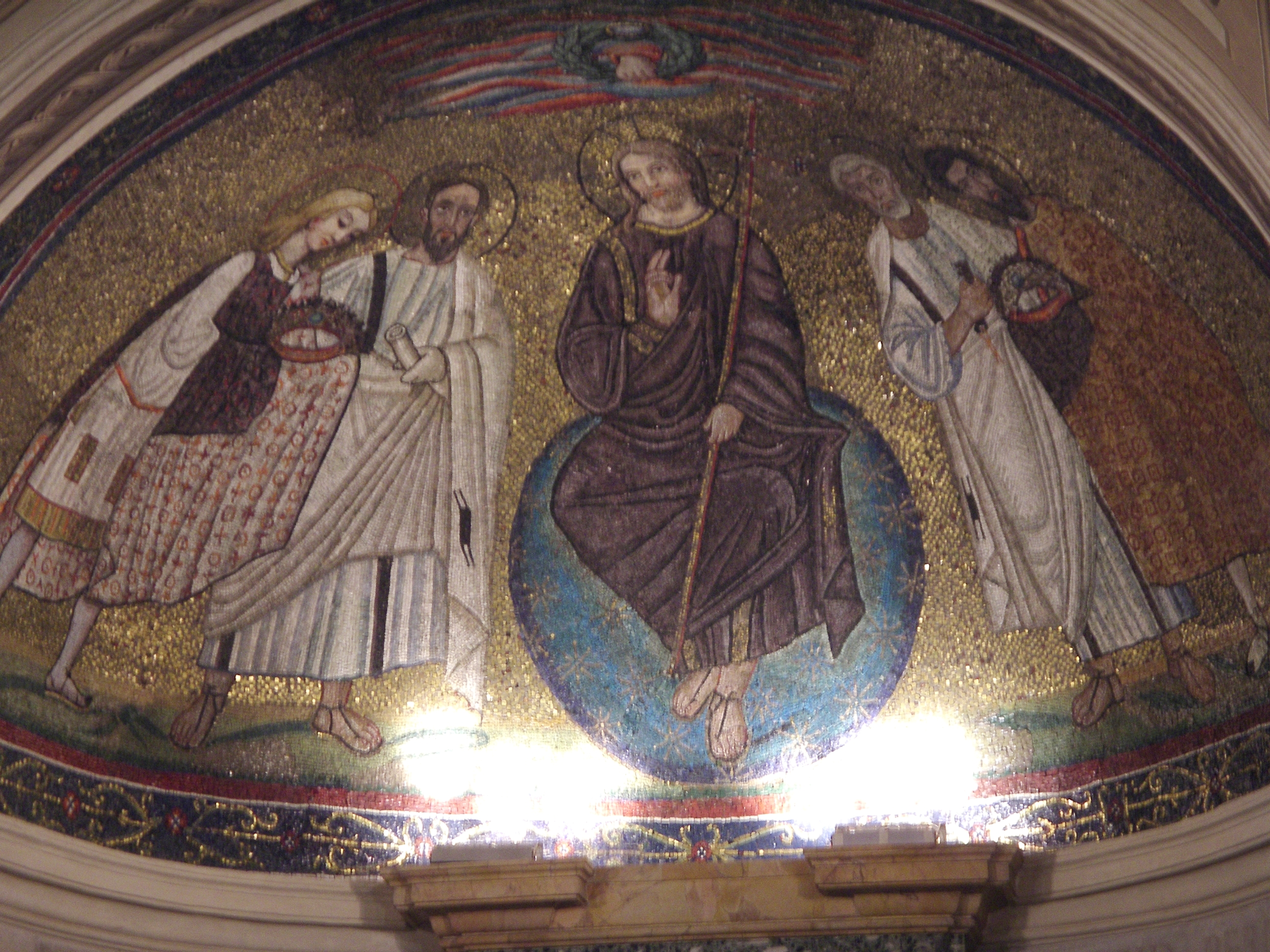
Apsismosaik (von rechts): Theodor, Petrus, Christus, Paulus und ein junger Märtyrer

In dem aus verschiedenen Bauperioden stammenden Rundbau San Teodoro al Palatino am Fuß des Palatin ist ein Apsismosaik
aus der Zeit um 600 zwar in seiner Komposition erhalten geblieben, aber durch Restaurierungen im 17. Jahrhundert stark beeinträchtigt worden. Das betrifft vor allem Kopf und Bart Christi, Stirn und Hand von Paulus, den jugendlichen Märtyrer neben ihm, den untere Teil des Kopfes von Petrus und die Stirn von Paulus. Die ursprüngliche Fassung kann einer anonymen Federzeichnung (um 1590) in der Biblioteca Apostolica Vaticana entnommen werden.
In seiner Anordnung mit dem Mosaik am Apsisbogen in San Lorenzo fuori le mura vergleichbar, thront Christus vor einem Goldgrund auf der Weltenkugel, über ihm die Hand Gottes mit dem Lorbeerkranz zwischen bunten Wolkenstreifen. Von rechts führt Petrus (mit Schlüssel) den Kirchenpatron Theodor (mit gemustertem Umhang und Märtyrerkranz) zu Christus, ebenso auf der linken Seite Paulus (mit Schriftrolle) einen jungen Märtyrer (mit Kranz).

### Sant’Agnese fuori le mura

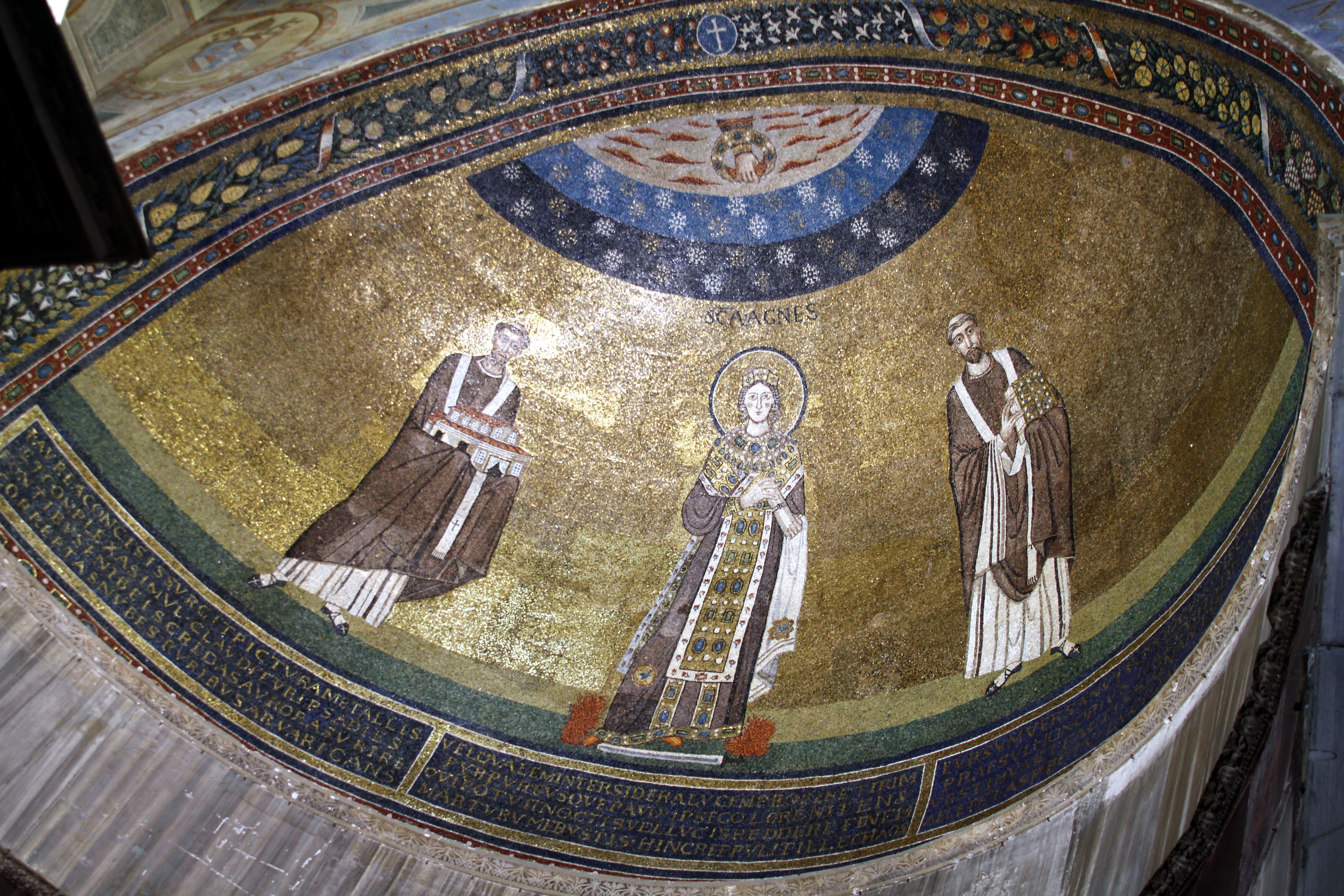
Apsismosaik
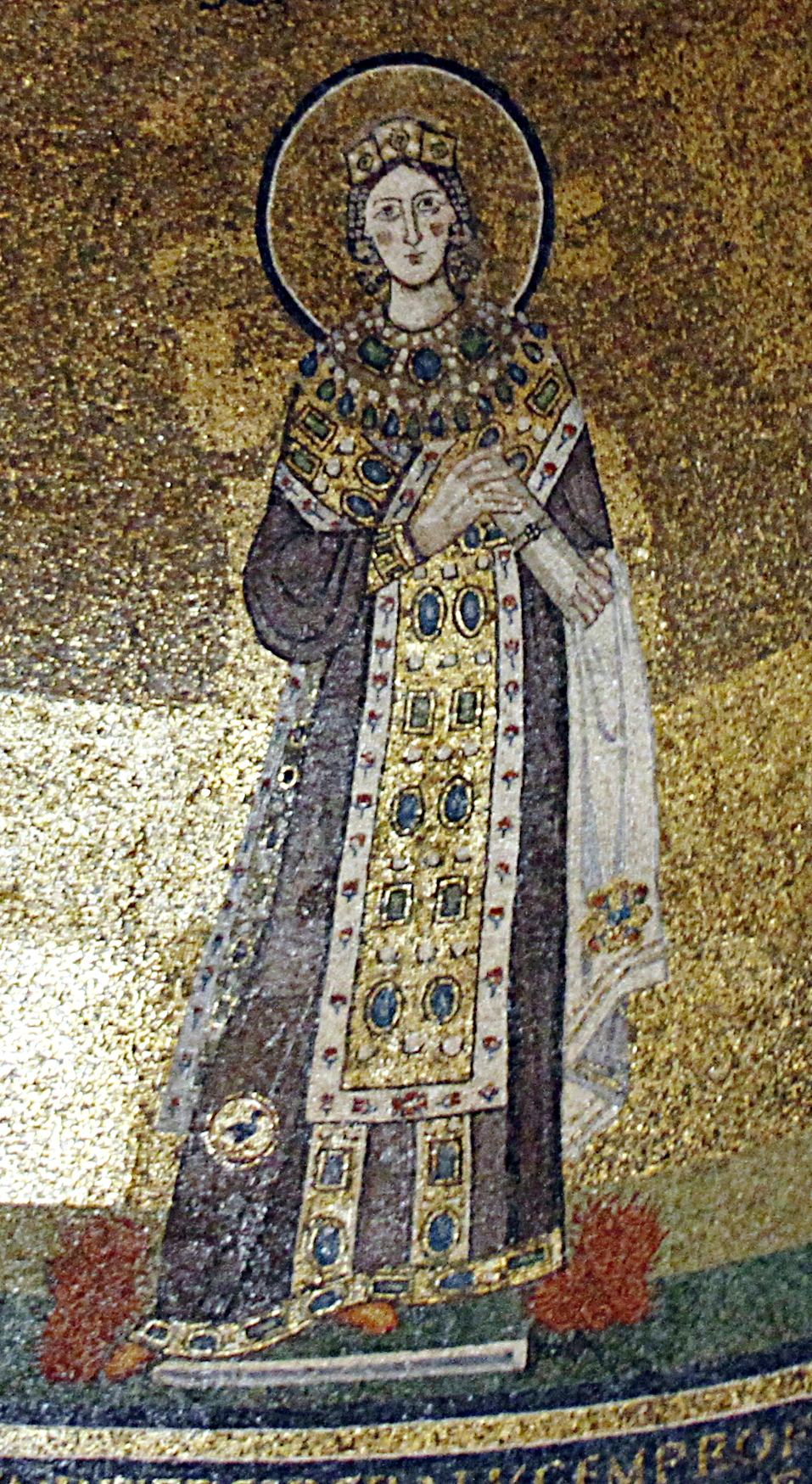
Sant’Agnese
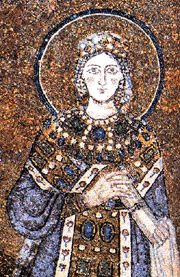
Sant’Agnese – Detail
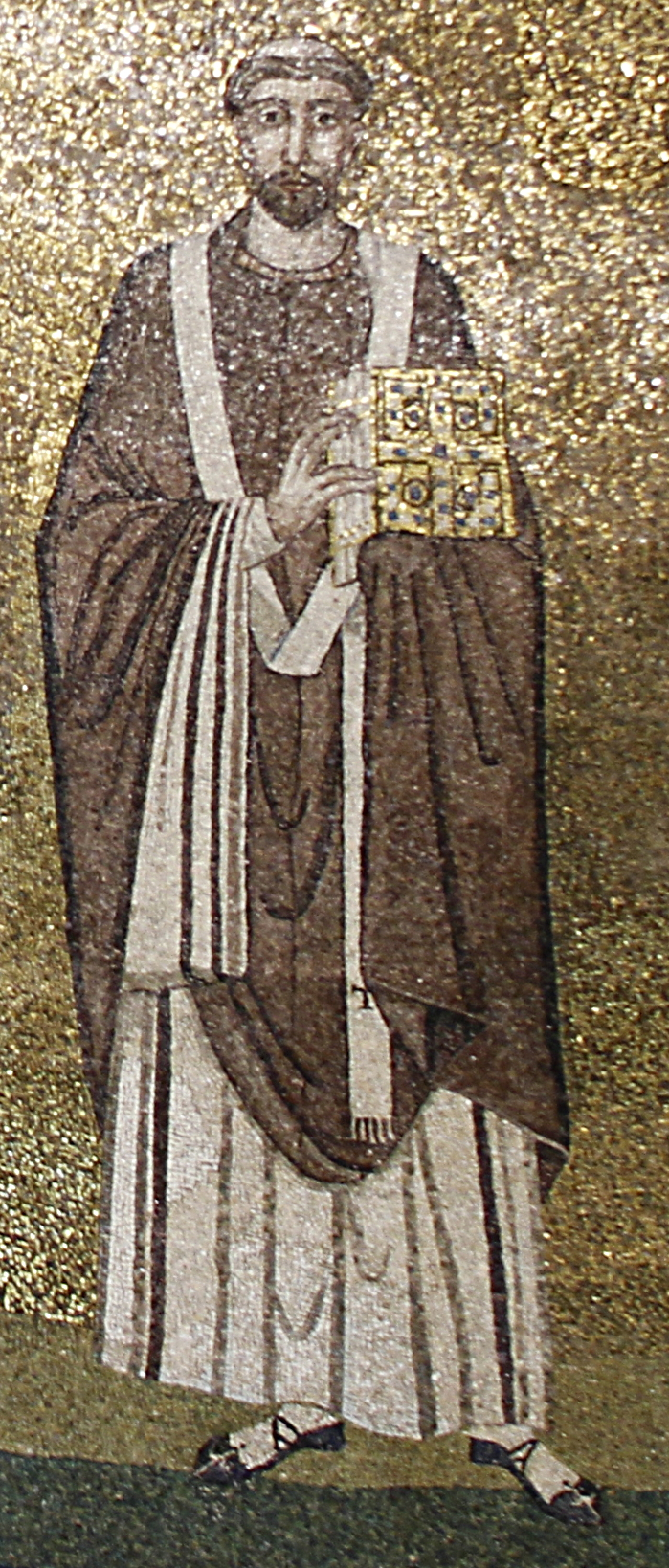
Papst Symmachus
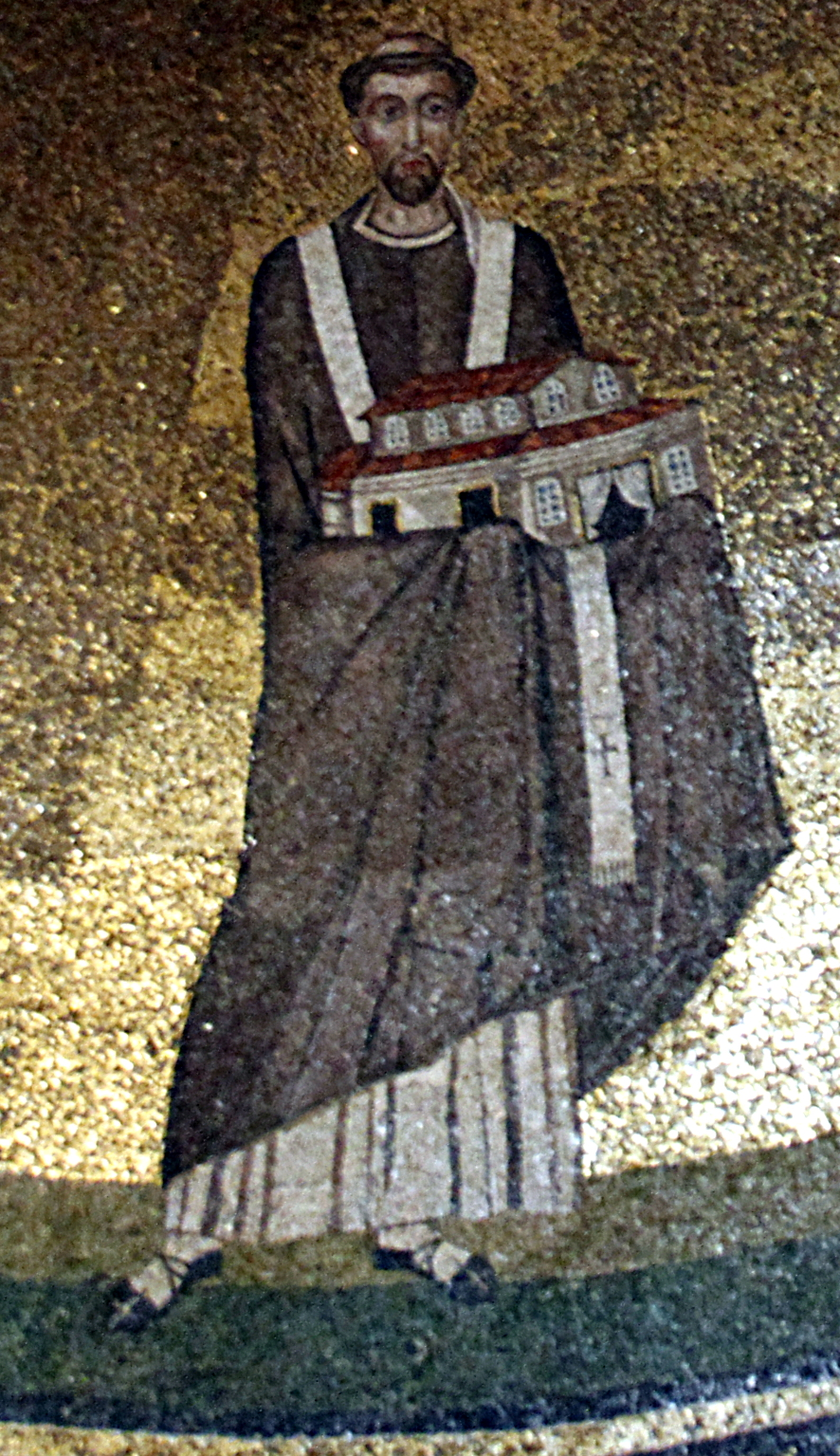
Papst Honorius I.

Die über dem Grab der Märtyrerin Agnes von Rom errichtete Emporenbasilika Sant’Agnese fuori le mura (vgl. S. Lorenzo fuori le mura) enthält ein wertvolles Apsismosaik, das Papst Honorius I. um 638 in Auftrag gegeben hatte.
Dargestellt ist die Titelheilige zwischen den beiden Päpsten Honorius I. (links) mit dem Modell der von ihm gestifteten Basilika und Symmachus (498–514) (mit Buch), der die benachbarte frühchristliche Umgangsbasilika Sant’Agnese hatte restaurieren lassen (vielleicht handelt es sich auch um Papst Gregor den Großen). Die drei Figuren stehen vor dem Goldgrund in streng frontaler Haltung nebeneinander und sind durch keine kompositorischen Mittel miteinander verbunden, was eine feierliche Wirkung erzeugt und was charakteristisch ist für die Mosaiken am Ausgang der Antike. Dabei nimmt die Kirchenpatronin die zentrale Stellung ein, die bei älteren Mosaiken stets Christus oder der Gottesmutter vorbehalten war. Das Schwert unter ihren Füßen und die Flammen des Scheiterhaufens sind Hinweise auf ihr Martyrium. Im Scheitel der Apsis erscheint zwischen den apokalyptischen Wolken die Hand Gottes mit dem Märtyrerkranz. Den unteren Abschluss bildet ein monotoner Streifen mit grünfarbenem Erdboden ohne pflanzliche Elemente. Das Apsisrund wird gerahmt durch die seitwärts aufsteigenden Blumengirlanden und die Stiftungsinschrift von Honorius I. mit goldenen Majuskeln auf blauem Grund.

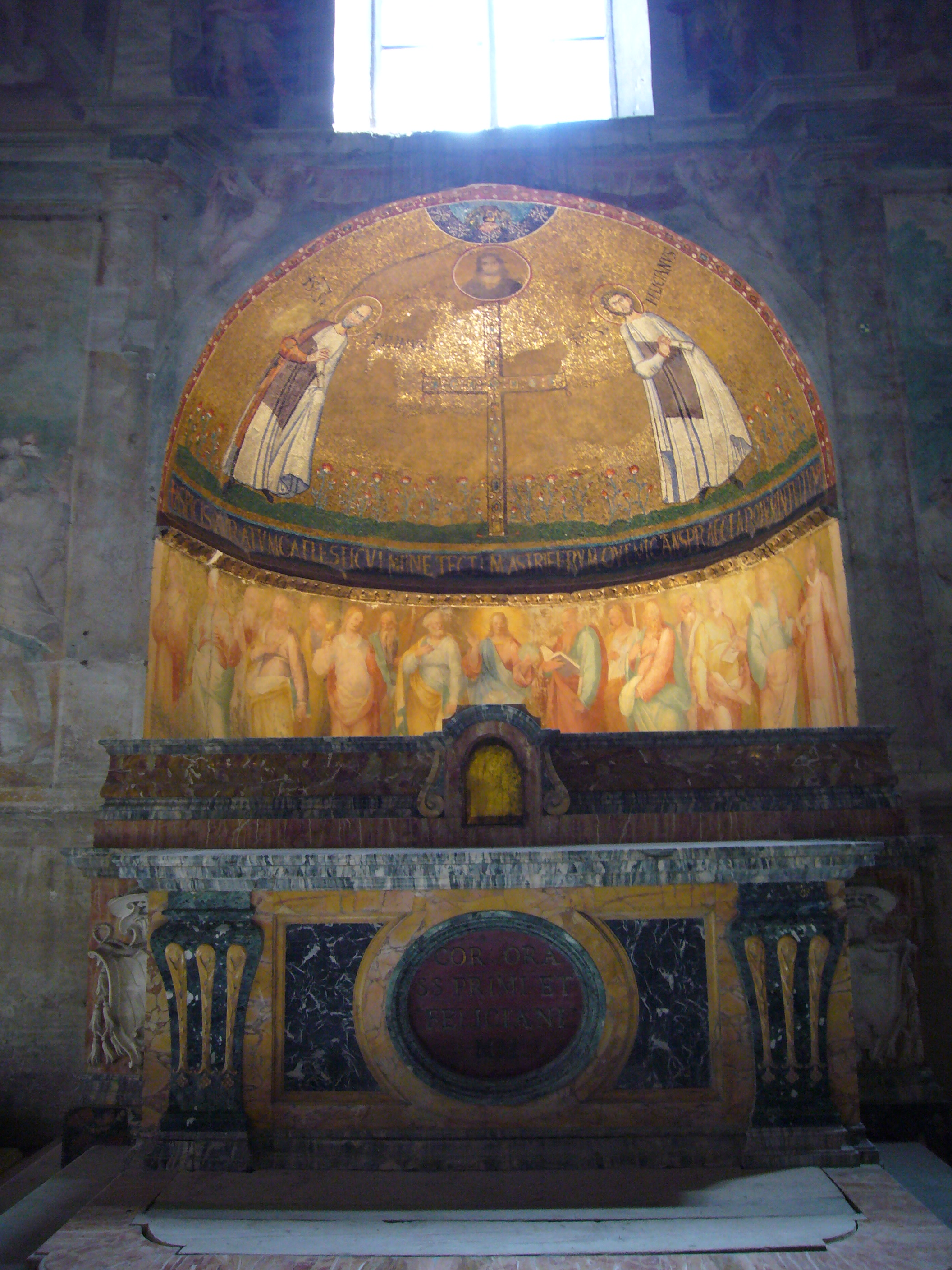
Kapelle der Märtyrer Primus und Felicianus in S. Stefano Rotondo

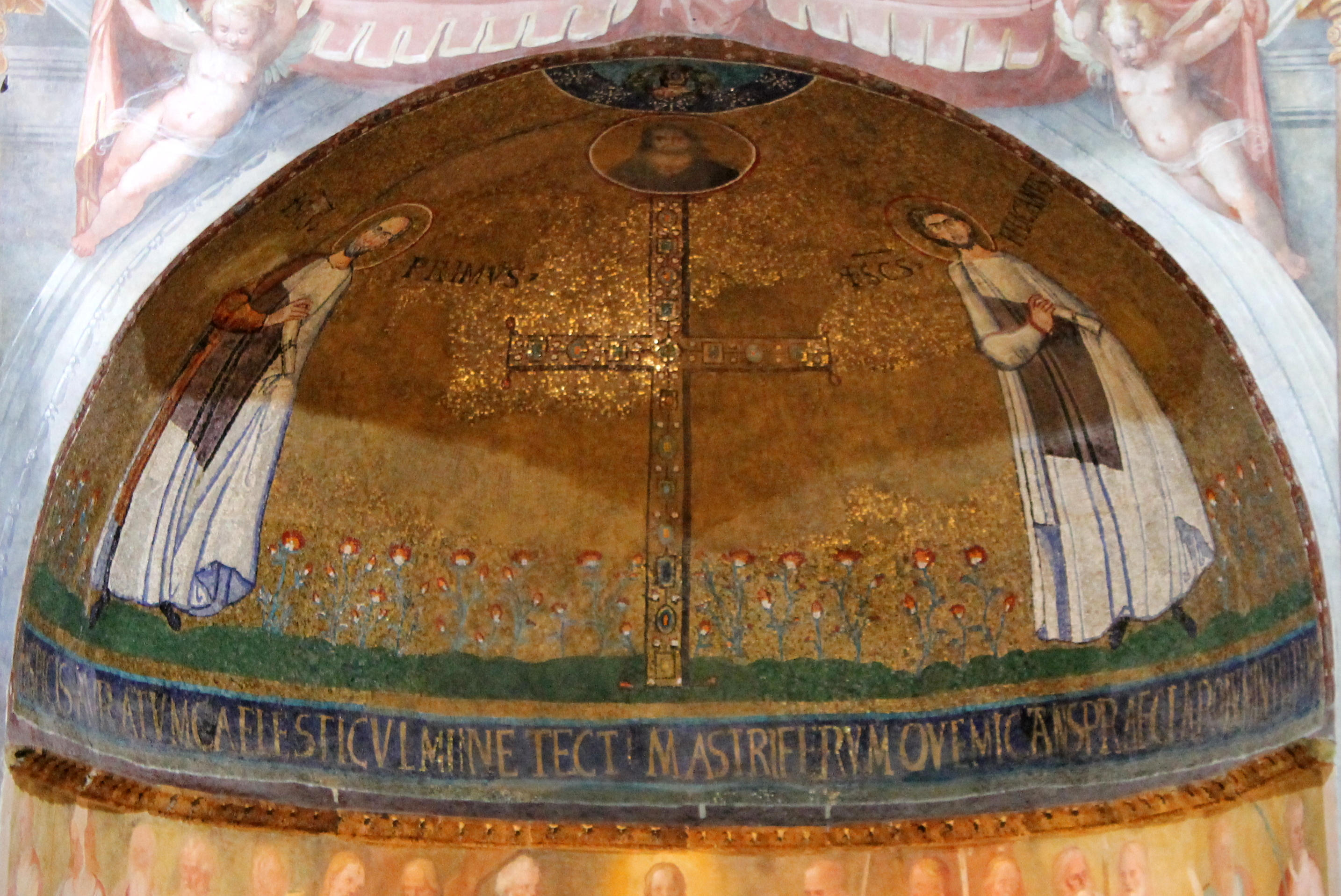
Apsismosaik in der Primus und Felizianus-Kapelle, um 649

### Santo Stefano Rotondo
Der über drei konzentrischen Kreisen errichtete und um 480 geweihte Rundbau Santo Stefano Rotondo gilt als großartigstes Bauwerk der Spätantike, bei dem erstmals bereits beim Außenbau ein repräsentativer Anspruch des Christentums sichtbar wird. Aus Anlass der Überführung der Reliquien der Märtyrer Primus und Felicianus aus der Katakombe S. Alessandro an der Via Nomentana in diese Stadtkirche ließ Papst Theodor I. (642–649) den nördlichen Kreuzarm von San Stefano Rotondo als Kapelle ausbauen und die angebaute Apsis mit einem Mosaik schmücken.
Auf diesem Apsismosaik aus der Zeit um 649 ist unterhalb des Brustbilds Christi (Clipeus) das Gemmenkreuz (an Stelle eines Christus triumphans) in Übergröße dargestellt und darüber die Hand Gottes im Firmament. Seitlich stehen vor Goldgrund die Titelheiligen Primus und Felicianus in Tunika und Chlamys mit dem aufgenähten purpurfarbenen Tablion nach der Art byzantinischer Würdenträger. Sie stehen auf einem grünen Wiesenstreifen mit bunten Blumen und halten in ihrer Rechten eine Schriftrolle. Hervorzuheben ist die Kunstfertigkeit, mit der die Köpfe der beiden Märtyrer gestaltet sind; sie sind individuell behandelt und von großer Schönheit.

### Oratorio di San Venanzio
Der aus Dalmatien stammende Papst Johannes IV.
(640–642) ließ in dem Winkel zwischen der Vorhalle des Lateran-Baptisteriums San Giovanni in Fonte und der Kapelle des Johannes Evangelista ein Oratorium anbauen und darin unter dem Altar die Reliquien dalmatinischer Märtyrer beisetzen. Die heute noch gut erhaltenen Mosaiken in der Apsis und an der Apsiswand mit den dalmatinischen Märtyrern aus Salona wurden um 654 unter seinem Nachfolger Theodor I. vollendet.
a) Apsismosaik. Im oberen Teil der Apsis ist das auf Wolken schwebende Brustbild des segnenden Christus zwischen zwei Engeln zu sehen; darunter Maria als Orantin, umgeben (links) von Paulus (mit Buch) und Johannes Evangelista (mit Buch), Bischof Venantius (Märtyrer von Salona) und Papst Johannes IV. (mit Modell des Oratoriums) sowie (rechts) von Petrus (mit Schlüsseln und Kreuzstab) und Johannes Baptista (mit Kreuzstab), Bischof Domnius (Märtyrer von Salona) und Papst Theodor I. (als zweitem Stifter).

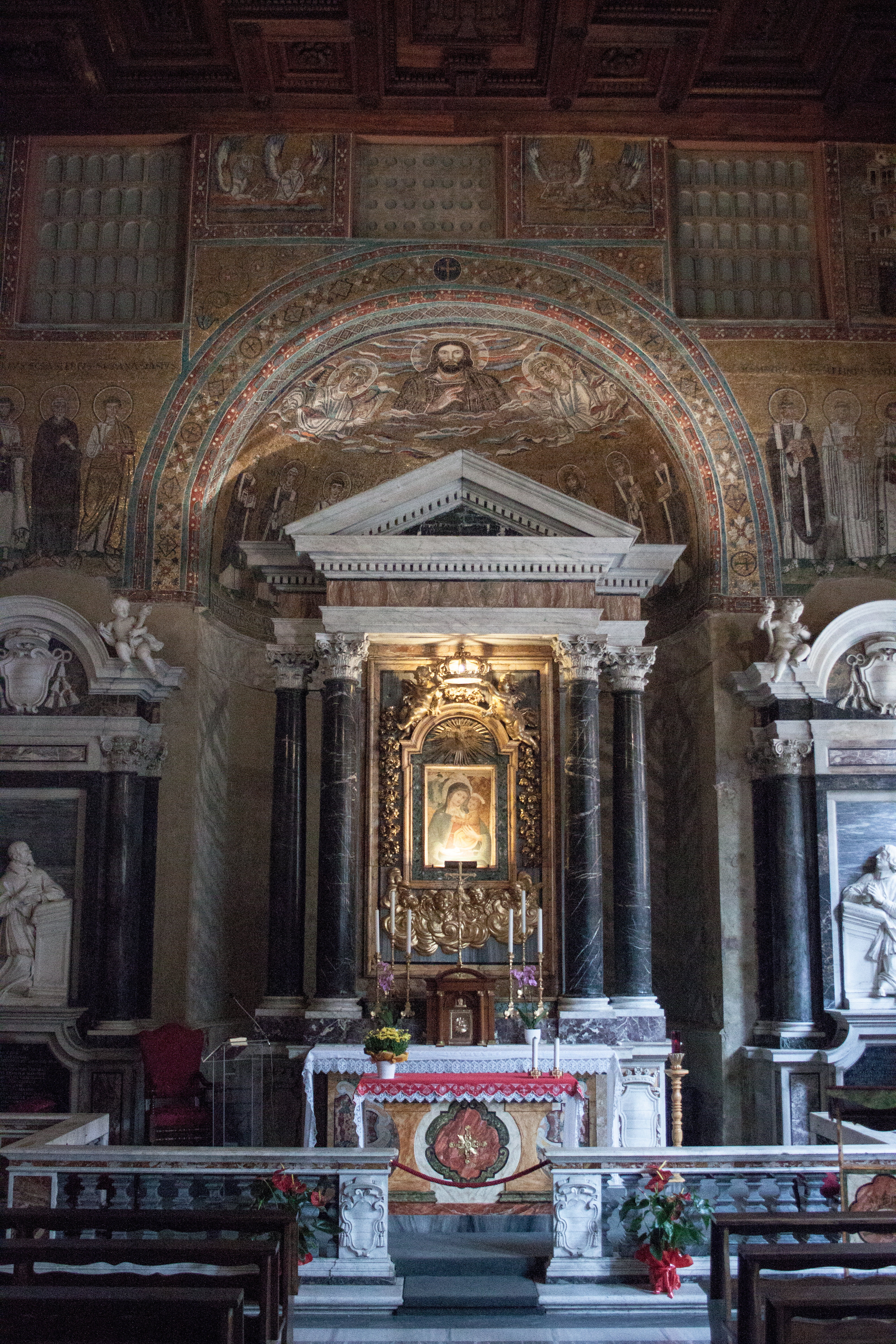
Oratorio San Venanzio mit Apsiswand und Altar
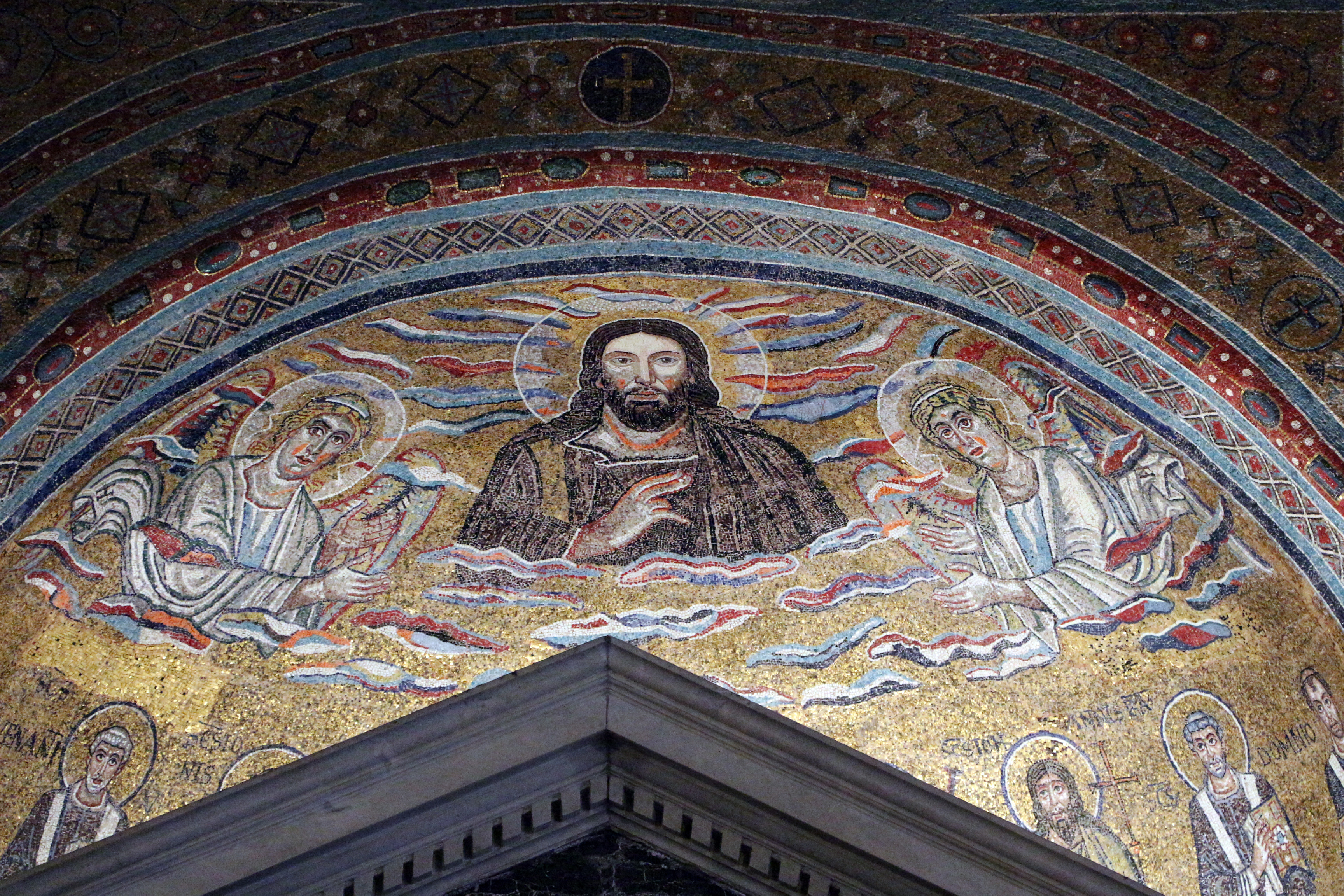
Apsismosaik
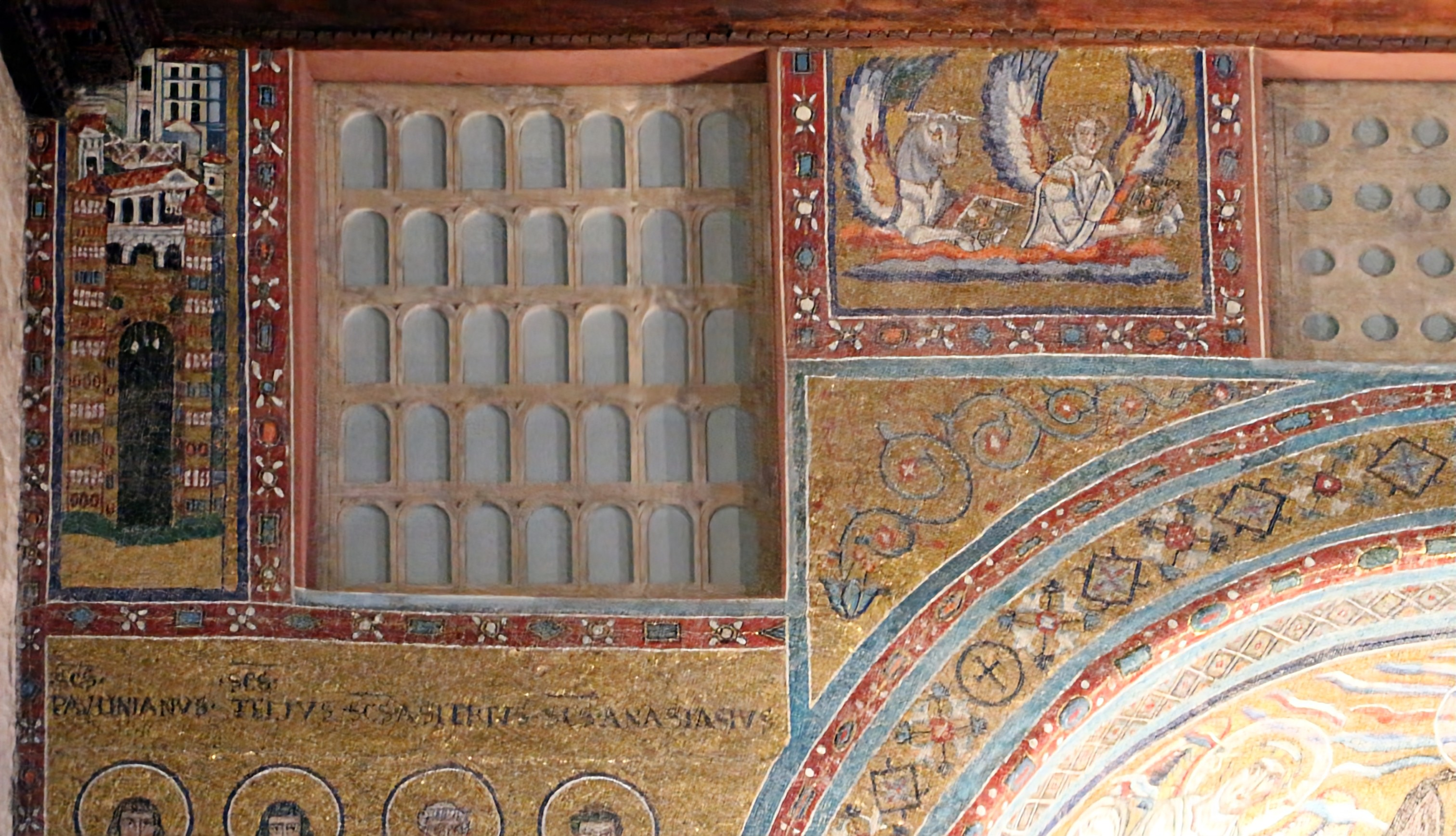
Apsisbogen links oben
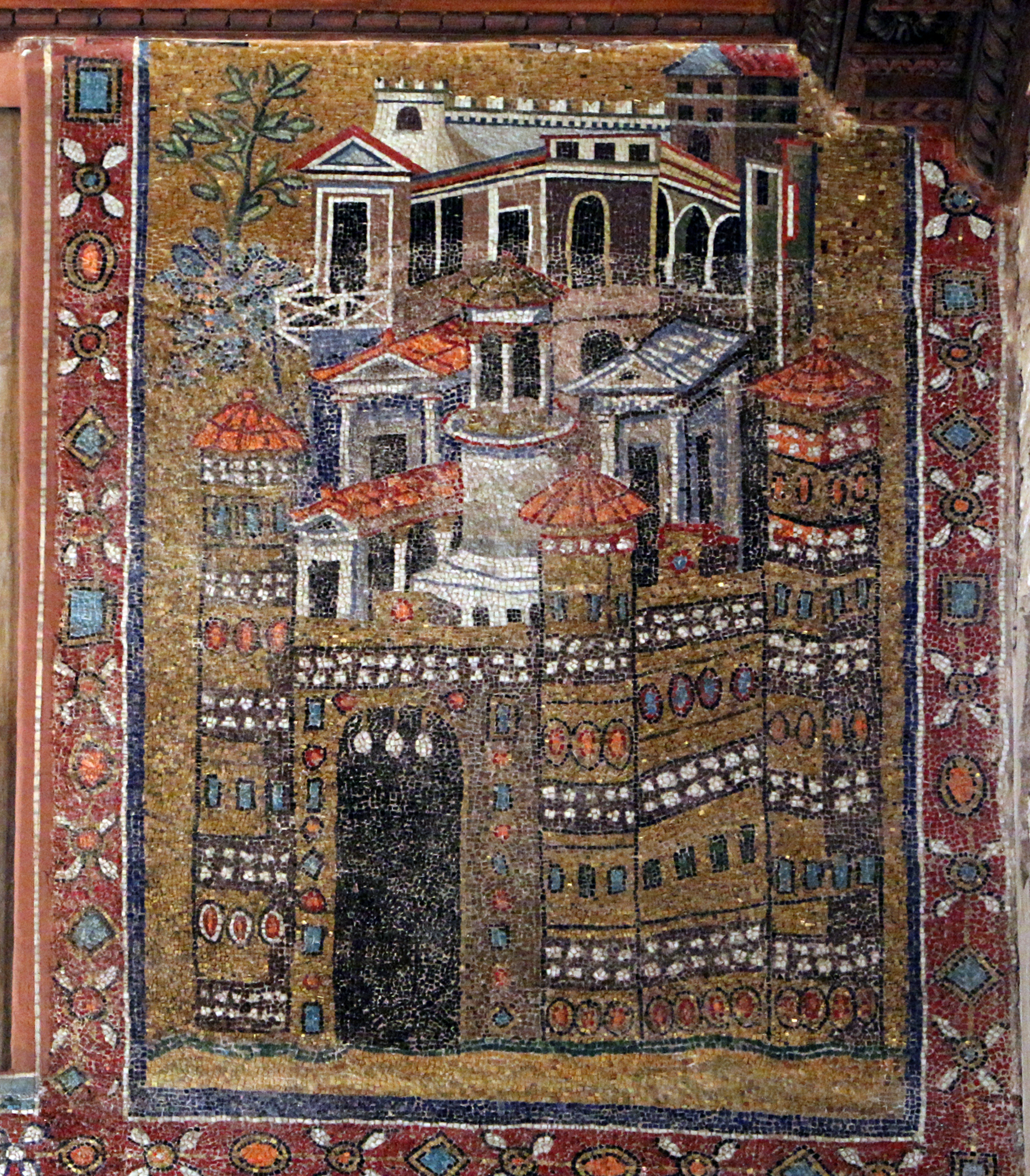
Stadt Bethlehem
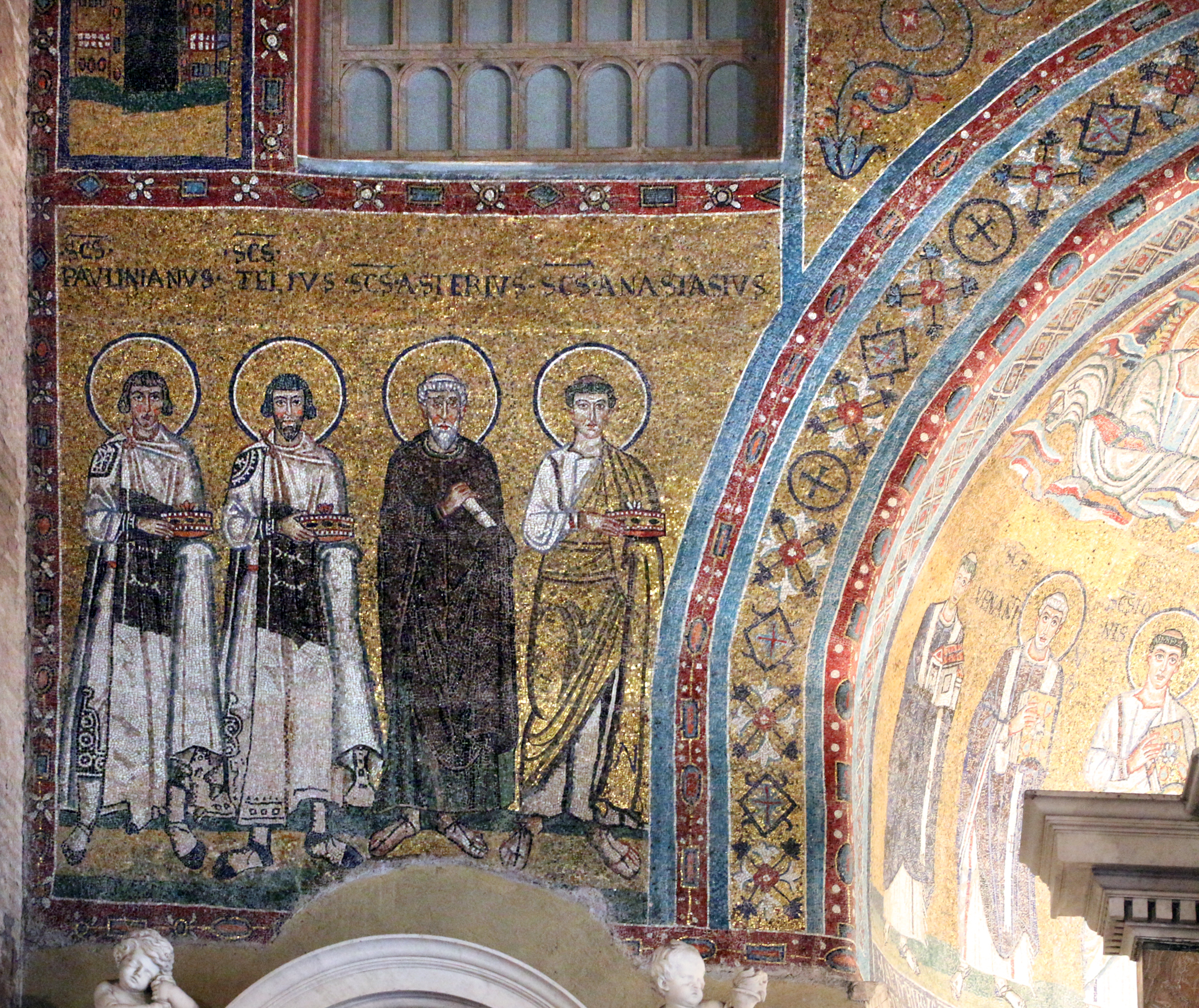
Apsisbogen links unten
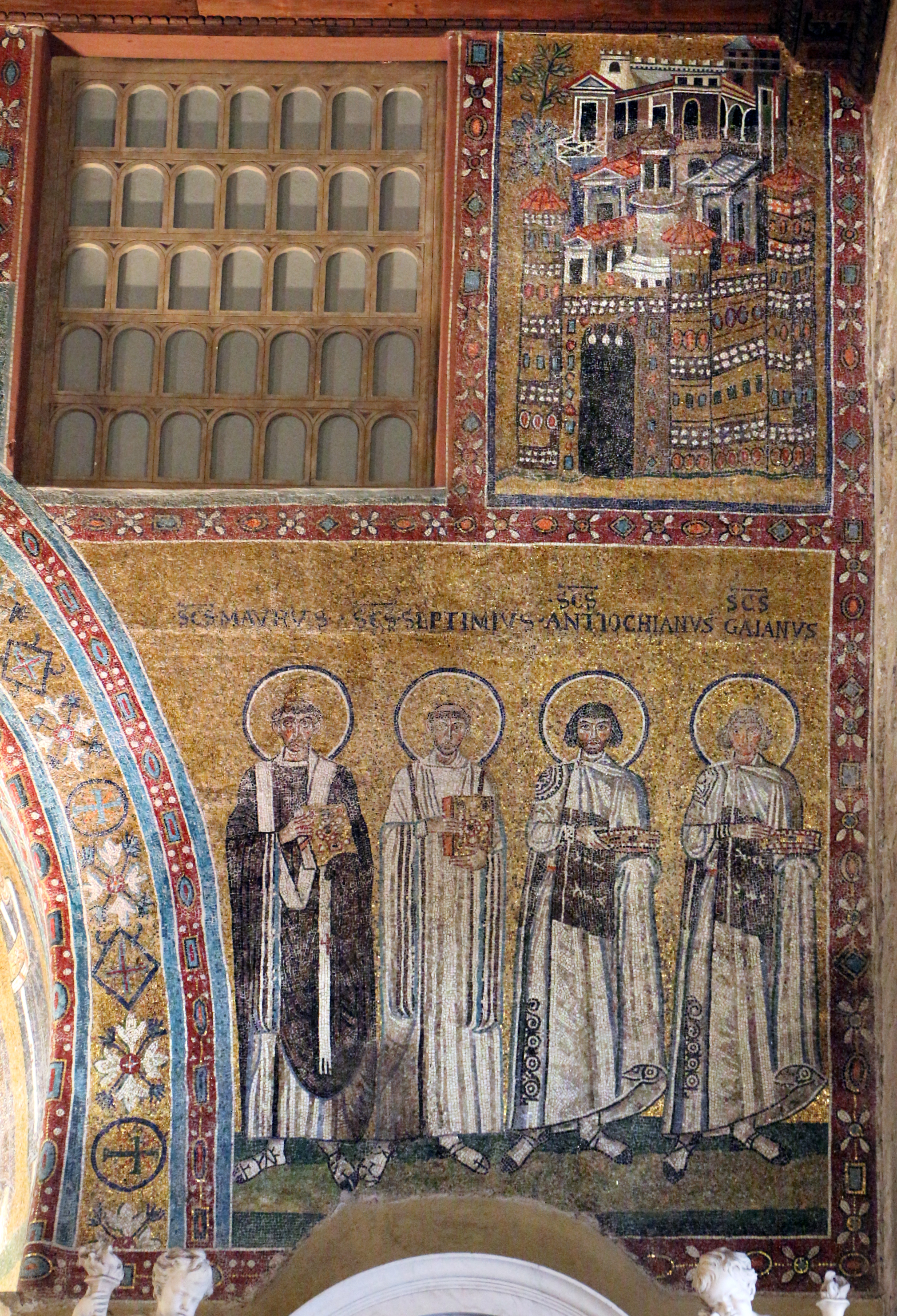
Apsisbogen rechts oben
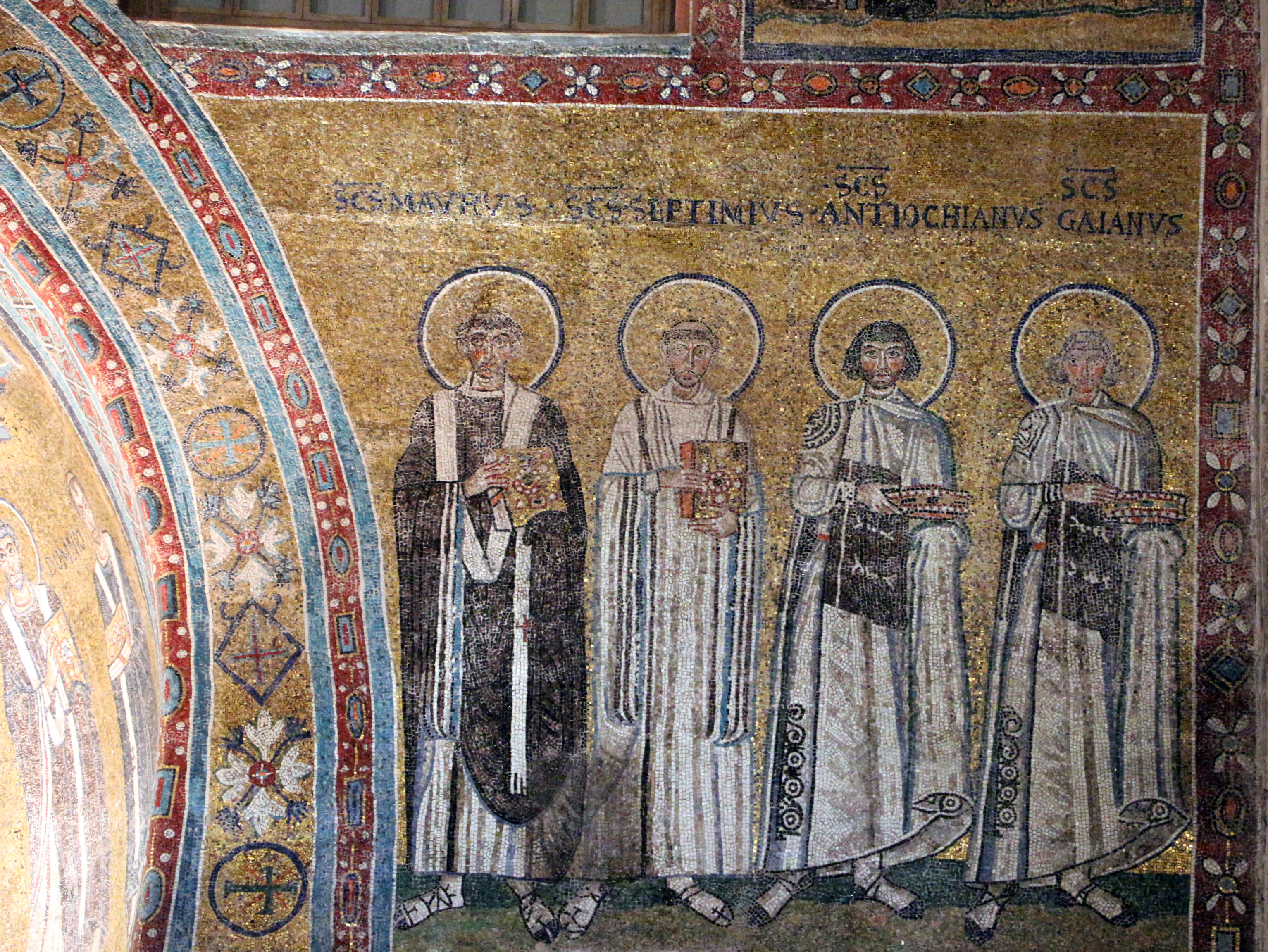
Apsisbogen rechts unten

b) Mosaik an der Apsiswand. Auf der Wand neben der Apsis sind die übrigen acht Märtyrer von Salona mit ihren Kronen dargestellt, deren Reliquien unter dem Altar ruhen (von links): Paulinianus und Telius (Soldaten der Palastwache), Presbyter Asterius und der hochverehrte Dalmatiner Anastasius (in golddurchwirktem Pallium) sowie Bischof Maurus und Diakon Septimus und die beiden Offiziere Antiochianus und Gaianus. In der durch vier Fenster durchbrochenen Apsiswand befinden sich die vier Evangelistensymbole zwischen den Stadtdarstellungen von Jerusalem und Bethlehem.

### Oratorium Johannes VII.
Im nördlichen Seitenschiff von Alt-St. Peter hatte Papst Johannes VII. um 706 an der Fassadenrückwand eine Marienkapelle einrichten lassen, die auch als seine eigene Grablege dienen sollte. Die prächtigen Mosaiken an der Ostwand zeigten im Zentrum eine Maria Königin mit betend erhobenen Händen und den Stifterpapst sowie an den Seiten Szenen aus dem Leben Jesu:
Im oberen Register Mariae Verkündigung und Heimsuchung, Geburt Jesu und Verkündigung an die Hirten und Anbetung der Drei Weisen;
im mittleren Register Darstellung Jesu im Tempel und Taufe im Jordan, Heilung des Blindgeborenen und der blutflüssigen Frau und Zachäus im Maulbeerbaum;
im unteren Register Auferweckung des Lazarus, Einzug in Jerusalem und Letztes Abendmahl, Auferstehung, Kreuzigung und Anastasis.

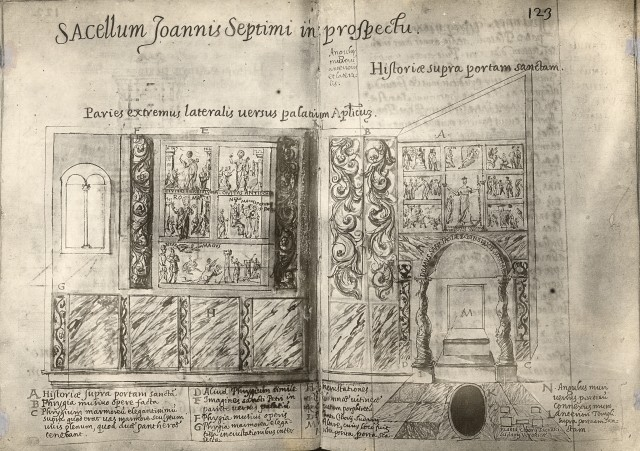
Szenen aus dem Leben Jesu und der Apostel Petrus und Paulus
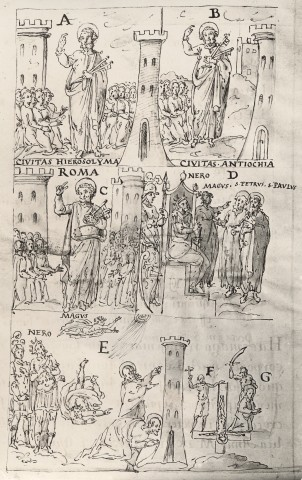
Details
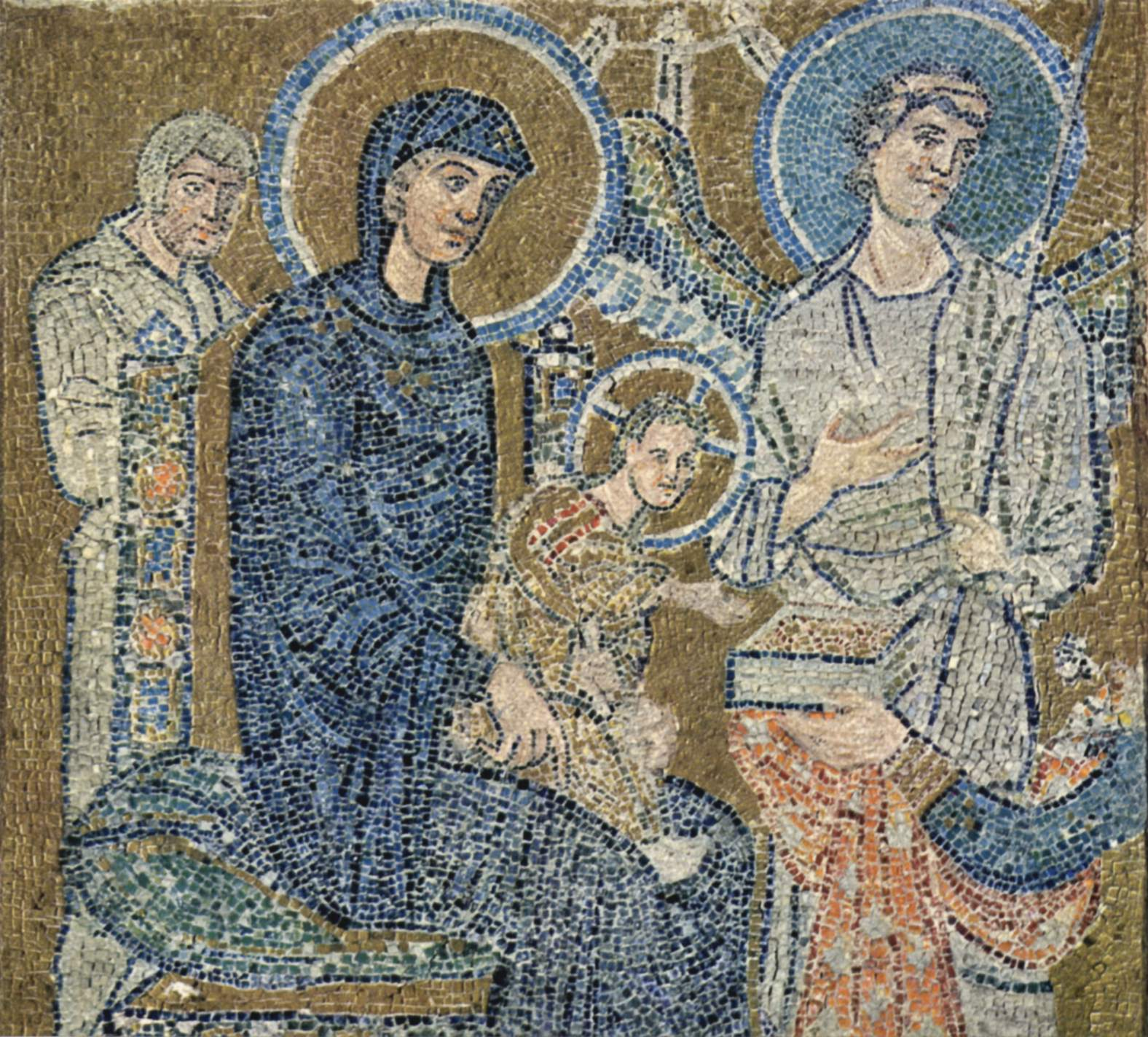
Huldigung der Drei Weisen, linke Bildhälfte, um 706
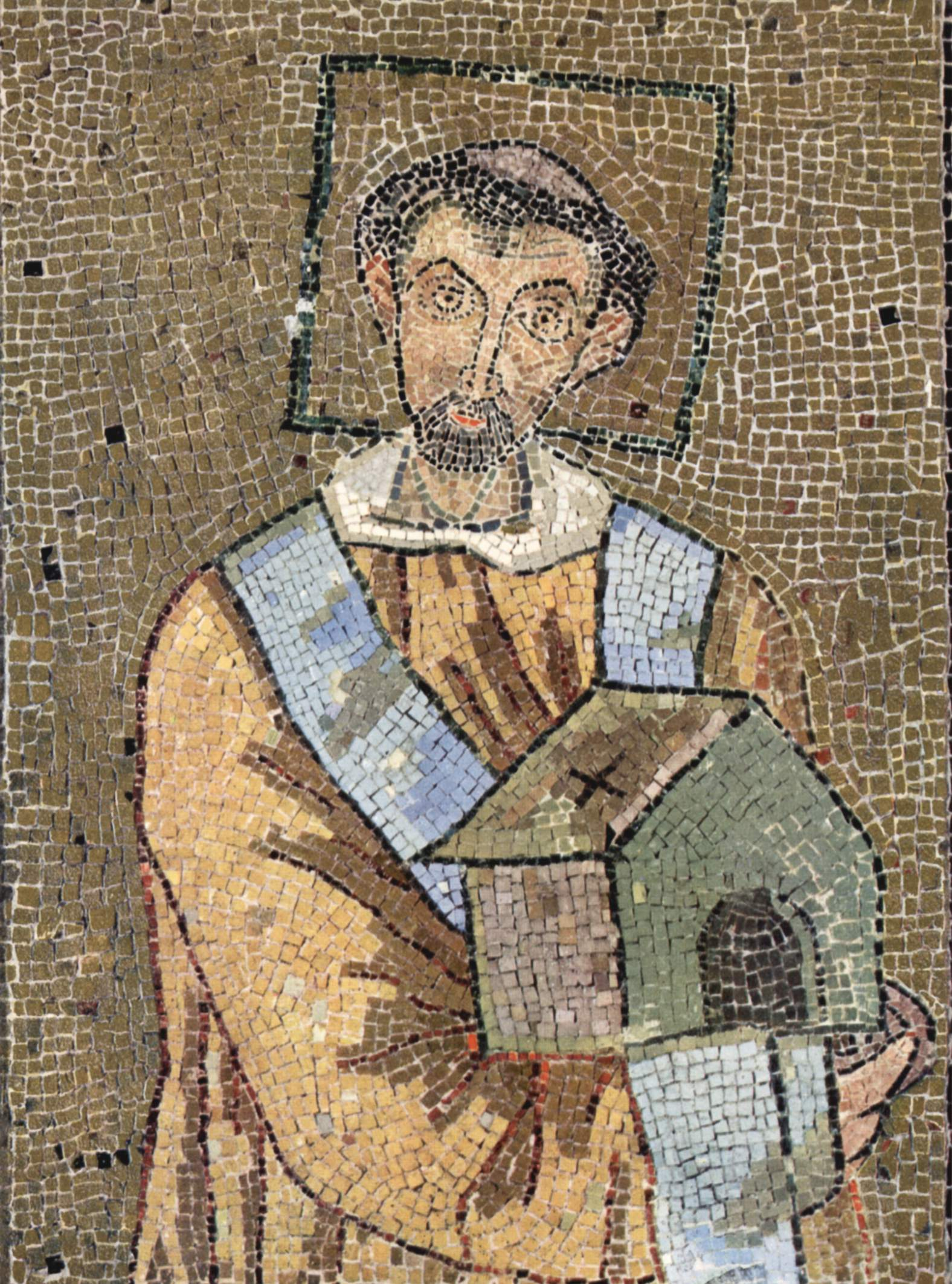
Porträt des Stifters Johannes VII. mit Modell des Oratoriums

Von diesen Mosaiken sind beim Neubau des Petersdoms nur wenige Bruchstücke erhalten geblieben; ihre Thematik ist durch eine Beschreibung von Giacomo Grimaldi aus dem Jahr 1628 dokumentiert. Die bedeutendsten erhaltenen Teilstücke werden heute verwahrt: Maria orans in San Marco (Florenz); Stifterbild von Johannes VII. (mit Modell der Kapelle) sowie Waschung des Neugeborenen in den Vatikanischen Grotten; Maria aus der Geburtszene im Museo d’Arte Sacra di Orte (bei Viterbo); Anbetung der Drei Weisen (linke Hälfte) in der Basilika Santa Maria in Cosmedin.

## Ausblick auf die Zeit frühmittelalterliche Zeit (nach 750)
Triclinium im Lateran: Mosaik in der ehemaligen Apsis des Repräsentationssaales von Papst Leo III. (um 800).
Santi Nereo e Achilleo: In der unter Papst Leo III. um 815 errichteten Basilika ist ein Mosaik am Apsisbogen erhalten geblieben, das die Verklärung Christi zeigt.
Santa Prassede: Die dreischiffige Säulenbasilika aus der Zeit um 820 besitzt noch die vergleichsweise gut erhaltenen Mosaiken in der Apsis sowie an Apsiswand und Triumphbogen. Außerdem hat Papst Paschalis I. um 820 an der Ostseite die mit Mosaiken reich ausgestattete Zeno-Kapelle als Grabkapelle seiner Mutter Theodora errichten lassen, von der gesagt worden ist, sie sei als Gesamtkunstwerk das wichtigste Denkmal des 9. Jahrhunderts in Rom.
Santa Cecilia in Trastevere: Um 820 hat Papst Paschalis I. auch den Neubau einer Basilika zu Ehren der hl. Cäcilia mit wertvoller Mosaikausstattung gestiftet. Das Mosaik in der Apsis ist gut erhalten, während von dem Mosaik an der Apsiswand nach Restaurierungsmaßnahmen der Barockzeit nur noch Reste erhalten sind.
Santa Maria in Domnica: Auch diese dreischiffige Säulenbasilika ist von Papst Paschalis I. gestiftet und ausgestattet worden (um 820). Die Mosaiken in der Apsiswölbung und am Apsisbogen werden ausführlich beschrieben von Walter Oakeshott.
San Marco: Um 830 veranlasste Papst Gregor IV. die Errichtung eines Neubaus an Stelle der vom Verfall bedrohten frühchristlichen Markuskirche. Die Mosaiken in der Apsis und am Triumphbogen entstanden zwischen 830 und 840.
San Clemente: In dem 1128 geweihten Neubau der Basilika des hl. Clemens haben sich bedeutende Mosaiken in der Apsis und am Apsisbogen erhalten. Auf die ausführlichen bebilderten Beschreibungen bei Wilpert / Schumacher und bei Joachim Poeschke wird verwiesen.
Santa Maria in Trastevere: Der an Stelle der frühchristlichen Kirche unter Papst Innozenz II. errichtete Neubau von Santa Maria in Trastevere enthält Mosaiken in der Apsis und am Apsisbogen, die um 1143 entstanden sind, beschrieben und gedeutet u. a. von Joachim Poeschke und Walter Oakeshott. Das nach 1185 entstandene Mosaik an der äußeren Fassade der Basilika wird von Walter Oakeshott auf S. 257ff. beschrieben. Die von Pietro Cavallini um 1296 geschaffenen ergänzenden Mosaiken in der Apsis behandelt Joachim Poeschke auf S. 396ff.
Santa Francesca Romana: In dieser Basilika, die ursprünglich Sancta Maria Nova hieß, ist nur das Apsismosaik von 1161 erhalten geblieben, nicht jedoch das gleichzeitig entstandene Mosaik am Triumphbogen.
Santa Maria Maggiore: Für die 1292 errichtete neue Apsis der Basilika wurde das Marienthema der alten Apsis übernommen, aber von Jacopo Torriti den gewandelten Vorstellungen angepasst (1296).